# 가비 브라운
가비 브라운(독일어: Gabi Braun, 일본어: ガビ・ブラウン, 영어: Gabi Braun)는 이사야마 하지메의 만화인 진격의 거인의 주연급 등장인물이다. 848 ~ 850년 즈음에 마레군에 군인으로 정식 입대해서 군사 훈련을 받아 합격해 아홉 거인을 승계할 전사 후보생으로 승진했다. 후계자로서 경험을 탄탄히 쌓고 거인을 이어 받기에 충분한 자격을 입증하기 위한 기회로 중동 연합과의 최후의 전투가 치러지는 슬라바 요새 공방전에 차출되어 참전했다. 850년에 피크 핑거, 콜트 그라이스, 라이너 브라운, 팔코 그라이스, 포르코 갤리어드, 지크 예거, 조피아, 우도와 더불어 슬라바 요새 공성전에 참여하여 중동 연합군의 대 거인 장갑열차를 혼자만의 힘으로 격파시켜 마레가 중동 연합과의 4년 전쟁에서 승리하는 혁혁한 공을 세웠다. 2부인 91화 <바다 너머의 세계>부터 본편 이야기에 최초 등장하며 애니메이션에서는 4기 1화부터 공식적인 첫 등장을 치를 예정이다. 일본판 성우는 사쿠라 아야네 (佐倉綾音)이고 북미판 성우는 린지 사이델 (Lindsay Seidel)이다.

## 소개
진격의 거인 91화부터 새롭게 등장한 신규 캐릭터 중 한 명이자 마레 제국 진영의 주연이다. 마레 진영의 주연이면서 새로운 미래를 의미하는 신세대 소년들 중에서는 팔코 그라이스와 더불어 투톱 주인공이다. 생년월일은 842년 4월 14일, 나이는 12세, 키는 138cm, 몸무게는 38kg. 혈액형은 불명.
마레 제국의 레벨리오 수용구 출신의 '유미르의 백성' 인 에르디아인(Eldian) 여자아이이다. 가족으로는 부모님인 브라운 부부와 아버지의 형제인 고모 카리나 브라운, 그리고 카리나 브라운의 아들이자 고종 사촌 오빠이면서 직속 상관이자 선배 전사인 라이너 브라운의 9살 차이나는 이종 사촌 여동생이다. 마레군 수뇌부 장성인 테오 마가트가 진두지휘하는 에르디아 부대 소속의 소년병이다. 그 외로 다른 세 명의 친척들이 있다.
만 5세 ~ 7세에 마레군에 입대해서 훈련 교육을 받은 끝에 후보생들 중에서 최상위권의 성적으로 인정을 받아 정식으로 마레군 소속 전사 후보생이 되었다. 스스로도 자부할 만큼 후보생 4인방 중에서도 최고 실력을 자랑하는 엘리트 중의 엘리트. 테오 마가트 장군으로부터 인정 받아 전사 후보생 직위에 오르게 된다. 훗날 수명이 다 할 갑주의 거인의 가장 유력한 후보인 만큼 테오 마가트나 다른 군으로부터 신중한 대우를 받고 있다. 험난한 경쟁률을 뚫고 후보생이 된 동기들 중에서도 능력과 성과 양면으로 가장 뛰어나고 슬라바 요새 전투에서 유명해졌으며 지지와 기대를 받고 있는 전도유망한 유망주이다.
소꿉친구이자 라이벌, 친구, 지금은 프로포즈를 받아 연인이 된 팔코 그라이스와는 '에르디아인 신세대'를 대표하는 상징적인 인물이며, '에르디아인의 신세대'의 아이들 중에서 투탑 주인공 체제의 비중의 주연으로 출연한다. 피크 핑거는 운동장 위를 뛰어다니며 병참 행군 달리기 시합 중인 네 아이들을 바라보며 "앞으로 우리 에르디아의 미래는 어떻게 될까?"라고 크게 고뇌했다. 친구들이자 같은 나이에 후보생이 된 조피아(Sofia)와 우도(Udo)도 있지만 두 사람은 레벨리오 전투에 사망한 관계로 팔코가 가비의 유일한 친구가 되었다.
흑갈색의 장발과 검은색 계열의 눈동자를 지녔다. 행동력이 강하고 대담하며 목적 의식이 뚜렷한 씩씩한 대장부로 어린 나이인데도 매사에 위험한 일에 뛰어드는 적극성과 대담함, 도전적인 투지에 불타는 대장부이다. 마레 제국에 충성적이며 명예욕이 높아 영웅으로 인정 받기 위해서라면 물불 가리지 않는 터프하고 낙천적인 열혈소녀이다. 한 마디로 여성형 엘런 예거, 마레판 엘런 예거와도 같은 캐릭터. 성취성이 강하고 목표를 위해 주변과의 일절의 타협도 없이 일직선 전진하는 것은 큰 장점이지만 그에 대한 반동으로 융통성이 부족하여 상황에 따라선 스스로를 의도치 않게 위험에 빠뜨릴 때가 있는 '양날의 검'이다. 터프하고 강한 소년병이라지만 본질은 세상 물정 모르는 순진한 어린 아이라서 어쩔 수 없이 순진하고 귀여운 매력을 터트릴 때도 있는 다각적으로 조명할 부분이 풍부한 복합적인 매력과 속성의 소유자이다.
작중에서 캐릭터와 사상의 변화와 성장이 가장 뚜렷하며 변화가 밝은 쪽으로 나아간 성장형 주연이다. 처음에는 어린 나이에 받은 부당한 세뇌와 인권 학대 속에서 살아남기 위해 마레 정부에게 영웅으로 인정 받는 것에 매달리고 파라디섬의 사람들을 악마로 증오하던 소년병이었다. 고향이 그런 증오하는 악마들에게 침공당하는 전대미문의 사건을 겪고 악마들에게 복수하기 위해 직접 소총을 들고 섬으로 날아오는 무모한 모험을 하게 된다. 의지할 곳 없는 섬을 헤매다가 카야와 선량한 브라우스 가족들과 교류하는 것을 시작으로 악마인 줄 알았던 에르디아 인들의 실상은 자신들과 다를 게 없는 인간임을 깨닫고 더 이상 마레의 세뇌에 얽매이지 않고 스스로의 생각과 사고로 행동하는 것보다 현명하고 성숙한 소년으로 성숙하게 성장하였다. 심지어 전투나 전쟁 중에 만난 적병이라 해도 상황에 따라서는 협력하고 동맹을 마레와 수용구의 자유만을 위해 싸웠던 과거와 다르게 자신의 고향과 동포들만이 아니라 파라디 섬의 입장을 생각하고 모두를 구하기 위해, 처음엔 그토록 미워해 마지 않았던 조사병단과도 화해하고 동맹을 맺게 된다. 자국인 파라디 섬만의 안전과 자유를 추구하며 직접 마레 대륙으로 와서도 바깥 세상의 사람들을 악마로 간주하고 변함 없는 적으로 죽이려는 엘런 예거와 유사하지만 최종적인 목적 지점에서 달리 하는 결정적인 요인이다. 엘런은 진격의 거인으로 본 미래에 집착해 끝까지 세계를 적대하고 자신의 방식에 반대하는 동료들과도 멀어지게 되었지만 가비는 세뇌와 맹목적인 인정에 미쳐 무언가를 적대하고 증오하기만 했던 소년 가비가 파라디 섬을 비롯한 전 세계의 미래를 구하기 위해 파라디 섬을 제외한 전 세계의 적이 된 에렌 예거에 맞서 싸우게 된다.

## 인기
에르디아와 마레, 세계의 서사를 다루기 시작한 23권에 들어서 진격의 거인 내에서 많은 인기를 누리는 인물들 중 한 명이다. 소년만화에서 흔히 볼 수 없는 다혈질적이고 강하고 주도적이고 확실한 캐릭터 서사를 가진 여성 캐릭터와 엘런 예거와 유사하면서도 다른 길을 걷는 흥미롭고 입체적인 행보와 성장 덕에 이에 이입하는 독자들이 많다.

## 성우 관련 인터뷰
- 린지 사이델(Lindsay Seidel)은 이전부터 진격의 거인 시리즈의 열렬한 팬이고 가비처럼 강하고, 대담하고, 똑똑하고, 자기확신 넘치기까지 한 여성 캐릭터(I love getting to play female characters who are intelligent, brave, strong, and definitely sassy-Gabi is sassy-and I love about her too)를 연기할 수 있게 돼서 매우 기쁘다는 소회를 밝히며 가비를 향한 팬심과 애정을 드러냈으며, 북미판 진격의 거인 더빙 감독이자 장 키르슈타인의 성우인 마이크 맥펄랜드에게 섭외해줘서 고맙다고 했다. 가비 역으로 캐스팅되었다는 소식을 들었을 때 뛸 듯이 기뻐했다고 한다.
- 사쿠라 아야네는 캐스팅 이전부터 진격의 거인을 주목하고 즐겁게 시청했던 팬이었다. 2019년 에르빈 스미스가 Part.2 회차에서 죽은 지 얼마 안 돼 개최된 에르빈 스미스 송별회 파티 때 초대를 받았는데, 이때는 가비 역으로 미리 캐스팅되었다는 사실도 모르고 있었기에 출연진도 아닌 내가 왜 초대를 받아 덥석 끼어들게 된 건지 의아해 했다고 한다. 카지 유우키나 시모노 히로 등의 기존 출연진과 미마 마사후미 음향 디렉터로부터 '가비와 닮았다.', '사쿠라 씨에게 어울리는 캐릭터가 있어."라는 말을 들었고, 팔코 그라이스 역의 하나에 나츠키와 더불어 오디션을 거치지 않고 곧바로 가비 역에 캐스팅되었다고 한다. 사쿠라 아야네도 굉장한 연기력과 표현력으로 거칠고 낮게 깐 굵은 저음으로 가비의 열혈스럽고 패기찬 캐릭터를 훌륭하게 소화해내서 일본과 한국은 물론, 해외권도 연기력이 정말 대단하다는 호평을 받았다.

### 캐릭터 인기 투표
진격의 거인 제3회 캐릭터 인기 투표 당시 피크 핑거와 코니 슈프링어와 더불어 23위를 차지했다. 2부에 진입해서 등장한 다른 수많은 신규 캐릭터들처럼 상위권의 인기를 누리고 있는 인기 캐릭터. 이와 대비되게 팔코 그라이스는 41위라는 훨씬 초라한 성적을 거두었다.

## 모티브 및 이전 설정
질문자: 캐릭터를 창조할 때 어느 정도까지 설정을 채워넣나요?
이사야마 하지메: 캐릭터의 얼굴은 어떤 얼굴을 만들지 낙서하다가 완성됩니다. 피크는 원래 거인화했을 때의 얼굴과 비슷한 아저씨였는데, 원고를 마무리하던 중 급하게 여성으로 바꿨습니다. 가비는 엘런의 여자 버전과 비슷한 느낌이 있죠.
 — 2017년 별책 소년 매거진 8월호 인터뷰 中
- 작가 이사야마 하지메는 가비가 첫 등장하는 에피소드(91화)가 연재되기 며칠 전에 개인 블로그인 <현재 진행 중인 흑역사>에 가비 브라운의 디자인과 성명을 공개했었다. 개 중에는 UFC를 TV로 보는 도중에 스케치한 가비의 그림도 올렸다. 그리고 예전에 그린 엘런 예거의 여성형 버전을 모티브로 가비를 디자인했다고 밝혔다. 가비가 외형과 성격, 행동 등 여러 가지 면에서 엘런을 굉장히 닮은 이유가 작가가 여성형 엘런을 모티브로 가비라는 캐릭터를 초기 설정으로 잡아 두었기 때문이다.
- 그 덕에 이사야마 하지메가 19살 때 별책 소년 매거진에 투고한 진격의 거인 초안인 VOLUME 0의 여주인공이자 에렌 예거의 전반적인 모티브가 된 츠바키와도 많이 닮았다.
- 츠바키(ツバキ(椿), 동백꽃)는 진격의 거인 0권의 주인공으로 거대한 수림으로 둘러싸인 인류 사회에서 살아가는 가슴 속에 강한 투지와 정신력, 용기를 품은 용맹한 대장부 여자아이로 자신의 부모를 살해한 거인들을 엄청나게 증오한다는 배경을 갖고 있다. 거인을 죽이기 위해서라면 거인과의 싸움에 기꺼이 몸을 내던지는 열혈소년으로 검술을 열심히 익혀서 스승으로 여기는 무라쿠모(후일 리바이 아커만의 캐릭터 모티브가 되었다. 외형과 거인화할 수 있는 설정은 에렌이 그대로 이어받았다.)처럼 선봉대에 들어가 최강의 병사가 되는 것이 목표이다. 캐릭터는 후일 주인공인 엘런 예거의 디자인과 성격적인 모티브를 구체화하는 데 도움이 되었다.
- 진격의 거인: FINAL에서 러프 스케치로 따로 보관해 둔 가비의 디자인 스케치들이 전시되었다. 파이널 전시회에서 밝혀진 바에 따르면 설정 변경 없이 본래 대로의 계획이었다면 가비 뤼프케 (Gabi Lübke/ガビ・リュプケ)라는 이름만 같고 성이 다른 이름으로 등장할 예정이었다. 뤼프케는 독일식 성씨 중 하나로 뤼프케의 성을 지닌 유명한 거물들 중에는 대표적으로 1959년부터 1969년까지 10년 간 서독의 연방 대통령으로 지낸 정치적 거물 카를 하인리히 뤼프케 (Karl Heinrich Lübke)와 하인리히 뤼프케의 영부인인 빌헬미네 뤼프케(Wilhelmine Lübke), 독일의 고전 문헌학자인 외르크 뤼프케 (Jörg Lübke), 독일의 정치학자, 자유 기고가이자 <두려움 없는 미래>의 저자인 게제코 폰 뤼프케 (Geseko von Luebke), 독일의 미식 축구 공격수인 안드레아스 뤼프케 (Andreas Lübke), 독일의 운동선수인 랄프 뤼프케 (Ralf Lübke), 19세기 독일의 미술사학자인 빌헬름 뤼프케(Wilhelm Lübke), 스위스의 문헌학자인 빌헬름 마이어-뤼프케(Wilhelm Meyer-Lübke)가 존재한다. 팔코도 지금의 팔코 그라이스가 아니라 팔코 바흐 (Falco Bach)라는 이름으로 나올 뻔했다. 조피아와 우도도 조피아 라이치(Sofia Reitsche/ゾフィア・ライッチュー)[5]와 우도 보크(Udo Bock/ウド・ボック)[6]라는 풀 네임의 주연으로 설정되었다. 그러다가 라이너의 사촌 동생이라는 설정으로 바뀌면서 지금의 가비 브라운이 된 듯하다.

### 이름 정보

#### 가비 (Gabi)
이름인 가비(Gabi)는 영어권 이름인 '가브리엘(Gabriel/Gabrielle)'를 단축시킨 이름이다. 유대계 계열인 히브리권에서 유래한 이름답게 명의(名意)는
1). 신은 나의 힘이다. (영어: God is my power.)
2). 성스러운 영웅(영어: Divine hero)
3). 계시 혹은 예언
4). 여성의 잉태
5). 수태고지(라틴어: Annunciatio).

또한 유대교에 나오는 대천사 가브리엘의 이름이기도 하다. 성경에서 가브리엘은 마리아에게 아기 예수를 잉태할 것이라 고지하는 역할을 한 천사이다. 이름의 뜻이 신이나 신의 계시, 신성과 관련되어 있다.
가비는 "초승달 눈썹을 가진 미인" 혹은 "초승달 같이 아름다운 여성의 눈썹"을 뜻하는 '아미 (蛾眉, 나방 눈썹) '의 일본어 독음 표기이다. 그 이름의 뜻에 걸맞게 가비도 애니메이션에서는 굵고 진한 갈색 눈썹이 두드러지는 예쁜 소녀이다. 최종화인 857년 시점에는 아래로 길게 뻗은 롱 헤어를 한 굉장히 아름다운 미녀로 자라났다.

#### 브라운 (Braun)
성씨인 브라운 (Braun)은 독일권의 성씨이며 '갈색'을 의미하지만 동시에 나치 독일의 상징색을 가리켜 나치 독일이 모티브가 된 마레 제국의 전사 후보생인 가비의 신분과도 연결된다. 프로레슬링과 종합격투기 마니아인 이사야마 하지메의 성향상 세계적인 주짓수 챔피언인 가비 가르시아(Gabi Garcia)에서 따왔을 가능성이 크다.

## 성격
라이너의 사촌 동생으로 갑주의 거인의 계승자를 목표로 하고 있다. 천진난만하면서도 대담무쌍하다.— 진격의 거인 단행본 24권, 등장인물 소개 부록

어린 나이에도 불구하고 매사에 목적 의식이 뚜렷하고 주어진 상황에조차 굴복하지 않고 당당하게 맞서 싸우는 강한 투지와 각오로 뭉친 용감무쌍하고 저돌적인 여자아이. 한 마디로 전형적인 열혈만화 주인공들이 가질 법한 성격적인 요소들을 다 합쳤다. 또래 애들이나 어른들을 통틀어도 다른 누구보다도 고집과 자기주장이 강하지만, 가비라는 캐릭터를 가장 잘 설명하는 가장 두드러지는 특징은 한 번 하기로 다짐한 바를 망설임 없이 실행하고 끝까지 관철하는 뚝심이다. 병사로서 일개 개인이 가진 능력과 재능도 엄청난 덕택에 압도적인 실행력과 맞물려 행동 범위도 넓힐 수 있는 건 물론이고 결정적인 순간에는 훌륭한 활약과 실적, 성과를 많이 세운다. 한 목표만을 향해 일직선으로 나아가는 거침 없이 직선적인 매력을 풍긴다. 덕분에 어른들도 부담스러워하는 위험하고 혹독한 일도 혼자서 짊어지려는 나이에 맞지 않는 무모하면서도 책임감 강한 성격을 갖고 있다. 기본적으로 자신이 해야 한다고 믿는 일을 조금도 포기하지 않고 목적을 위해 수단 방법 가리지 않는 비정한 각오, 실행하는 흔들림 없는 확고한 결단력과 행동력이 강하게 드러난다. 무엇보다 가만히 있는 걸 싫어하고 가만히 있어서는 아무 것도 변할 수 없다는 적극적이고 변화를 추구하는 낙관적인 사고 및 행동 방식도 특징이며 이는 《 98화: 다행이야 》에서도 이사야마 하지메는 가비의 이러한 방식을 명확히 보여 주고 있다. 빌리 타이버가 전 세계의 거물들을 초청해 파라디 섬을 향한 선전포고를 하는 축사가 열릴 광장
항상 자신과 가족들(부모님과 고모 카리나, 라이너), 자신의 수용구 동포들의 자유를 목표로 했다. 초반부만 하더라도 파라디 섬에게 적대적이었고 악마라고 불렀으며 마레에게 누구보다 충성적이었다. 대다수의 레벨리오 수옹구 구민들처럼 가비는 어려서부터 수용구 밖에 나가면 침을 튀기고 노골적으로 인종차별하는 마레인들의 모습에 에르디아인의 참담한 현실을 목도하고 그 슬프고 참담한 현실을 직시하면서도 자신과 동포의 해방을 위해 명예 마레인 영웅으로 인정 받고 싶어했다. 그 꿈을 위해 수단 방법 안 가리고 나선다.
그 이면에는 진실이 드러날수록 궁지에 몰리고 고뇌하는 모습을 수 없이 강조한다. 이렇게 나오듯 성격은 기본적으로 모든 걸 혼자서라도 짊고 가려는 책임감, 반드시 이기고 말겠다는 본능적인 투쟁 욕구와 의욕이 넘치는 무모한 다혈질이면서 근본적으로는 세상 물정을 모르는 어린 소년에 걸맞게 순진무구하고 동향에서 자란 아군들과 동료들을 향한 애정이 많다. 능력치와 더불어 성격적인 측면에서는 "엘런이 마레 제국 - 레벨리오 수용구에서 성장했더라면 과연 결과물은 이렇게 나왔을까?"라는 말이 나올 만큼 엘런 예거를 많이 닮았다. 모든 일을 동료에게 맡기기보다 자진해서 짊어져 나가리라는 점은 스스로를 희생해서라도 동료들을 지키고 싶다는 순수한 애정이 시작이라고 봐도 과언이 아니며 이는 에렌도 가비와 비슷한 마음으로 고향과 동료들을 지키려고 점점 독단의 길에 오르는 것과 비슷하다. 레벨리오 수용구에서 그곳의 시민이자 후보생으로만 살아갈 때만 하더라도 레벨리오-엘디아 민족 우월의식과 인정을 통한 존재 의의를 향한 강렬한 자의식 때문에 무모한 집념만으로 편협하고 그릇된 신념과 과열된 의지를 앞세워 대책 없이 뛰어 나서는 면이 많았다. 좋게 말하면 말보다 행동을 앞세워서 자신의 신념을 지구 끝까지 밀고 나가려는 근성과 뚝심, 대담한 용기와 행동력을 갖추었지만, 나쁘게 말하면 융통성이 부족하고 직선적이라서 특수한 상황에 맞는 임시 방편을 만드는 능력이 부족하다.
이러한 무모하고 돌격하고 보는 면들로 가득 찼던 가비도 적국인 에르디아국, 파라디 섬으로 험난한 길을 걸으면서 작은 단위에서부터 한 인물의 성장담에 걸맞는 극적인 변화일로를 걷게 된다. '성장'은 이야기에서 한 인물이 자신의 과실과 부족을 깨닫고 이를 뒷받침으로 삼아 성숙을 위한 주춧돌을 삼는다는 점에서는 전형적이지만 주위에서 배우는 새롭고 혼란스러운 상황 속에서 급변해가는 기류에 맞추어 대응 방식들을 바꾸는 것이다. 이것은 가비가 작품 내 이야기에서 겪고 있는 세 가지 괴리들에서 기인한다. 이 괴리들은 모두 가비가 지니고
- 장소의 괴리: 고향이자 십이년을 살아온 집인 레벨리오 수용구의 그늘에 벗어나 우연치 않게 악마들의 땅, 적군 소굴인 파라디 섬으로 들어간다. 팔코를 빼고는 아는 사람도 구해 줄 사람도 없이 고립된 타지를 어린 나이에 헤맬 위기에 처한 가비에게 있어 처음으로 경험하는 괴리의 딜레마였다.
- 지식의 괴리:
- 진영의 괴리:

주관이 뚜렷하고 목적 성취를 위해서라면 국제법 위반이나 군복과 겉옷을 전부 벗은 속옷 차림으로 적진에 단독 돌격한다던가 총기를 쥔 맨몸으로 홀로 전장으로 달려 나가는 위험한 짓도 서슴지 않는 각오와 대담함을 갖추었다. 그리고 하고 싶은 말과 행동을 하는 데에도 거침 없고 솔직하며 부당하다고 생각하는 것에는 맨 먼저 나서서 곧잘 해 버리는 경향이 크다. 특히 레벨리오 전투 후반부에 자신이 가장 증오하는 적이 된 엘런 예거와 조사병단을 모두 몰살하기로 마음을 굳히는 장면에서 이런 성격이 극대화된다. 이렇듯 일관된 길을 나아가는 앞뒤 가리지 않는 불 같은 투지와 과열되다시피한 확고한 목적 의식, 엄청난 활동력이 두드러지며 가비가 겪는 주변의 참담한 상황과 맞물려 그를 파란만장하고 험난한 모험의 길로 끌어들였다. 합리적 판단과 유연적 사고, 세심한 이해가 부족해서 신중하게 대응하지 못한다. 똑같이 가비와 달리 소심하고 마음이 여리지만, 가비가 갖지 못한 이러한 것들을 모두 갖춘 팔코와 비교된다. 앞서 말한 단점들 때문에 융통성이 필요한 특수 상황에선 기본 성격이 큰 힘을 발휘하지 못하고 팔코에게 많이 도움 받는다. 특히나 사방에 가비가 불신하고 미워하는 '악마'들만 가득 찬 파라디 섬에선 가비가 팔코에게 여러 가지 충고와 도움을 받으며 섬의 삶에 적응해 나가는 모습이 강조된다.
연애와 관련된 쪽에는 특히나 감각이 둔하다. 단서를 줘도 알아차리지 못해 이러한 둔감한 속성이 적나라하게 부각된다. 눈치 빠른 사람이 보면 무슨 뜻인지 쉽게 간파할 수 있는 팔코의 붉어진 얼굴이나 서툰 행동을 해도 왜 그러냐는 식으로 물음표만 띄울 뿐, 그걸 자기 식 대로 의미를 부여하거나 오해하는 등 눈치 채지 못한다. 그리고 아무리 정신력이 강한 가비라도 무지 속에 자란 어린 아이라서 한 번도 경험하지 못한 축제와 먹은 적도 없는 아이스크림을 보고 놀라워 하는 등 순진무구하고 천진난만한 면이 있다.

## 사상
마레 제국에서 세뇌 교육을 오랫동안 받았던 탓에 마레군에게는 절대적인 충성을 바치고 전공(戰功)을 인정 받아 영웅이 되는 것이 인생의 목표이자 영광이다. 파라디 섬으로 여정을 떠나기 전이자 마레에서 전사 후보생으로 살아가던 시절, 가비의 꿈은 "칼 프리츠가 지은 죄를 외면하고 세계를 지배할 궁리만 하는 엘디아인"들을 모조리 구축(毆逐)하는 최고의 영웅이 되어 수용구에 사는 엘디아 인들을 해방시켜 진정한 자유를 얻는 것."이었다. 그래서 수용구에 함께 사는 사람들을 "동포"로 여기며 진심으로 사랑하고 온 힘을 다해 지키려고 한다. 반대로 파라디 섬의 모든 엘디아 인들만 보면 "속죄를 모르는 악마들"이라며 비이성적으로 변한다. 파라디의 엘디아인들에게 무조건 적대적인 자세를 취했고, 그들을 죽이기로 마음 먹었을 때는 끝을 볼 때까지 쫓아간다는 기세로 투지와 증오를 불태웠다. 가비가 어릴 때부터 가치관을 안정적으로 키울 기회 없이 마레군의 극심한 세뇌 교육의 영향을 많이 받아서이기 때문으로, 불가피한 세뇌 교육이 유년기에 절대적인 영향을 미쳤다는 것과 그의 나이를 감안하면 충분히 이해할 수 있는 부분이다. 비중이 많은 주연급 인물인 가비에 비해 눈에 안 띄어서 그렇지 비단 가비만 아니라 레벨리오에서 자란 엘디아 인들도 '파라디 섬의 악마들'에 대해 똑같은 사고 방식을 가지고 있어 특별하지 않다.

## 능력치
열두 살의 어린 소년기지만 철 들기 시작한 만 5세 ~ 7세 무렵부터 마레의 거인 전사 양성 프로그램에서 혹독한 훈련 과정과 치열한 경쟁을 뚫고 선별된 4인의 후보생들 중에서도 실력이 최상위권이다. 능력치 자체는 단연 뛰어나 군인으로서도 최고의 장래성을 가지고 있다. 전사의 능력을 입증하는 장면이 나올 때마다 최고의 전사 후보생이라고 자신만만해 하는데 실제로도 작품 안의 활약들과 비교해 보면 절대로 허세가 명실상부하게 최고의 우수한 능력들을 두루 갖추었다. 그만큼 동년배를 훨씬 뛰어넘는 다부진 신체와 운동 능력(근력 위주)과 싸움 실력이 눈에 띈다. 그 무거운 집속 수류탄을 먼 거리에서 던지고 소총이나 저격총 같이 일반 아동이 들기에는 까다로운 무기를 다룰 수준의 근력을 가지고 있다. 98화에서는 결승선 막바지까지만 해도 팔코와 조피아, 우도 일행을 앞질러서 1위를 유지했고, 자신에게 도전하는 팔코마저 스파링 시합에서 가볍게 이겼다. 병참 행군 훈련과 빨리 뛰기 시합 훈련을 통해 각력도 우수해서 어제 저녁부터 다음 날 해 뜰 무렵까지 몇시간 동안 줄기차게 뛰어놓고도 지친 기색이 별로 없었다.
어려서 탄탄한 훈련으로 체력과 정신 양면을 쌓아길렀기 때문에 적응 능력과 학습 능력도 비상하다. 이러한 적응성은 파라디섬에서의 행적에서 더욱 두드러지는데, 세뇌가 풀리지 않던 시절 결코 호의적으로 볼 수 없는 적지인 파라디 섬에서 반강제로 목장에 정착했을 때 큰 어려움 없이 적응해 나가며 안정된 생활을 유지했고, 마레에서 배워 본 적도 없는 기마술을 한 달 만에 익혔다. 마레군의 보복으로 제2차 시간시나 구 전투(레벨리오의 설욕)가 일어나 주변이 혼란인 와중에도 사샤 블라우스의 아버지도 실종된 가비를 두고 "강한 아이들이니까 분명 어딘가에서 몸을 잘 숨기고 있을 거야."라고 안심해 하는데 정신력과 더불어 가비의 비상한 신체 능력을 얘기하는 거라고 추측할 수 있다.
올톱이나 다름 없는 위상과 중동 연합 전쟁에서 이긴 외적인 성과(+가산점) 덕분에 후보생 중에서 갑주의 거인 계승권에 가장 가깝다는 후한 평가를 들었다. 팔코가 한 번 앞질러도 콜트가 이제 와서 팔코가 뭐라 한들 가비의 우위는 흔들리지 않을 거라고 말할 정도로 최고의 수준인 것.

### 전투력

#### 격투 실력
적어도 또래 애들보다는 확실히 강하다. 다만, 역시 어린 아이라서 이미 성인이 된 다른 주연들보다는 밀린다. 지성형 거인이 아니고서야 인간 사이에서는 근접전은 안 쓰는 본 작품의 특성상 격투 실력을 발휘할 기회가 극히 적다. 격투술을 시전한 장면은 아래의 딱 두 번뿐이다.
- 96화: 마레 군부의 운동장에서 팔코 그라이스과 장대한 나무 막대기로 창술 대결을 벌인다. 라이너가 전사대 회의를 나온 후쯤에 별로 큰 힘을 들이지 않고 압도적으로 쓰러뜨렸다.
- 108화: 팔코가 자신에게서 명예 마레인이자 전사 후보생의 지위를 상징하는 완장을 빼앗자 홧김에 흥분한 나머지 완장을 되찾기 위해 격투술을 써서 팔코를 땅바닥으로 때려눕혔다. 팔코는 사랑하는 가비를 전사 후보생이라는 주박에서 해방시키고 싶었기에 망설임 없이 완장을 빼앗았고 싸우고 싶은 마음은 일체도 없었기에 격하게 반응하지는 않았지만, 가비의 격한 대응에 어쩌지 못하는 모습을 고려하면 힘과 격투술은 이견의 여지 없이 강하다.

#### 사격술
앞서 언급된 기량들 중에서 제일로 으뜸 가는 장기는 사격술로 과장을 보태서 말하면 신기에 가까운 최고의 재능을 지녔다.
104기 조사병단의 원년 멤버이자 고참병인 사샤 블라우스를 상징하는 간판기가 가문의 전통이자 취미였던 오랜 사냥 경험과 선천적으로 예민한 청각으로 쌓여진 천재적인 궁술 및 사냥이라면 대응되는 가비의 간판기 역시 마레군 상관의 엄격한 훈련에 길들여진 총기 사격이다.
결정적인 타이밍이 되면 사격술이 가장 큰 빛을 발하는데, 스토리적으로도 중요한 적들을 쏴서 숨통을 끊는 중대한 활약을 펼친다.
가비가 다룬 총기류로는 마레의 보병 군인들의 표준 장비인 볼트액션 소총과 콜트 그라이스가 다루었던 대 거인용 마레산 저격총이 있다.
굉장한 사격술을 지녔지만 아직은 신체적으로 미성숙한 어린 아이라서 저격총 같이 반동이 많이 나가는 총기를 쓸 때 몸이 반동의 압력을 이기지 못해 균형을 잃고 바닥에 넘어져 일시적인 행동 불능이 될 위험이 있다.
엘런에게 저격총을 쏘자마자 반동을 이기지 못하고 바닥에 넘어졌다.
- 105화 《 흉탄 (凶弾) 》: 가비가 사격술로 가장 크게 활약한 에피소드이다. 비행선에 입체기동장치 앵커를 박고 공중을 날아다니던 로보프 신병을 사살할 때 바닥을 미끄럼틀 타듯이 슬라이딩하는 무릎앉아쏴 자세로 정확한 각도에서 눈에 총을 쏴 맞혔다. 로보프의 입체기동장치로 비행선 안에 기어오른 후 사샤를 단숨에 저격해 죽음으로 몰고 갔다.
- 119화 《 형과 동생 (兄と弟) 》: 지크와 접촉하기 위헤 전속력으로 달려나가는 엘런 예거의 머리를 정확히 관통해 두동강 내버렸다. 이 때가 일각을 다투던 때였고 목표물인 엘런이 시조의 거인 발동을 위해 숨 가쁘게 달리고 있었는데도 순간적으로 매우 정확히 표적을 쏴 맞혀 목을 통째로 날려 버리는 성과를 이뤘다.
- 129화: 《 회고 (回顧) 》: 엘런에게 가까이 가기 위해 비공정

### 근력

#### 물건 투척 능력
- 92화: 건장한 체격과 튼튼한 육체를 지닌 성인 베테랑 병사라도 다루기가 매우 까다로운 집속 수류탄을 먼 사거리에서도 투척할 수 있다. 그것도 다수의 집속 수류탄을 손쉽게 던져서 운용 중이던 대 거인 장갑열차를 정확한 거리에서 투척했다.

### 기마술
마레군은 엘디아군 및 전사 후보생들에게 기마훈련을 하지 않기 때문에 (자국의 마레인들에게만 훈련시키고 엘디아군에게 기마술 훈련 금지시킨 것은 아마 중간에 마레군에 등을 돌린 엘디아 병사가 도망치거나 탈영할 가능성을 예방하기 위함인 것으로 보인다. 마레와 세계 각지 수용구의 엘디아인들은 자동차나 비행기 같은 상류층 인사들만 탈 수 있는 고급 교통 수단에 탑승하는 것 자체가 금지되어 있으니 말 하나 못 타는 것도 이해 가는 부분이다.) 원체 말을 탈 수 없었다. 그런 제한이 없는 파라디 섬으로 넘어오고 1개월간 전직 사냥꾼이자 말 목장을 운영하는 블라우스 가문과 1개월 간 더부살이한 동안 기마술을 배우게 된다 125화에 아르민과 팔코를 구하러 파라디 섬 북쪽으로 향할 때 고삐를 다루는 데 조금 불안정하고 서투른 모습을 보여서 아르민의 코치를 받기도 하였지만 다음날이 지나서는 그런 코치가 필요 없을 정도로 기마술을 완벽히 터득했다.

## 외형 및 신체 관련
23권의 만화 표지를 기준으로 하면, 어깨까지 뻗어 내린 흑갈색의 머리카락과 검은색 계열의 동그란 눈동자를 하고 있는 열두 살 여자아이. 854년을 기준으로 나이는 12세로 키는 138cm. 140cm인 팔코 그라이스, 146cm로 후보생 중 최장신인 우도, 142cm인 조피아 등의 또래 동료들과 비교하면 체구가 작은 최단신이다. 보기만 해도 강인하고 선 굵은 분위기를 풍기는 흑갈색의 짙은 눈썹이 특징이다. 애니메이션 버전의 에렌 예거도 가비와 비슷하게 흑갈색의 눈썹을 하고. 있어서 서로의 대칭점이라 불리는 둘이 외모와 분위기까지 더욱 똑같게 표현되는 효과를 준다. 어린 시절부터 잡다한 훈련 교과를 받아온 소년병답게 신체는 다부졌고 성인과 대등한 탄탄한 근력을 지녔는데 무거운 집속 수류탄 정도는 거뜬히 투척해도 될 수준이다.
작품 내에서 "공식 미인"으로 여러 캐릭터들의 흠모를 받은 미카사 아커만(동서양의 페이스가 균형 있게 어우러진 굉장히 수려한 미인. 현재까지도 장 키르슈타인의 흠모를 받고 있다.), 애니 레온하트(본인은 남자들을 자빠뜨릴 만한 매력이 없다고 자학했다. 하지만 훈련병단 시절 애니를 보고 마음에 두었던 병사들이 있었을 정도로 외모는 수려한 편. 베르톨트 후버는 애니를 생전에 짝사랑했다.), 피크 핑거(중기관총탑 조종 부대인 판처 부대원들과 예거파 병사들이 얼굴을 보고 홍조를 띄웠을 정도로 미형이다.), 사샤 블라우스 등과 비교하면 외모는 객관적으로 어떤지는 알 수 없다. 작품 외적인 시선에서 볼 때는 충분히 귀엽고 수려한 외모를 하고 있는 미소년형이다. 가비 본인이 테오 마가트 엘디아 전사대장 앞에다가 "전 외모가 무지 예쁘니까요."라고 자랑 삼아 얘기하고, 빌리 튀부어가 개최한 레벨리오 축사 전야제에 초대 받은 외국의 거물들을 미인계로 홀려 정보를 얻으려 했을 정도로 미모에 대해 상당히 자신만만한 것으로 보인다. 초반 한정으로 가비가 가진 거만한 성격도 있겠지만, 미모에 대해 자랑하고도 아무도 딴지를 걸지 않는 걸 감안하면 객관적으로도 준수한 외모로 보인다.

### 머리 스타일
작품 안에서는 헤어 스타일이 가장 눈에 띄게 변동이 심하게 빠른 캐릭터이다.
머리를 풀렸을 때는 어깨까지 내려오는 단발 스타일의 헤어를 지녔으며, 레벨리오 수용구에서는 머리를 위로 올린 롤로 하고 다녔다. 854년 편이 되어서 인상과 헤어 스타일이 눈에 띄게 달라진 캐릭터들이 숱하지만, 가비의 경우는 한 달과 한 달 사이에 바뀌는 것이 제일 부각되는 개성이다.
레벨리오에 있을 때만 하더라도 애니 레온하르트처럼 머리를 위로 올린 롤 머리였다. 레벨리오 전투 후에는 비행선으로 침입했을 때 플록에게 머리가 쥐어진 탓에 머리끈이 풀려 생머리가 되었지만 사샤와 카야네 목장에서 1개월 동안 묵게 되었을 때는 꽁지머리처럼 묶었으나 제2차 시간시나 구 전투에 와서 팔코의 거인화 폭풍에 휘말려 또 다시 머리가 풀려져 버렸다.
즉, 위로 땋아올린 롤 머리 (슬라바 요새 공성전 ~ 레벨리오 수용구) - 머리 풀림 (파라디 섬 비행선으로 끌려간 후) - 꽁지머리 (블라우스 목장에서 한 달 간 신세 질 때) - 또 다시 머리 풀림 (제2차 시간시나 구 전투)의 루트를 걸었다. 에렌 예거도 똑같이 어깨로까지 내려오는 장발 (슬라바 요새 공성전 ~ 레벨리오 수용구 전투 무렵) - 애니와 가비처럼 위로 땋아올린 롤 머리 (구금된 이후 1개월) - 또 다시 머리가 풀림 (제2차 시간시나 구 전투)의 루트를 걸었다.
특히 파라디 섬으로 오면서 가비가 엘런을 따라 레벨리오 시절의 장발 생머리로 하고 다니고, 엘런이 가비처럼 머리를 위로 땋아올린 것도 우연이 아니라 이사야마 하지메가 두 사람의 동질성을 부각하려고 만든 내적 장치일 듯하다. 헤어 스타일은 이처럼 가비와 엘런의 인연을 부각시키는 하나의 중요한 장치로서도 작용하고 있다.

## 생애 및 작중 행적

### 출생:843년4월 14일
가비 브라운은 7세기인 843년 4월 14일, 마레 제국의 레벨리오 수용구에서 브라운 부부의 외동딸로 출생했다. 가비가 태어난 연도인 843년은 그리샤 예거와 다이나 프리츠가 지휘하던 엘디아 복권파가 지크에 의해 발각된 지 10주년 되는 해이기도 하다. 가비가 태어난 해에 팔코 그라이스와 조피아, 우도도 태어났으며, 라이너는 이 시절에는 마레를 대표하는 전사 후보생으로 지내던 아홉 살의 소년병이었다. 카리나와 라이너 모자는 조카이자 사촌 동생의 출생 소식을 알고 가비를 따뜻이 반겨주었다.

### 유아기 ~ 유년기
가비는 가족애가 깊은 부모님으로부터 지극한 사랑을 받으면서 성장했다. 태어난 연도에 라이너는 갑주의 거인을 물려 받아 분가를 비롯한 그의 가족들까지 자동적으로 신분이 명예 마레인으로 승격된 덕분에 다른 레벨리오 수용구들과 비교하면 그럭저럭 부유한 삶을 살았다. 하지만 그의 어린 시절은 '엘디아 인'이라는 낙인 때문에 불행과 핍박, 트라우마로 점철되어 있었다. 가비는 인종이 "물리적으로 거인화할 수 있는" 엘디아 인, 정확히는 '유미르의 백성'이었고 마레 출신의 '유미르의 백성' 민족은 태어난 순간부터 마레의 법률에 따라 레벨리오 수용구에 평생 갇혀 살아야 하며 외출 시에는 갈색의 엘디아 인 완장을 차고 다녀야 한다. '유미르의 백성'은 '거인으로 변할 수 있다'는 이유로 마레인들로부터 두려움과 인종차별을 받아야 하고 부당함을 느껴도 그걸 다 감내해야 한다. 조금이라도 반항할 경우 인과 같은 건 따지지 않고, 모든 잘못은 '유미르의 백성'에게 가며 '낙원행'(파라디 섬으로 끌려가 영원히 식인 인 무구의 거인이 되어 동포들을 잡아 먹는 최악의 사형)을 받기 때문이다. 먼 옛날 조상의 대부터 핍박해 온 '유미르의 백성'을 증오하고 두려워하는 마레인들의 시선에 움츠러 들었고 심지어 지나가던 마레인이 경멸스러운 눈빛으로 노려보며 침을 내뱉어도 그대로 참고 다 받아야 했다.
어린 나이에 주변에 엘디아인을 존재하는 것만으로 증오하고 탄압하는 사람들이 있다는 걸 깨달은 가비는 처음으로 느껴 보는 이 잔혹한 세상에 치욕감과 고통, 트라우마를 느꼈다. 이것은 조상들이 지은 죄를 속죄하고 빛나는 업적을 세워 모두에게 "선량한 영웅"으로 인정 받고 같은 처징디 엘디아 동포들을 해방시키고자 하는 강렬한 목표 의식과 인정 욕구를 자극하는 하나의 강력한 동기가 되었다. 이를 위해 가비는 라이너의 길을 따라 만 5세 ~ 7세에 마레군의 거인 전사 양성 프로그램에 입대하고 전사 후보생이 되기 위한 훈련을 밟는다. 테오 마가트 등의 교관들이 가르치는 왜곡된 역사와 고모인 카리나와 부모님의 가르침을 그대로 새겨 들으며 '속죄하지 않고 파라디 섬으로 도망친 엘디아 인'들을 향한 증오를 키워 갔고, 마레에 맹목적으로 충성하고 인정 받기 위해 무슨 일이든 강단 있게 나섰다. 그렇게 "마레의 엘디아 인들은 모두 선량하다."는 걸 전 세계에 증명하고 레벨리오의 동포들이 완장을 벗고 수용구 밖으로 나가 진정한 해방을 만끽하는 날"이 오기만을 꿈꿨다.

### 전사 후보생 승격
오랜 훈련 끝에 가비는 전 과목에서 매우 우수한 성적을 거두고 테오 마가트에 의해 노란색 후보생의 완장을 수여 받고 후보생으로 승격된다. 이미 짐승 거인의 최종 계승자로 선별된 선배 콜트 그라이스, 형을 따라 후보생이 된 동년배인 팔코 그라이스, 우도와 조피아와 후보생 조를 이루게 된다. 언제부터인지 팔코는 가비를 짝사랑하고 있었지만 가비는 그걸 전혀 모른다.

### 마레 vs 중동 연합 전쟁: 슬라바 요새 공성전
850년 시조의 거인 탈환 실패 이후 마레 제국과 중동 연합 사이에서 일어난 전쟁이 4년씩이나 지속된 끝에 마침내 마레국이 승리 코앞까지 기세를 쥐게 되고 연합군의 최후의 방어선인 슬라바 요새만 무너뜨리면 마레 제국이 최종 승리하고 4년 전쟁이 완전한 종막을 맞이하게 된다. 가비 브라운은 상관이자 부대 사령관 테오 마가트와 부관인 코슬로, 팔코와 조피아, 우도와 같은 동료 후보생들과 다른 엘디아 보병들과 함께 참호 밑에서 연합군을 공격할 기회를 노리면서 가만히 대기하고 있다가 팔코 그라이스와 콜트 그라이스 형제, 엘디아군 전우들이 참호로 돌격하다가 연합군의 기관총 포격 일점사를 들이맞고 형제를 빼고 부대가 한꺼번에 전멸되는 사태를 맞이한다. 가비는 무사히 동료들의 곁으로 살아돌아온 팔코와 콜트 형제를 맞이하며, 조피아와 우도와 함께 두부 외상을 입은 팔코의 상태를 확인한다.
조피아와 우도가 머리 부상 치료를 해 주다가 팔코가 일시적 기억상실에 걸렸음을 진단하고는 전혀 당황하지 않는 침착한 태도로 현재의 전황을 명료하게 이야기를 해 주어 조금씩 기억을 회복시키는 역할을 주도한다.
작품 내적으로는 아무 것도 기억하지 못 하는 팔코와 외적으로는 1권 만에 느닷없이 바뀐 배경과 시점 때문에 영문을 모르던 독자들에게 2부의 시점이 1부에서 4년 후인 854년이며 4년 간 이어진 마레와 중동 연합의 전쟁의 막바지가 치러지는 슬라바 요새를 함락한 직후 그 바로 밑 군항의 중동 연합 함대를 궤멸시키기만 하면 마레의 승리로 끝난다는 것을 설명해 주는 착실한 해설역을 맡았다. 그리고 전사 후보생들이 수명이 끝난 전임 전사의 거인을 계승하는, 일명 《 계승의 시기 》 가 임박해짐에 따라 육군 전사대 사령관인 테오 마가트가 요새의 최전선을 갑옷 거인의 최종 후보를 선발할 마지막 시험장으로 결정했다는 사실을 말해 주며 자신이야말로 갑옷 거인을 이어 받기에 부족함이 없는 후보생이라고 확신한다. 팔코의 "너 말고는 적임자가 없다는 태도 같은데?"라는 도발 섞인 한 마디에도 "그야 나 말고는 없는 게 당연하잖아." 라고 당차게 응수한다. 일곱 개의 수류탄을 튼튼한 줄로 묶은 다음 차기 갑옷 거인 계승자로서의 확고한 각오와 어려서부터 쌓아온 파라디 섬의 주민들을 향한 강렬한 적개심을 드러낸다.
| “ | 내가 너희와 다른 건, 각오야. 엘디아 인의 운명을 짊어지게 하고 우리를 고통에 빠트린 저 섬의 악마 놈들을 모조리 죽이겠다는 각오 말이야. 그리고 이 세계에 살아 남을 수 있는 건 선량한 엘디아 인뿐이라는 걸 이 전쟁에서 승리해 세계에 증명할 테다. 난 지지 않아. 내가 수용구에서 모두를 해방시킬 테니까. | ” |

뒤이어 선로 위로 움직이기 시작한 적진의 대 거인용 장갑열차가 엘디아 참호 쪽으로 향해 오자 일곱 개의 수류탄을 마가트 대장에게 들이대며 "굳이 800명의 동포들에게 돌격을 지시하지 않으셔도 됩니다. 제가 민간인으로 위장해서 접근한 다음 이 수류탄으로 장갑열차를 무력화시키고 오겠습니다."라고 설득하며 설령 작전이 실패해도 잃는 건 한 명의 우수한 후보생과 수류탄 일곱 개뿐임을 강조한다. 이 때 "대장님이 저를 너무 아끼셔서 800명의 전사대를 희생시키시겠다면 어쩔 수 없지만..." 이라고 덧붙여 마가트를 질리게 만든 건 덤. 그런데 언급에 따르면 편의병을 투입시키는 행위 자체가 국제법 위반에 해당한다. 그래서 콜트는 이로 인해 마레 군부에 대한 국제 사회의 평가가 추락할 것을 우려했지만 마가트의 대답은 "목격자가 있다면 말이지." 그렇게 해서 허락을 구하는 데 성공하고 수류탄을 오른쪽 발목에 족쇄처럼 묶고 군복과 엘디아 인 완장까지 벗은 속옷 차림으로 단독으로 적진으로 발을 움직인다. 항복을 선언한 것처럼 일부러 두 손을 들어 올렸다. 엘디아 소년병이 투항하러 온 줄 안 적병들이 방심한 틈을 절묘히 노려 쓰러진 척하다가 수류탄을 장갑열차 바로 앞 전방으로 정확히 투척, 선로를 폭파시키고 자신한 대로 장갑열차를 성공적으로 무력화시킨다.
폭파된 장갑열차는 물론이고 근처의 참호들까지 한 방에 무너져 내렸다. 한바탕 걸어 본 도박이 성공한 기쁨에 한 번 호탕하게 쳐웃으며 급히 참호로 돌아서자마자 살아 남은 적병에게 목숨을 위협 받을 뻔하나 마가트 대장의 명령을 받고 턱 거인으로 변신한 포르코 갈리아르트의 엄호를 받고 무사히 귀환할 수 있었다.
가비의 작전이 성공하고 장갑열차의 위협도 사라지자 800여 명이 참호로 돌격하는 동안 도로 군복을 입는다. 포로가 된 연합의 부상병을 끌어들여 간호하려는 팔코를 한심하다는 듯한 눈으로 쳐다 보면서 "적군 포로를 사로잡는 걸로 국제법을 준수해서 내 공을 덮을 수 있을 거라 생각하냐? 이상한 녀석. 그래 봤자 무용지물이지."고 빈정거렸다. 직후 그 포로 병사가 팔코와 엘디아 병사 모두를 악마라고 비하하자 표정이 어두워진다. 마침내 슬라바 요새 쪽으로 사촌인 라이너가 갑옷을 무장한 채 상공에서 낙하할 때 "라이너, 조심해." 라고 안전을 기원한다. 그러나 막바지에 연합 함대의 응사 포격을 들이받고 무너진다. 존경하던 라이너의 처참한 모습을 본 가비는 경악할 수밖에 없었다.
| “ | 이럴 수가... | ” |

### 레벨리오로의 귀향
전쟁이 종결된 지 수 시간이 흐른 뒤 석양이 질 무렵 어느 항구 마을에서 조피아, 우도, 팔코와 함께 라이너의 쾌유를 기다렸다. 걱정하는 그를 생각하며 어떻게든 위로하려는 팔코에게도 "알고 있어."라는 한 마디로 일관한 채 꿈쩍도 하지 않는다. 그러면서 신 무기의 출현을 계기로 앞으로 불안해질 엘디아 인의 미래를 고민하던 그 때, 의식을 되찾은 라이너가 나타나자 가장 크게 기뻐하며 환호를 질렀다. 그리고 이왕이면 레벨리오로 돌아가기까지 남은 시간을 들여 마을을 견학하자고 조른다. 비록 가리킨 쪽은 우드의 말마따나 아이들이 가기에는 조금 난감한 거리이긴 했지만 마가트 대장이 이 길로 지나가는 걸 목격했다며 끝까지 자기 주장 대로 가자고 한다. 결국에는 아이들의 안전을 염려한 라이너의 결정에 따라 보다 안전한 마을을 구경해야 하는 처지가 되었다. 실망감은 없지 않았지만 어쩔 수 없이 그의 뒤를 따라갔다. 몇 발짝 뒤에 그들을 지켜 보던 수상한 그림자가 은밀하게 미행하고 있다는 것도 모른 채.
견학을 마친 후 깊은 밤에 이르자 상관들과 전사대 모두와 귀향 열차에 탑승한다. 열차 내부의 칸막이에서 승리 기념으로 술파티가 열렸는데, 콜트가 술을 마시고 싶어서 피크가 따른 술을 잔뜩 들이키고 만취에 빠지는 탓에 붙들린 채 엘디아를 구한 민족의 영웅이라고 무한한 칭송을 들었다. 처음에는 콜트의 술 냄새와 고약한 술버릇 때문에 거부감과 불편감을 드러냈지만, 곧이어 병사 동료들은 콜트가 연설이랍시고 (실은 단순한 감정 토로) 설파한 가비의 희생 정신에 구원을 받았다는 사실에 감동 받고 하나 같이 고양된다. 심한 몇몇은 아예 감명 받다 못해 감동의 눈물을 쏟았다. 게다가 가비마저도 자신의 이름을 연호하는 군인들의 열광적인 분위기에 휩쓸려서 술을 마시지 않았는데도 정말로 술에 취한 사람처럼 흠뻑 기쁨에 심취한다. "고맙다, 동지들아!" 이런 요란한 진풍경을 지켜 보던 친구 팔코의 말에 따르면 분위기에 쉽게 말려 들어 우쭐함에 휩싸여서라고 한다. 자의식이 강하다 못해 자만과 자아도취가 심한 가비의 모습을 단적으로 드러내는 장면이다. 어찌 되었든 콜트의 말처럼 가비의 노력과 성과가 있었기에 슬라바 요새 공략이 처음부터 순조롭게 진행될 수 있었던 것은 누구나 인정하는 자명한 사실이다. 군 수뇌부의 평가 기준으로 봐도 상당히 엄청난 업적이라서 갑옷 거인의 가장 유력한 계승자로 발탁될 날은 머지 않게 되었다. 또한 이 사건을 계기로 가비는 레벨리오 내부에서 모르는 사람이 없는 화제인물로 자리매김하게 된다.
중동 연합과의 전쟁에서 승리해 마레의 명예를 지켜내고 이번 전쟁의 공훈을 크게 인정 받아 갑주의 거인 계승도 거의 확정되다시피 한 데다 승리를 동료들과 함께 만끽하게 된 가비는 그저 기뻐서 울기만 한다. 마레군이 승리한 현재의 순간을 가비는 몹시도 기뻐하지만 미래를 내다보지 못하는 모습을 보인다. 갑주의 거인이 대 거인 함포 사격의 위력 앞에 무너진 것으로 입증됐듯이 멀지 않은 미래에 거인의 힘은 막강한 기술력에 후퇴된다. 때문에 가비가 이제 와서 갑주의 거인을 따낸다 한들 결국에는 군사적 가치가 사라져 마레군에 의해 제거된다든지 적국의 대 거인 병기의 공격에 무너져 비참하게 죽는 암울한 미래도 눈에 선해진 상황이다. 이 사실을 알고 있는 팔코와 라이너는 내심 불만을 느꼈다. 그래서 라이너는 당신의 사촌 동생 가비가 전사가 되면 좋겠냐고 대놓고 걱정하는 팔코를 반역죄라고 꾸짖으면서도 기필코 가비를 이겨서 우리들의 암울한 미래로부터 구해 달라고 부탁하기에 이른다. 에피소드의 제목인 심야의 열차도 겉으로는 중동과의 전쟁을 종전하고 레벨리오로 귀향한다는 뜻을 잘 내포하고 있지만, 동시에 거인이 인간의 기술에 앞질러진 암울한 상황에 죽을지 모를 가치를 잃은 가비를 비롯한 엘디아 인들이 멸족의 미래를 향해 열차처럼 같이 질주하고 있음을 가리키는 비유적인 의미를 내포하고 있다.
그렇게 열차에서 하룻밤 자고 난 뒤 밖으로 화끈하게 점프해 레벨리오에 돌아온 기쁜 마음에 "다녀왔습니다!!!!"라고 라이너가 그만 하라고 타이를 때까지 고래고래 소리 질렀다. 자꾸 라이너가 있는 쪽을 흘끗흘끗 바라보는 팔코에게 홧김에 의심을 품고 반역의 징조로 보고해 버리겠다고 반진담, 반농담조로 협박하다 "뭐? 이게 누구 때문인데?"라고 반응하며 얼굴까지 홍조로 붉히는 팔코에게 그 누구가 누굴 가리키는 거냐고 집요하게 따진다. 이에 라이너는 대답 못하는 팔코를 대신해 두 사람 사이에 끼어들며 전부 네 잘못이라고 대답해 주고, 한 쪽은 짝사랑하고 다른 한 쪽은 눈치 못 채는 구도에 재미있어 하던 동료 군인들이 웃으면서 "큭큭, 죄인이 되면 어떡하니, 가비?"라고 짖궂게 놀리는 소리를 듣고 이해 못하겠다는 표정까지 지으며 "뭐? 야! 내가 왜 죄인인데!?"라고 항변한다. 레벨리오 정문 앞까지 도달해 마중 나오러 온 부모와 고모인 카리나와의 재회를 만끽한다.
그 날 밤 라이너의 집에서 열린 축하 파티 때는 부모와 친척들 앞에서 자신이 슬라바 요새에 돌격했을 때의 경험담을 영웅담처럼 흥분조로 설명하자 기특해 하는 부모님으로부터 "넌 엘디아의 구세주야."라는 칭찬도 받았다 그리고 친척 어른들이 라이너에게 섬 안의 악마들에 대해서 물어 보자 다들 그만 하라며, 그 섬 안의 흉악한 악마들에게 둘러싸이는 하루하루를 보내느라 힘들었을 라이너를 이해해야 한다며 그를 감싸 준다. 그런데 "우리 세 명은 섬 안의 군대에 잠입해서 이런저런 녀석들과 만나고 왔다." 라고 경험담을 밝히는 라이너에게 이해할 수 없다는 표정으로 "이런저런 녀석들이라니? 악마들이잖아." 라고 당황해 하기도 한다. 카리나는 그런 가비를 옹호하며 섬의 동포들은 언제라도 세계를 부술 수 있는 악마들임을 강조, 본인도 군말 없이 그 말을 따랐다. 뒷풀이 때에는 카리나로부터 "라이너가 고향으로 돌아 오고 마치 딴 사람이 된 듯이 달라졌다."는 걱정 어린 말을 들었다. 이를 통해 실은 라이너가 남들에게 알리지 못 할 진실로 인해 힘들어 하고 있음을 꿰뚫어 보게 된다.

#### 《 95화: 거짓말쟁이 (嘘つき) 》
그래서 라이너와 함께 본부로 출근(?)하게 된 다음 날 아침에는 달리 유난히 기운이 쳐져 있는 우울한 기색으로 찌푸려져 있었다. 언제나 명랑하고 의기양양한 가비가 우울해지자 익숙해져 있던 레벨리오의 정문 수비를 담당하는 두 경비병들과 라이너조차 위화감을 느끼고 의아해 했다. 걱정이 되어 무슨 일이 있냐고 묻는 라이너에게 최근 라이너가 거짓말로 무언가를 숨기고 있다는 걸 알고 있음을 털어 놓는다. 거인 화학 협회의 보고가 보장하듯이 혈연이 가까운 사람끼리 아홉 거인 계승이 이뤄지면 동시에 기억 계승도 수월해질 테니 언젠가 갑옷을 계승하게 되면 모든 진실을 말해 달라고 부탁한다.
| “ | 내가 갑옷을 계승하면 라이너는 틀림 없이 내 안에서 계속 살아 갈 테지. 남들에게 말 못 할 괴로움도 함께 나눌 수 있어. 괜찮아. 둘이서 힘을 합치면 분명 엘디아의 미래에 희망이 생길 거야. | ” |

레벨리오의 엘디아 인 모두를 생각할 줄 아는 가비의 성숙한 마음이 드러난다.
중간에는 라이너와 헤어지고 후보생들이 모여 있는 훈련장으로 향한다. 팔코는 그런 자신을 맞이하며 갑옷을 계승하는 건 나라고 도발해 온다. 하지만 질 것은 없다는 듯 의욕을 회복한 모습으로 성난 멧돼지처럼 팔코의 이마에 박치기를 선사하며 "한 번 해 보시지!"라고 역도발, 스파링을 시작한다. 몇 분이 지난 후 회의를 마치고 돌아온 라이너가 돌아왔을 때는 여전히 건재한 기세를 피며 얼굴에 상처를 입고 땅바닥 위에 쓰러진 팔코에게 막대기를 들이대 승리를 따낸 뒤였다. 가비에게 패하자 팔코는 이대론 가비가 갑주의 거인을 계승해 죽을 거라고 분해한다. 우연히 지나가던 병원에 들르다 예전에 부축해 주었던 애꾸눈의 외다리 부상병 "크루거"와 재회해 고민 상담하다가 "아무리 죽을 만큼의 고난을 당해도 끝을 볼 때까지 쉼 없이 나아가야 한다."는 조언과 도움을 얻고 다시금 가비를 이기겠다고 분발한다.

### 레벨리오 대축제 ~빌리 타이부어의선전포고식
그로부터 한 달이 지나고 빌리의 선전포고까지 2일을 앞둔 어느 날, 구보 시합에서도 언제나 1등을 달리며 누구에게도 추월당하지 않았다. 그런데 막바지에 크루거 부상병과의 교류로 성장을 거듭한 팔코에게 뒤쳐지기 시작하더니 결국 처음으로 1등의 자리를 내주고야 만다. 그럼에도 전쟁에서의 성과로 가산점을 얻은 이상 쉽게 계승권을 빼앗길 일은 절대 없을 거라며 여유를 부리며 왜 그렇게 갑옷 거인에 집착하는지에 대해 추궁하자 "널 위해서야!!"라는 대답을 듣는다. 하지만 경비병 아저씨들과 조피아, 우드도 단번에 의미를 꿰뚫을 수 있는 연심 고백을 "날 방해하고서는 그걸 "날 위해서라는" 거짓말로 포장하고 싶은 거냐!?"고 오해한다. 모처럼 각오하고 한 프러포즈 실패에 울분에 찬 팔코가 병원으로 뛰어 간 사이, 본인은 조피아와 우드와 셋이서 타이부어 가문이 전 세계에게 적국 파라디 섬과 싸울 것을 호소하는 축사가 열릴 레벨리오 중앙 광장으로 놀러 간다.
축사를 하면 세계 각국을 동맹으로 끌어 들일 수 있을 거라는 긍정적인 믿음을 나타낸다. 무리라며 비관하던 우드에게도 "그렇다면 계속 눌러 앉고 있을 수만은 없다." 고 주장한다. 그래서 축사 전야제에 급사로 불려갈 때에는 불만을 부리지 말고 당당하게 웃어 보이라고 충고하며 조피아에게도 일부러 영문 모를 연기를 하지말고 꾸밈 없이 행동할 것을 조언했다. 자기는 미인계로 지체 높은 거물들을 농락해서 편리한 정보를 끌어 모으면 더 큰 성과를 이뤄 낼 수 있을 거라고 자신한다. 그리고 두 사람의 목을 조르며 또 팔코를 응원하면 다음에는 죽을 줄 알라며 협박하다 마가트 대장이 무대 준비를 점검하던 의문의 남성과 대화를 가지는 장면을 목격하게 된다.
그리고 마침내 축사가 내일로 다가온 것을 기념하기 위해 전야제에는 동료들과 급사로 차출된다. 평소에 훈련 받은 대로 역할에 충실해지라고 충고한 뒤 자신은 접시에 든 과자를 귀객들에게 서빙하던 중 우연히 아즈마비토 가문의 대표 아즈마비토 키요미와의 의도치 않은 인연을 쌓는다. 우드가 무심결에 흥분도 못 참다가 그만 와인을 기모노에 쏟아 붓는 초유의 트롤링을 저질렀는데도 그걸 모욕으로 받아들이지 않고 도리어 숨겨 주는 파격적인 반응에 놀라움을 감추지 못한다. 엘디아 인에게 호의를 띤 외국인을 만났다는 위화감에 젖어 한동안 키요미에게 시선을 떼지 못했다. 떠나는 키요미의 옷깃에 새겨진 히즈루 고유의 문양을 통해 히즈루의 대사임을 단 번에 꿰뚫어 본다. 그리고 정면으로 보게 된 타이버 가문의 대표 빌리 타이부어가 대낮 광장에서 마가트와 대화를 나누던 의문의 남성과 동일 인물이라는 걸 확인하며 "엘디아 인으로 인한 세계인들의 미움과 증오를 해결하기 위한 답" 을 생각해 냈다는 빌리의 연설에 관심을 기울였다.
잠에서 깨어난 다음 날 아침, 바깥에서 선명히 들려오는 소리에 화들짝 놀라 창문 너머를 한 번 보는데 초롱초롱한 두 눈이 휘둥그레진다. 자신을 맞아들인 것은 하루 아침에 화려하고 성대한 페스티벌의 장으로 변화한 레벨리오의 모습이었다. 사복으로 원피스와 재킷을 입고 밖으로 나가 봤는데도 여전히 어리둥절해 하는 순진무구한 표정을 지으며 적응을 못 하다가 먼저 축제에 나와 있던 팔코와 친구들로부터  짧게 정황을 전해 듣고 한 번도 입에 대어 본 적이 없는 아이스크림까지 입에 파 묻힌다. 월 로제로의 피난 이후 에렌이 미카사에게 강제로 입을 빵 한 조각에 틀어막히는 장면을 그대로 옮겨 오마주했다.  아이스크림 맛을 한 번 들이키자마자 "이게 정말 축제란 말이야!!??"라고 진지하게 감탄한다. 태어나서 한 번도 경험한 적이 없는 축제를 마음껏 즐기게 된다. 용돈이 부족해서 나중에 후보생들의 보호자로 뒤따라 나온 라이너에게 돈을 뜯어 내 피자나 핫도그, 도넛 등의 음식을 배 불리 먹기도 하였다. 그런데 해가 질 무렵 몸을 이끌지 못 할 정도로 과식한 나머지 라이너에게 손을 붙들린 채 끌려 다니는 상태로 움직여야 했다. 그리고 기쁨과 쾌활한 미소를 띄우며 라이너에게 왠지 앞으로의 미래에 커다란 변화가 일어날 것 같다는 소감을 고백한다.
| “ | "매일매일 축제가 열리면 좋을 텐데.... 왠지 요즘 처음 있는 일들만 일어나..... 무언가가 변할 것 같다는 예감이 들어...." | ” |

라이너는 그 말에 관심을 갖더니 막연하게 "그래....." 라고만 답했다. 정확히 가비가 느낀 대로 최근 들어 그의 앞에 벌어진 일들이란 하나 하나가 한 차례의 전례도 찾아 볼 수 없는 뜻밖의 기적들밖에 없었다. 어느 날에선가 딱 한 번뿐인데도 팔코와의 대결에서 잠깐 패하고, 급사로 불려 간 레벨리오 선전포고 전야제에서는 우도가 엘디아 인이라는 걸 알면서도 그의 과실을 감싼 동양계에서 온 대사를 만나고, 그러자마자 낮에 잠깐 봤다가 잠에서야 다시 만난 빌리 타이부어로부터 세계와 엘디아 간의 기나긴 악연을 종결시킬 수 있다는 확신 어린 발언에 희망을 얻었다. 한 술 더 떠서 그 다음 날에는 태생부터가 비천한 엘디아 인이었기에 단 한 번도 체험해 보지도 못한 성대한 페스티벌에서 맛있는 먹을거리들, 샌드위치에 핫도그하며 피자 한 조각을 자기 사촌의 지갑, 전 재산을 털어 내면서까지 평범하면서도 자유롭게 사 먹는 천재일우의 기회를 누리기까지 했다.
축사가 열리기 몇 분 직전의 밤에 레벨리오 광장에 전사들과 팔코를 뺀 후보생들과 한 자리에 집합하게 된다. 아는 사람을 만났다며 잠시 떨어져 있다가 돌아 온 팔코에게 어디 있었냐고 물어 보다 라이너를 데리고 어디론가 사라지는 모습을 보게 된다. 얼마 후 축사가 개막했는데도 여전히 병원에서 알고 돌아 오지 않자 "대체 어디 간 거야?"라고 걱정하지만 곧이어 시작된 연설에 귀를 기울이게 된다. 한 편, 연설의 초연이 막바지에 이를 무렵 어떤 수상한 마레의 헌병이 경비를 지휘 중인 마가트 대장이 부른다며 피크와 포르코, 지크를 어디론가 데려 간다. 헌병의 정체는 "옐레나(Yelena)"라는 마레에서 신생 엘디아 제국으로 귀순한 마레인 군인이다. 3년 전 라이너 일행의 시조 탈환 작전이 실패한 직후 세력 정찰을 위해 파라디에 파견된 마레의 조사병단에 참여했던 인물이었고 자신이 가장 열렬히 신봉하는 상관인 지크의 명령으로 조사선 32척이 홀로 행방불명된 것처럼 연기해 파라디의 조사병단을 다른 경로를 통해 데리고 온 장본인이다.
연설의 본론으로 접어 든 빌리 타이버가 공개한 거인 대전의 진실에 커다란 충격을 금치 못 하며 카를 프리츠 국왕이 추구한 세계의 평화는 산산이 무너졌다는 것, 그리고 자신들을 비롯한 전 인류를 위기로 몰아 넣을 새로운 위협이 프리츠 왕가의 유산 시조의 거인을 빼앗은 평화의 반역자 에렌 예거임을 듣게 된다. 가비로서는 이 부분을 기점으로 무대 뒷건물 지하에서 연설을 청취하던 에렌 예거의 존재를 빌리의 입을 통해 처음으로 알게 된 셈이다.
이후에도 계속해서 눈동자에 흥미의 불을 키며 연설을 듣는다. 클라이맥스에 이르기 직전 "줄곧 악마의 피를 두려워 했습니다. 하지만 전 끝까지 죽지 않고 살고 싶었습니다. 그건 제가 이 세상에 태어났기 때문입니다!!!"라고 호소하며 힘을 빌려 줄 것을 호소하는 빌리에게 감동해 중동 연합을 제외한 대다수 각국의 지도층과 대사들이 동시에 일어나 기립박수로 화답하는 광경을 목도하게 된다. 선전포고를 하면 전 세계의 모두가 기꺼이 힘을 빌려 주고자 나설 것이다라는 가비의 믿음이 현실화된 것.
마지막에 파라디 섬에게 선전포고를!라는 굵직한 마무리로 축사가 끝나는 순간! 무대 뒤 지하에서 거인의 모습으로 나타나 마레의 수장 빌리와 무대를 반토막 내고 포효하는 에렌을 처음으로 마주하게 된다. 에렌의 등장과 동시에 관람석 각 지점으로 떨어진 낙석의 파편에 맞았는지 정신이 흐릿함이 멎어 들었다.

### 레벨리오 전투
다행히도 날아 떨어진 낙석은 없었고 단지 땅 속에서부터 갑작스랍게 치고 올라온 듯한 충돌에 의해 벌어진 돌연의 현상으로 보였다. 정신을 되찾고 일어 서며 자신과 콜트와 우도의 안전을 확인하는 가운데 에렌이 부순 건물로부터 청중석 곳곳까지 날아 들어온 거대한 잔해물에 상반신 전체가 무참하게 깔려진 조피아의 시체를 발견한다.
여태껏 가장 가까운 관계를 함께 해 온 동료의 죽음에 "조피아..."라고 중얼거리곤 얼굴이 하얘진다. 말을 잇고 어떻게 대처해 볼 새도 없이 진격의 거인의 급습과 보는 사람들 앞에서 반으로 도려져 잡아 먹힌 연사 빌리 타이부어의 사망으로 똑같이 부서진 잔해에 무수한 사람들이 깔려 죽었고 연설장은 순식간에 혼돈과 패닉의 아수라장으로 뒤바뀐다. 잔해에서 살아 남고 공포의 도가니에 빠진 사람들은 엘디아 민간인들부터 타국 대사들, 세계 각국 요인들까지 이 순간만큼은 모두 살아 남으려는 마음으로 뭉쳐 떼거지로 도망치기 시작한다. 우왕좌왕하는 군중에게 휩쓸릴 뻔한 순간 운 좋게도 콜트에게 붙들리어 큼지막한 잔해물의 벽에 안전을 확보한다. 그 자리에서 광장 테러를 일으키고 마레군 지도부를 학살하는 거인을 뒤돌아보고선 그가 바로 빌리 타이부어 경고한 위험분자 에렌 예거임을 꿰뚫고는 격렬한 분노에 휩싸여 비명을 지른다.
여성형 거인과 초대형 거인, 갑옷 거인의 3단 공습으로 개폐문으로부터 날아 들어 온 파편에 깔려 그대로 무지성 거인 다이나 프리츠에게 살해당한 카를라 예거와 고향을 잃고 한네스에게 구조되면서 거인을 향한 피 내리는 복수를 맹세한 에렌과 별반 다르지 않다. 원수를 증오하게 되었지만 한때 침공에 의한 피해자였던 원수와 동일한 입장에 서 있다는 핵심에서 아이러니하다. 레벨리오 급습 테러는 1부의 월 마리아 거인 침공 사태와 전개 과정, 포지션의 측면에서부터 전체적으로 오마주적인 방향성을 띠고 있다.
이윽고 사태를 수습하러 나선 전퇴의 거인이 반격에 돌입해 에렌과 치열하게 격돌 중인 광장과 거리 몇m를 두는 데에 성공한다. 자신과 콜트는 아무런 부상이나 피해가 없었다. 그러나 죽은 조피아를 구하려다 그만 도망칠 것을 망각한 우도가 이어서 도망치는 군중들의 발길질에 짓밟혀 두부가 피칠갑이 될 만큼 끔찍이 파열되었다. 최소한 숨이 붙어 있을 가능성을 믿고 인근의 레벨리오 병원으로 향했다.
그리하여 콜트와 함께 간신히 수용구 내 병원으로 도착하는 데 성공했지만 그 곳에서는 이미 수용된 인원 수가 가득 메워져 있는 상태였고, 불행스럽게도 우도마저도 이미 사망했다는 의사의 결론만을 들었다. 동료가 하룻밤 사이에 두 명씩이나 세상을 떠난 절망적인 상황 속에서도 콜트가 팔코를 찾으러 갈 테니 넌 여기 남아 있으라고 지시한다. 하지만 본인은 왜 자신들이 이러한 위기에 처해 있는지, 그 이유를 알고 싶다는 의지를 피력하며 콜트의 만류를 귀에 담지도 않은 채 병원 밖으로 뛰쳐 나간다. 병원 밖 수용구 길거리에는 마가트 대장의 명령으로 트럭에 탑승한 엘디아 지원군들이 광장으로 차출되고 있는 상황이었고, 평소 후보생들과 친분이 두터웠던 두 명의 마레 인 남자 경비병들과도 만나게 된다. 여긴 위험하다며 어서 도망치라는 주의를 듣던 그 때, 공중에서 쏟아져 내리는 조사병단의 집중 포격에 휘말린 트럭들이 차례 대로 폭파되고 동시에 자신을 지켜 주려던 병사들까지 건물 지붕 위에 있던 어느 적병에게 사살당한다. 시선에 의존하여 탄환이 날아 든 방향을 따라간 끝에 전방 근처의 옥상에서 한 정의 소총을 들고 있는 파라디의 저격수 사샤 블라우스와 시선이 마주친다.
그를 향해 원수인 너희 모두를 죽여 버리겠다는 살기 어린 눈빛으로 노려 보다가 사샤는 코니 슈프링거와 더불어 자리를 떠난다. 뇌창의 불에 타오르며 산화하는 차량을 우두커니 바라보던 가비는 죽은 경비병이 들고 있던 아래의 반자동소총으로 시선을 돌린다. 북받쳐 오르는 거센 분노에 손 안에 소총을 쥐고 장비한 채 에렌에게 사무친 복수를 다짐하고 광장의 최전방으로 달려 간다.
| “ | 죽여 버릴 테다.... 에렌 예거!!! | ” |

전장에 힘겹게 도착하자마자 팔코로부터 "라이너가 광장 내 건물 지하에서 에렌 예거의 습격을 받아 움직이지 못하고 중태에 걸려 있다."는 소식을 듣는다. 방금 죽은 두 동료들에 이어 이번에는 자신의 가장 소중한 사촌까지 에렌에게 당해 치명적인 피해를 입었다는 비보(悲報)에 순간 눈 알이 멍해진다. 하지만 이 것도 잠시에 불과했다. 마레군 거인들 가운데 유일의 비장의 카드였던 짐승 거인의 목덜미가 리바이 아커만에게 목덜미를 베어 버린 직후 폭살해 버리고, 항구에 착항해 있는 마레 해군의 군함들마저 아르민 아를레르트가 먹은 초대형 거인의 폭발 테러에 전멸, 더군다나 대인입체기동장치의 유일한 천적이었던 피크의 차력 거인마저 장 키르슈타인을 위시한 다수의 조사병단의 뇌창 포격에 휘말려 리타이어 상태에 이른다. 이로써 전쟁의 전세는 파라디 섬 쪽의 완벽한 우세로 기울어지고, 조사병단의 살벌한 공세에 처참하게 무너져 나가는 아군들의 모습에 얼굴이 하얗게 질린 채 힘 없는 자신의 처지를 실감한다.
끝까지 소총만 들고 방관하다가 조사병단과 항전 중인 마가트로부터 피크와 팔코를 지키라는 명령을 받고 거인의 목덜미에서 빠져 나온 피크를 팔코와 단 둘이 부축해서 광장의 어느 건물 안으로 운반해 신병을 지키고 마가트의 부관 코슬로가 셋을 엄호하기로 한다. 안에서 사경에서 회복 중인 피크를 지키는 한 편, 라이너가 에렌에게 당했다는 비보에 엄청난 흥분을 감추지 못 한다. 팔코에게 대체 라이너는 어딨냐고, 설마 못 싸우는 거냐고 집요하게 따지다가 방금만 해도 살아 있었던 조피아와 우드가 급사했으며 둘을 죽음으로 몬 게 에렌 예거라는 사실을 얘기한다. 그러고는 얼른 외부의 전황을 살피기 위해 적에게 얼굴을 들킬 거라는 코슬로의 만류도 흘리고 창문 밖을 내다 보다가 상공에서 레벨리오 수용구 쪽으로 이동하는 비행선을 목도한다. 그 비행선에는 현 조사병단 단장이자 가비한테는 적군의 수장 격이나 다름 없던 한지 조에와 아르민 아를레르트, 파라디 섬 세력과 동맹을 맺은 반 마레파 의용병 오니안코폰이 타고 있었고 에렌이 전퇴의 거인을 무사히 탈취하면 바로 조사병단을 데려 갈 목적이었다.
결국 전퇴의 거인은 에렌에게 빼앗기고, 그 수정체를 부술 용도로 이용당한 포르코까지 에렌에게 잡아 먹히게 생기자, 지하 어딘가에 갇혀 있는 라이너에게 포르코를 구해 달라고 온 몸을 사리지 않고 목청껏 부르짖는다. 외침의 강도는 매우 커서 중앙 광장 전체로 일파만파 퍼져 나갔다. 해당 장면에서 레벨리오 광장이 그려진 곳곳에 처리한 말풍선 중에 가비의 외치는 대사가 들어 가지 않는 것이 없다.
| “ | 라이너!! 일어나! 갈리아르트 씨는 지금 먹혀 죽기 직전이야!!! 빨리 구해야 한다고!! | ” |

옆에서 보고 있던 팔코와 코슬로는 미처 당혹스러웠지만 곧이어 팔코도 가비의 도박에 편승해서 둘이서 힘 차게 라이너의 이름을 연호한다. 다행히도 처절하게 시도해 본 구조 요청은 헛수고로 끝나지 않았다. 지하에서 생과 사의 경계를 넘나들던 라이너는 둘의 구조 요청에 살아 가려는 의지를 조금씩 되찾아 무리하게 갑옷 거인의 힘을 최대한으로 끌어 내면서까지 전력을 발휘, 두 사람의 바람대로 빈사 상태의 포르코를 구출해 내는데 성공하지만 에렌의 주먹 한 방에 탈진해 쓰러진다. 이로써 생사불명, 행방불명으로 보여지는 지크만 빼면 전사대 삼인방은 구출했지만 문제의 미카사와 에렌이 비행선 쪽으로 후퇴 중인 걸 목격한다. 이대로 레벨리오에 잔류하는 모든 조사병단원들이 후퇴시키도록 놔 두면 사실상 레벨리오 전쟁은 파라디 섬 측의 완승으로 종결되는 셈이고 마레는 최대의 카드였던 전퇴의 거인을 빼앗기면서 3차례씩이나 이어 패배의 굴욕을 당하게 되지만 무슨 수를 동원해서라도 비행선의 가동만 어떻게든 중지시키면 마레는 파라디에 대한 굴욕을 되갚을 수 있는 설욕과 역전의 기회를 거머쥐는 셈이다. 양측 진영의 승패 여부는 사실상 결정적으로 에렌 예거 및 조사병단원들의 비행선 탈출 여부에 달려 있는 상황.
가비는 우리의 고향을 침공하여 쑥대밭으로 뒤덮인 주제에 자기네 고향으로 뻔뻔하게 도망치는 적들에게 분노하여 어딘가에 놔 뒀던 소총을 들고 밖으로 전진한다. 살기 어린 눈빛으로 달려가던 중 뭐 하려는 거냐고 당황하는 팔코에게 에렌과 조사병단을 죽여서 복수하겠다고 선언한다.
| “ | 저 새끼들하고 에렌 예거의 몸뚱이에 아저씨의 납탄을 쏴 박아 버릴 거야. 한 명도 안 놓쳐. 모조리 박살낼 테다!! | ” |

#### 《 105화: 흉탄 (凶弾) 》
레벨리오의 각 도처에 흩어진 조사병단의 단원들이 하나 둘씩 비행선에 오를수록  조사병들의 숫자는 줄어들었으나 포기하지 않고 저공의 비행선을 눈에 보이는 대로 쫓아갔다. 뒤쫓아 오던 팔코는 그런 가비에게 저 멀리 날아가고 있는 적들을 이 이상 쫓아가는 것은 무의미한 헛수고일 뿐이라며 만류한다. 팔코의 그 말대로 비행선이 점점 멀리 떨어져만 갔다. 결국 전 화에서 반드시 죽이겠다고 맹세한 적들을 죽이지 못 하고 놓치고 말았다는 억울함과 분함이 한꺼번에 솟구친 나머지 눈가에 눈물이 멎는다. 두 눈가에 맺힌 눈물 두 방울과 함께 에렌의 급습 이후 소리소문 없이 세상을 떠나 버린 조피아와 우드, 자신에게 친절하게 대해 주신 마레인 아저씨들, 수용구의 엘디아 인으로 태어나 살아 온 자신의 삶과 그 삶에서 느껴 왔던 모든 감정들을 있는 대로 담담하게 고백하기 시작한다.
| “ | 조피아는... 날아든 잔해에 깔려 상반신이 뭉개졌어. 바로 옆에서 이야기하고 있었는데... 우도는 그런 조피아를 구하려다가 도망치는 사람들에게 짓밟혔어... 몇 번이고... 몇 번이고.... 머리가 깨질 때까지 짓밟혔어. 경비병 아저씨들은 .... 나를 혼내셨지. 광장으로 가려고 하니까 엘디아 인인 나한테 위험하니까 도망 가라고 필사적으로 외쳤는데... 옥상의 여자한테 죽었어. 나는 수용구에서 태어난 엘디아 인이니까 길을 걸으면 나한테 침을 뱉는 사람들한테 험한 꼴을 많이 당해야만 했었어. 그래서 난 열심히... 엘디아 인은 착한 사람들이라고 세계에 증명하고 싶었고, 언젠가 완장이 필요 없어질 때가 올 거라고.... 그렇게 믿었으니까 노력해 올 수 있었던 건데... 전부 헛수고가 됐어. 이런 수용구라 해도, 나의 소중한 사람들이 사는 나의 집이야. 그걸 짓밟는 건 용서 못해... 그런데 넌... 나보고 달리지 말라고 할 거야? 눈 앞에서 지크 씨가 죽고, 아무 것도 못 하고... 왜 이런 일을 당했는지도 모르고 말이야?... | ” |

이에 똑같이 에렌의 말을 떠올린 팔코는 자신들이 먼저 파라디를 유린했기 때문에 분노에 물든 그들이 복수를 했고, 이런 참극이 벌어진 거라고 해명한다. 그러나 이미 그들이 자신의 소중하고 무고한 사람들을 무차별 학살하는 비인륜적인 광경을 목도하고 라이너처럼 세뇌의 포박에서 벗어나지 못하고 에렌처럼 증오에 휩싸인 그로서는 하나도 이해할 수 없는 해명이었다. "넌 본 적이 있어? 난 그런 적이 없어." 라고 무시하고는 그들은 마레에서 가르친, 세계를 파멸시킬 잔학무도한 악마들임을 다시금 각오에 되새긴다. 낙담할 뻔한 정신을 다시 한 번 바짝 차리고 나서 멈출 줄 모르는 기세로 복수극에 뛰어들어 비행선을 재추적하기 시작한다. 딱 봐도 탈주하는 악마들을 모조리 잡아 죽이려고 맹렬히 추격하는 Jäger(사냥꾼)처럼 쉴 새 없었다. 지금 가비의 상태를 말 그대로 반격에 돌입하는 저돌적인 악마 사냥꾼이라고 하면 적절하다. 1부의 거인 사냥꾼과 대응되어 보이는 의미심장한 신이다.
팔코를 뒤로 하고 골목 한복판에서 빠져 나오자마자 잔여 병사들을 모두 처리한 다음 비행선에 올라타려 했던 로보프 전 주둔병단 사단장의 방심을 산 뒤 무릎앉아쏴 자세를 취해 바닥을 슬라이딩하듯하는 묘기로 오른쪽 눈을 정확히 쏴맞혀 죽인다. 예상과는 다르게 단번에 목표물을 명중시킨 것에 놀라워하는 가운데 방금 사살한 로보프의 입체기동장치의 앵커가 아직 비행선과 맞닿아 이어져 있음을 확인한다.
| “ | 그래... 아직... 이어져 있어. | ” |

입체기동용 장비에 달린 자동쌍권총의 두 번째 방아쇠를 당겨 하단 총구에서 앵커를 사출하는 법을 5초 내에 익히는 임기응변을 발휘한다. 시체에 달린 입체기동장치를 통해 비행선에 침투하여 그곳에서 모인 적들을 모조리 죽여 버린다는 대담한 도박을 실행하기로 결심한다. 복수를 위해 적들에게까지 살해당할 각오를 다지며 팔코에게 "엄마와 아빠, 라이너와 모두에게 전해 줘. 난 마지막까지 싸웠다고. 지금은 이기지 못해도, 모두가 내 의지를 이어 받을 거잖아?" 라고 마지막 말을 남긴다. 끝으로 "넌 정말 좋은 녀석이었어." 라며 슬픈 표정으로 작별 인사를 하지만 팔코는 작별을 받아들이지 않고 가비를 구해 달라는 라이너의 부탁을 지키기 위해 "갑옷 거인을 이어 받는 건 나야!" 라며 가비와 함께 따라 간다. 그렇게 성공적으로 침투하자마자 파라디의 병사들이 승리의 환호성을 지르며 기뻐하는 분위기 속에 난입, 급하게 사격 자세를 취하고 목표가 누구든 상관 않고 모여 있는 병사들을 향해 방아쇠를 당겨 총탄을 격발시킨다. 비행정의 칸막이로 총성이 울려 퍼지고 격발된 납총탄은 누군가에게 무작위로 날아 가는데, 피격당한 병사는 공교롭게도 자신의 소중한 경비병 아저씨들을 소총으로 죽인 사샤 블라우스였다. 105화 제목 그대로 가비가 쏜 흉탄은 사샤의 복부 왼쪽 옆구리를 단숨에 관통시켰다.
바닥으로 쓰러진 사샤를 시작으로 순식간에 동요와 혼란에 빠지기 시작한 비행선 속 분위기. 사샤를 쏘고 장에게도 총구를 겨누고 장 역시 가비에게 쏠 권총을 꺼낸 즉시 서로를 향해 총탄을 발사하지만 팔코가 자진해서 자신을 밀친 덕분에 날아드는 총알을 피할 수 있었고 그 영향으로 가비가 쏜 소총의 총구 방향이 어긋나 총탄을 빗맞히는 셈이 되어 장도 가까스로 목숨을 건지게 된다. 결국 팔코와 함께 소란을 일으킨 자신들에게 격노한 플록과 다른 병사들에게 맞서 격렬하게 반항하지만 병사들에게 코에서 피가 날 정도로 얻어 맞고 반자동소총도 빼앗기고 머리채를 붙잡히는 수모를 겪고 포승줄에 묶이면서 포로가 되어 버린다. 특히 적국 출신의 사림이라면 민간인 어린 아이건 노인이건 무조건 증오하는 초강경파 플로흐가 크게 분노하여 가비의 정수리를 머리끈까지 빠져 나올 만큼 세게 쥐어뜨리는 바람에 롤로 묶던 머리카락까지 풀려 버렸다. 후보생들의 처분을 맡은 장이 노려보는데도 지지 않고 "그래, 이 악마들아!! 죽일 테면 어디 한 번 죽여 봐!!"라고 외칠 듯 발악하며,
| “ | 손 떼지 못해, 이 악마 자식!!! 우린 지지 않았어!! 지크 전사장께서 남기신 의지는 동포들이 이어 받을 테니까!! 너를 저주해 죽이는 건 진정한 엘디아 인이다!! 나를 죽이면 수모자에게 전해!! | ” |

남아 있는 힘을 다 해 힘껏 절규하다가 자신을 죽이기는커녕 지금 수모자와 만나게 해 주겠다는 장의 발언에 당황을 금치 못한다. 그리고 이왕이면 그 녀석에게도 너의 그 말을 전해 주고 오라며 자신과 팔코를 앞칸의 방으로 데려 간다. 거기에서 단독 행동죄를 빌미로 한 쪽 손목을 묶인 채 구속당한 에렌과 살아 있는 채 팔다리가 절단된 채 신병이 엄중히 보관된 지크 형제와 정면으로 마주친다. 안에는 지크 옆을 지키고 있는 최측근 옐레나, 리바이, 미카사 아커만과 아르민 아를레르트도 있었다.
이제껏 계속 살아 있었던 지크와 만나게 되었음에 초롱초롱한 두 눈을 부릅뜨고 매우 환한 미소를 지으며 "지크 씨, 살아 계셨군요!" 라고 크게 환호한다. 정작 가장 당황한 사람은 예상치 못하게 비행선 안까지 잠입한 후보생들을 맞아들인 지크. 처음에는 지크가 적들에게 꼼짝도 못하고 비행선으로 납치된 줄 알았으나 이후에 벌어질 대화의 장을 계기로 오해에 흔들림이 벌어지게 된다. 지크 그리고 비행실에서 나온 한지 조에가 사실 적대하는 사이가 아니라 서로와 처음부터 잘 알고 지냈으며 비밀리에 협력해 온 관계였다는 듯한 느낌의 대화를 나누는 한 치도 납득 못할 상황에 무언가 이상하다는 낌새를 파악해 환희의 표정은 순간 얼이 빠지고 말문까지 막힌다.
연이어 장이 옐레나에게 원래부터 전략의 일부였던 '차력 거인'과 '턱 거인'의 구속 계획 실패에 대한 책임을 묻고, 대화에 끼어든 리바이와 지크가 오산으로 작용한 구속 실패로 인해 마레군과 다른 전사들의 의심을 면하고자 본래 정해진 수보다 많은 돌덩이를 투척해야 했었다는 사실이 드러난 대화에 귀 기울이게 된다.
| “ | 장: 옐레나!! '차력' 과 '턱' 을 구속하는 건 네 역할 아니었냐!!! 괜히 더 많은 병사들이 죽었잖아! 옐레나: 미안. 어떻게 가두기는 성공했는데 놈들이 탈출하고 말았어. 명백한 내 실태야. 리바이: 그 여파로 짐승 거인은 예정보다 더 많은 돌을 투척해야 했지. 광대 치고는 인상적인 즉흥극이었는데, 내 말 맞지? 수염 자식? 지크: (자기를 내려다보는 리바이의 시선에 지레 겁을 먹고) 무섭게 쏘아 보지 마, 리바이!! 오줌이라도 지려 버리면 어쩌려고 그래? 오히려 내가 네 놀라운 명연기에 혀를 내둘렀다고. 날 그렇게라도 죽이고 싶었을 텐데... 리바이: 난 가장 먹고 싶은 음식은 반드시 마지막까지 남겨 두는 부류니까. 아주 질기고 맛있게 맛 보고 싶거든... | ” |

레벨리오에서 일어난 마레 vs 엘디아의 습격 전투를 배후에서 기획한 주동자의 실물이 바로 자신이 가장 존경하던 전사장 지크라는 것을 조금씩 알아 나가기라도 한 듯하다. 한지와 에렌의 대화 내용에서 엘런이 독단을 앞세워서까지 마레에 잠입했다는 사실을 어느 정도 듣게 된다. 얼마 안 지나 쓰러진 사샤가 응급 치료를 받았음에도 결국 사망했다는 소식이 코니에 의해 전해지고 에렌은 사망 소식을 접하고 자신만이 알 수 있는 웃픈 소리를 내며 사샤가 식창고에서 감자를 훔치는 장면을 기억한다. 가비는 혼란 때문인지 처음으로 가까이서 에렌과 마주쳤는데도 말이 없는 모습을 마지막으로 여전히 밤하늘을 날아가는 비행선에 올라탄 다른 일행과 함께 파라디 섬으로 향하는 인생의 첫 여정길에 오른다.

### 파라디 섬 엘디아국으로의 여정 ~ 탈옥, 카야와의 첫 만남
레벨리오 전투로부터 다음 날 아침에 비행선이 파라디 섬으로 착륙하면서 생애 처음으로 "악마들로 뒤덮인 소굴" 파라디 섬 엘디아국으로 발을 들이게 된다. 근데 오자마자 사샤 블라우스와 로보프를 연속 살해한 전력 때문에 헌병단에 의해 월 로제의 고성(古城) 감옥에 수감되었다. 당분간은 한 마음씨 좋은 남자 주둔병의 감시 아래 팔코 그라이스와 함께 단둘이서 위생 상태가 안 좋은 낡아빠진 고성에서 생활할 뻔했으나, 그런 대다수 독자들의 예상들을 뒤엎고 자력으로 간수를 살해하고 경계가 느슨했던 고성에서 탈옥한다. 탈출 방식은 가비의 영특한 임기응변과 상대적으로 느슨했던 감옥의 보안 경계 덕분에 가능했던 것이었으며, 에렌이 미카사를 구하려고 인신매매범들 앞에서 길 잃은 연약한 아이 연기를 했듯이 가비도 감옥에서 빠져나가려고 일부러 몸도 못 가누는 환자를 연기한 것이다.
중병에 걸려 경련을 일으키고 숨도 못 쉬는 환자인 것처럼 연기해 주둔병 간수의 시선을 끌어들였다. 가비의 경련 소리와 팔코가 가비더러 정신 차리라고 다독이는 소리를 듣고 무슨 일인가 싶어 그 간수는 열쇠로 잠겨진 감옥문을 열고 직접 들어와 팔코에게서 "얘가 갑자기 상태가 이상해졌어요...."라는 말만 듣고서 "얘야, 너 괜찮니?"라고 걱정 어린 눈으로 가까이 접근해 본다. 근데 거리가 좁혀지자, 가비는 갑자기 "이 때다!"하고 본색을 드러내더니 이불 속에 숨기고 있었던 재킷 포대기로 싼 벽돌을 휘두르며 머리를 마구 후려치고 또 후려쳤다. 주둔병이 의식을 잃고도 증오심에 못 이겨 몇 번이고 그치지 않고 내리치는데, 도 넘은 폭력을 보다 못한 팔코가 "그만해! 가비!"라고 만류했을 때는 이미 주둔병은 심각한 두부 외상으로 죽기 직전이었다. 가비도 너무 심하게 때린 것 같다고 불평했지만 그러거나 말거나 시체가 되기 직전인 주둔병을 몰래 침대 밑에다가 숨긴 뒤 주둔병이 열어버린 문을 지나 감옥에서 성공리에 탈옥한다. 그렇게 수감되자마자 몇시간 만에 순간의 기지로 탈옥한 둘은 가능한 한 병단의 손이 미치지 않는 곳으로 멀리 도망쳤다.
가비는 자신이 방금 죽인 간수병을 변함 없이 악마 취급하며 불신과 혐오만 보일 뿐, 일절의 후회도 느끼지 않는다. 팔코는 그 아저씨는 가비를 해칠 의도도 없이 진심 어린 마음으로 걱정했다고 오해를 풀어주려 했으나, 편견에 박혀 있던 가비는 팔코의 말이야 하나도 신경 쓰지 않은 채 "악마를 믿어서 어쩔 작정인데!?"라고 받아친다. 거기다가 사방에 아군이라고는 단 하나도 없는 적들의 소굴에 팔코와 둘만이서 고립되어 있다는 것과 존경하던 우상이었던 지크가 마레를 배신하고 파라디 섬 세력과 레벨리오 전투를 주도했다는 사실을 눈앞에 확인한 것 때문에 충격을 받고 정신적 궁지에 몰리기 시작했다. 고향을 침공한 적들을 향한 변함 없는 증오와 믿었던 동료에게 배신당한 충격과 맞물려 기댈 수 있는 사람이라곤 하나도 없는 파라디 섬에서 고립된 가비의 불안정한 심리와 딜레마(dilemma)를 드러내기 시작한 부분이기도 하다.
| “ | 이제 지크도 못 믿어... 어느 누구도! | ” |

나중에야 파라디 섬 정부와 조사병단 측은 가비와 팔코의 탈옥 소식을 확인했으나, 지크와 에렌 예거 형제, 의용병단의 대장 옐레나를 필두로 한 새로운 세대의 세력 '예거파'가 일으킨 단독 행동 사건, 잇따라 일어날 총통 테러 암살 같은 대규모 분열 사태로 대혼란이었기 때문에 사소한 일에 크게 신경 쓸 틈이 없었다. 무엇보다 가치가 중요하지도 않은 어린 아이들이 탈출한다고 해서 현재의 심각한 시국에 큰 영향을 미치지 않을 것이며 실종되어도 나중에 찾아 나서도 문제 없을 거라는 판단도 한 몫했을 것이다.
병단에게서 도망치려고 저녁부터 쉬지도 않고 달아난 끝에 월 로제의 강변에 있는 한 깊숙한 지방에까지 도달해 강물을 얼굴에 가득 뿌려 깨끗이 세면한다. 고향을 떠나서도 마음 깊이 갈망했던 정체성이자 우상, 자랑이었던 '명예 마레인' 직위에 매달려 있어 이미 그 직위에 대한 미련 없이 빼버린 팔코와 달리 끝까지 후보생 완장을 빼지 않았다. 가비는 아는 사람이 아무도 없고, 사방에 믿을 수 없는 (그것도 고향을 침공한 적들)의 고향인 파라디 섬에 있어 봤자 어차피 살아돌아가지 못할 거라는 거대한 절망에 빠져 있었으며, 죽기 전에라도 지크를 만나 대체 마레를 왜 배신했으며 목적이 무엇인지를 알고 싶어하는 모습을 보인다. 한 편, 팔코는 아직까지도 가비의 왼팔에 묶인 전사 후보생 완장을 보고 마음에 걸려 "그 눈에 띄는 완장을 병사들이 알아보고 우릴 데려가려고 하면 어떡하냐?"라고 설득하려 하지만, 가비는 도망친 이곳은 병단 관할로부터 한참 떨어진 외진 시골 마을인데 어떻게 눈에 띄겠냐고 완강히 거절한다. 팔코는 가비가 계속해서 마레에게 세뇌당하고 거인의 힘이 인간의 기술에 의해 압도될 미래에는 뒤쳐지고 사라질 '전사 후보생' 직위에 집착하는 것이 불만스러웠고, 아무리 설득해도 고집불통인 가비가 납득할 리 없다는 걸 알기에 결국 "내가 직접 뺄게."라는 한 마디와 함께 완장을 직접 빼버린다.
이렇게라도 하는 것이 가비를 위한 길이라고 생각한 팔코였지만 명예 마레인이 되어 평생 선량한 엘디아 인임을 마레와 온 세계에게 인정 받는 것을 인생의 꿈이자 모든 것 그 자체라고 믿고 끊임 없이 달려 왔던 가비는 당연하게 분노하며 결국 팔코를 힘으로 제압한 뒤 "그 완장이 없으면 난 "선량한 엘디아인"도 무엇도 아니야!"라고 소리지른다. 팔코는 가비에게 제압당하는 와중에도 지지 않고 "그게 있어 봤자 쓸 데도 없잖아! 마레에 돌아갈 단서도 못 되고!"라고 반박하며 일련다툼을 벌인다. 한 편으론 스스로의 의지로 파라디로 넘어온 자신을 끈질기게 뒤따라오는 팔코에게 의문감을 느껴, "너 진짜 왜 이래? 왜 자꾸 날 따라나서고 어디 있든지 방해하려는 거야?"라고 추궁한다.
정곡을 찔린 팔코가 아무 말도 못하고 뜸들이던 그 때, 한 여자애가 불쑥 나무 뒤에서 나타난다. 그 여자애의 이름은 '카야'로 근처의 숲 속에서 두 사람이 대화하던 소리를 몰래 듣고 있었고, 이른 아침부터 이런 숲 속에서 뭐하고 있었냐고 물어본다. 가비는 주머니에다가 도로 되찾은 완장을 넣자마자 웬 또래의 여자아이가 갑자기 나타난 데 경악하고, 팔코도 뜻밖의 불청객이 소리도 없이 오자 할 말을 잃는다. 들키는 것이 두려웠던 두 사람은 일단 의기투합해서 "집안 생활이 너무 힘들고. 어려워서 가출한 친남매"라는 그럴싸한 거짓말을 했고, 딱하게 여긴 카야는 두 사람에게 숙식을 제공해 주겠다고 기꺼이 도우미를 자처한다. 이 때 가비는 카야를 속이는 척 괜히 자기들에 대한 이야기를 사람들에게 퍼뜨리는 것이 두려워 강변의 돌멩이를 던져 살해하려고 했다. 막무가내인 가비가 또 무슨 짓을 벌일까 잔뜩 긴장한 팔코였지만, 두 사람을 도와주겠다고 한 카야의 말로 무마될 수 있었다. 가비는 당황만 했으나 팔코는 일단 카야의 손을 빌리는 게 낫다고 판단해 이제 그만 하라는 듯 돌멩이를 빼앗아 살인 시도도 무마된다. 그렇게 가비와 팔코는 대외적인 신분을 가출한 친남매로 위장해 카야를 따라가 새로운 보금자리를 얻는다.

### 블라우스 목장에서의 1개월
어떻게든 상황과 타협하고 카야를 따라갔더니 월 로제 내벽 가까이에 있는 한 평화로운 시골 평야의 목장에 도착한다. 그 목장은 단순히 말들을 키우는 곳이 아니라 마레군이 뿌린 지크의 척수액으로 거인화한 라가코 마을 주민들이 월 로제 외곽 구역을 침공했을 때 고향과 가족을 잃은 아이들과 청년들을 입양하거나 숙식을 제공하는 일종의 복지 구역으로, 히스토리아 국왕의 치세가 들면서 처음으로 시행한 자선 정책에 힘입어 어려움에 처한 이들을 봉사하고 있었다. 카야는 목장의 주인들 되는 자신의 양부모에게 허락을 받고 돌아올 테니 잠시만 기다리라고 충고한다. 가비는 목장에서 풀을 뜯어먹는 여러 마리의 말들을 보고 눈을 빛낸 가비는 위험해지면 저 말들을 훔쳐서 도망친다는 아이디어를 생각하다가 괜히 눈에 띌 만한 짓으로 위기를 자초하지 말라는 팔코의 만류만 듣는다. 가비는 카야의 주선으로 파라디 섬에 체류하는 당분간 새 보호자들이자 안식처가 되어 줄 사람들과 만나게 된다.
근데 아이러니하게도 그들은 카야의 현 양부모이자 가비가 총으로 쏴 죽인 사샤 블라우스의 친부모인 아버지 블라우스 씨(Mr. Blouse)와 어머니 리사 블라우스(Lisa Blouse), 두 부부가 입양한 세 고아 어린이(모두 마레군이 공작한 월 로제 습격 사건으로 가족들을 여의고 고아가 된 아이들. 안경을 낀 남자애와 여자애.)들과 만나게 된다. 블라우스 부부는 4년 전 마레가 일으킨 월 로제 침공으로 거인에게 고향을 잃고 근처의 평야지대로 이사를 와 블라우스 가의 전통인 수렵을 그만두고 목장을 운영하고 있었으며 침공으로 가족을 잃고 고아가 된 아이들을 입양하고 지원하는 삶을 살고 있었다. 가비는 블라우스 씨의 말투를 듣고 마레의 남부 지방 방언을 쓰는 토박이임을 알게 된다.
팔코는 블라우스 부부께 공손하게 인사드리며 자신은 오빠 "벤(Ben)", 가비는 동생 "미아(Mia)"라는 거짓된 이름으로 자기 소개를 한 다음 머물 곳이 없어서 여기저기 방황하다가 우연히 카야와 만나게 된 일을 얘기하며 숙식을 청하는데, 마음씨가 상냥하고 배려가 강했던 블라우스 부부는 "어린 애들이 뭐 그런 걸 가지고 요청하냐? 여긴 어린 애들도 머물고 가도 좋다."면서 흔쾌히 허락해 주고 사샤의 어머니 리사는 두 사람들을 위한 먹음직스러운 수프 두 그릇과 두 사람이 앉을 만한 두 의자들까지 대접해 준다.
가비는 만나는 순간부터 따뜻하게 대해 주는 블라우스 부부와 리사 블라우스가 테이블 위에 덩그러니 놓아 준 수프 한 그릇을 보고서 속으로 혼비백산한다. 악마들이라고 증오를 불태우던 녀석들은 가까이에서는 길 잃은 애들에게도 친절과 상냥함을 베푸는 어질고 착한 어른들이었기 때문이다. 그 결과 "어째서 악마가 나에게 친절하게 다가오는 거지?"라는 엄청난 혼란을 느낀 가비는 이 때부터 기존에 생각했던 파라디의 엘디아 인들의 모습과 현실로 본 모습이 완전 다른 것에 괴리감과 인지부조화를 일으키기 시작한다. 심지어 리사가 흔쾌히 수프 떠먹으라고 숟가락까지 손에 쥐어주려고 선의를 담아 다가서자 되려 마음 속 깊은 곳에서 반발 심리와 거부감이 발칵 일어나 숟가락을 냉큼 뿌리쳐버린다. 예상치 못했던 가비의 돌발적인 행동에 지켜보던 모두가 분위기가 싹 뒤바뀌고 얼어붙는다. 팔코는 경악했지만, 어떻게든지 상황을 무마하려고 "하하하.... 동생이 낯을 너무 많이 가려서 그래요."라고 해명했고 블라우스 씨도 리사가 애를 너무 놀라게 한 탓이라고 생각해 "리사, 미아가 놀랐잖아?"라고 핀잔을 주었고 리사는 "미안허다.. 친절을 베풀려고 그랬는디..."라고 사과한다. 팔코는 "아뇨! 동생이 사과할 일인데요, 뭐!"라고 대신해서 사과하고, 가비에게 너도 어서 먹으라고 보채듯 "와! 맛있다!!" 라고 소리까지 내며 열심히 수프를 떠먹기 시작한다. 편견에 아직도 얽매여 있는 가비는 미워하는 파라디 - 엘디아 인들이 호의를 베푸는 상황을 받아들이기 싫었다. 하지만 어제부터 아무 것도 먹지 못해 텅 빈 배를 채워야 할 겸 팔코가 하자는 대로 일단 상황과 타협하고 수프를 먹기에 이른다. 그리고 든든한 조력자가 되어 준 카야의 도움을 받으며 파라디 섬에서의 목장 생활에 차츰 적응해 나가면서 대걸레로 목장 바닥을 청소하는 역할을 하며 노동하게 된다. 그리고 블라우스 부부로부터 얻은 새로운 에이프런과 작업복까지 갈아 입고 비행선에 오른 후를 기점으로 생머리로 풀고 다녔던 장발을 꽁지머리로 묶는다. 목장에서 행적을 새로 꾸려나갔을 때의 가비의 주된 외견이다.
이 때부터 가비는 신분과 정체를 숨기기 위해 '미아(ミア/Mia)'라는 가명을 쓰게 되며, 목장에서 거주하는 동안에는 블라우스 부부와 카야, 다른 세 입양된 아이들로부터 '미아'로 불리게 된다. 미아는 팔코가 파라디 섬 사람들과의 소통에 강한 거부감을 보이는 가비를 대신해 자기 소개할 때 대충 생각해서 지어낸 이름이다. 근데 팔코가 "가출한 오누이"라는 설정에 설득력을 넣으려고 어떻게든 뼈를 붙이다 보니 자신은 낯을 심히 가리는 여동생 '미아'이고 팔코는 아직 철 없고 날뛰기 쉬운 여동생을 신중히 챙겨 주는 조숙한 오빠 '벤(ベン/Ben)'이 되었다. 무모한 행동을 곧잘 일삼는 미성숙하고 막 나가는 가비의 성격과 팔코가 사고 방식이 더 조숙하고 유연한 성격이 명확히 대비되면서 이러한 구도가 꽤 설득력 있을 만큼 더 눈에 띈다. 하지만 가비는 자기가 팔코보다 정신적, 육체적 연령도 아래인 연하의 동생으로 설정됐다는 사실이 불만스러웠다.
그래서 자신과 아무런 상의도 없이 독단으로 말도 안 되는 설정을 만든 팔코더러 "내가 왜 네 여동생 역할인 거야?  미아는 또 누군데? 네 숨겨진 여동생이냐?"라고 비꼬았다.. 팔코는 에렌보다 정신 연령이 높다는 생각으로 누나처럼 이끌어 주던 미카사처럼 내심 가비가 자기보다 정신적 연령이 낮다는 생각에 일부러 자신은 오빠이며, 가비를 여동생이라는 대외적인 신분으로 만들어 준 것이다. 물론, 진의가 무엇이든 간에 팔코는 "그건 중요하지도 않아.."라고 대답하지도 않았다.
가비는 그렇지 않아도 불만만 일으키는 파라디 섬 생활에 거부감을 느꼈다. 무엇보다 아직도 마레를 배신하고 파라디 섬으로 전향해 버린 지크에게 크나큰 배신감을 느끼고 있어 "그나저나, 넌 지크가 하나도 안 밉냐? 그 녀석은 마레를 배신했다고!"라고 따지며 불만을 토로한다. 팔코는 가비의 불만을 이해하면서도 어차피 파라디 섬은 레벨리오 전투 사건으로 세계의 공분을 산 만큼 마레는 반드시 보복 공격을 펼칠 것이며 그 때까지 병사들에게 눈에 띄지 않게 신변을 숨어 살면서 라이너 일행의 구조를 기다리는 것이 급선무라고 현 상황을 설명해 준다. 결국, 팔코의 말에 납득할 수밖에 없었던 가비는 타협책을 따르는 한 편 내가 왜 네 여동생 역할이냐고 또 다른 불만을 얘기하지만 팔코는 그건 중요하지 않다고 넘긴다. 그 때 카야가 목장 밖에서 점심 시간이라고 알려 주고 샌드위치를 가져오자 살짝 불만 깃든 얼굴을 짓지만 같이 샌드위치를 먹는다.
셋이서 평화롭게 점심을 즐기던 도중, 팔코는 목장에 유난히 젊은이들과 어린 아이들이 많이 일하고 있다는 걸 팔코가 눈여겨본다. 카야는 이에 대해 4년 전에 일어난 월 로제 습격 사건으로 가족과 고향을 잃고 맴도는 고아들을 히스토리아 왕의 방침에 따라 입양하거나 일자리를 주고 있다고 설명했다. 가비는 처음 들어보는 엘디아의 왕이란 놈이 백성에게 자비를 베푼다는 사실 자체를 받아들일 수 없었다. "왕이 지금 갈 곳 잃은 백성들에게 자선 행사를 베푼다."를 곧 마레의 가르침인 "파라디의 엘디아 인들은 전부 악마다."과 결부시켜 "왕 자신이 뭘 저질렀는지도 반성 안 하고 속죄할 생각 없이 위선자 행세를 하고 있다."고 받아들이고, 융통성 없게 카야에게
| “ | "그러면 안 되지! 니네들이 죄에서 도망치려고 애써 착한 척해 봤자 허튼 짓이고 소용 없어! 죄를 마주하고 있는 그대로 속죄하는 거야말로 최고의 영광이란 말야!" | ” |

라고 본인의 입장에선 소신 있게 한 마디 외친다. 팔코는 지쳤다는 듯 가비더러 이제 그만 하라고 당부하지만 가비 자신은 이건 역사적으로 부정할 수 없는 사실이라며 꼿꼿하게 받아친다. 카야는 되려 기분 나빠하거나 놀라는 반응 없이 침착한 태도로 "마레에서는 그렇게 가르치나 보네?"라고 이해하고 넘어간다.
카야가 자신들이 마레에서 왔다는 걸 처음부터 알고 있었다는 투로 담담히 얘기하자, 가비와 팔코는 크게 경악한다. 탈옥한 가비와 팔코가 강변에서 다투다가 "마레로 돌아갈 단서도 없잖아!"라고 외치는 걸 개들을 데리고 숲을 산책하던 카야가 엿들은 것이다. 주의를 안 살피다가 본의 아니게 자신들의 출신을 말해버린 팔코는 크게 당황하면서도 어쩔 수 없다는 듯 웃어넘기려 하나 이를 가만히 넘길 수 없었던 가비는 짚풀 사이에 끼어 있던 쇠스랑을 들더니 냉큼 카야를 공격해 찌르려 한다. 악마 치고는 너무 친절하다 싶더니 일부러 본색을 숨기고 착한 척 다가온 걸 못 알아봤다며 경계 의식을 갖추고는 카야를 찔러 죽이려 달려든다. 팔코가 가비를 필사적으로 말리면서 그만 두라고 외치며 정신 없는 충돌을 빚는다. 그 때 다른 두 남자애들이 늬들 쇠스랑 들고 뭐하고 있냐고 궁금해 하며 다가와 위기가 악화될 찰나, 카야가 타이밍 좋게 "미아가 오빠 벤을 빼앗길까 봐 질투 나서 날 괴롭히는 거야!"라고 소리질러서 마치 삼각 관계를 연출하는 것처럼 대답한 덕에 가까스로 상황 정리할 수 있었다. 남자애들은 늘 혼자였던 카야가 하루도 안 지나고 삼각 관계가 될 정도로 아이들과 친해졌다는 데 놀라면서도 납득하며 쇠스랑은 위험하니까 함부로 가지고 놀지 말라고 주의시키고는 자리를 뜬다. 이렇게까지 자기들을 지켜 주러 하는 카야의 행동에 의문을 품기 시작한 가비는 황당해서 어쩔 줄 몰라했고, 팔코는 왜 우리들을 도우려 하냐고 묻는다. 이에 카야는 "신고했다간 병단이 너희들을 잡아 끌고 가면 어쩌려고?"라고 답해 자신은 가비와 팔코의 아군이며 그들을 도와 주려는 마음이 진심임을 증명해 내었다.
가비는 카야의 부탁을 받고 어딘가로 이동한다. 그곳은 다름 아닌 한때 그가 살았던 고향이자 지금은 사람들이 모두 피난 가고 없는 한 폐허가 된 마을로, 그 안에 있는 카야의 집으로 오게 된다. 카야는 4년 전까지만 해도 자신은 다리에 신체 장애를 앓고 있는 홀어머니와 단둘이 살고 있었는데 5m짜리 거인이 마을을 습격해 마을 사람들이 모두 도망치고 자신과 어머니만 남겨졌다고 말한다. 아무도 자신과 어머니를 구출하려고 하지도 않았고 자신의 어머니는 5m짜리 거인에게 잡아먹혀 죽었다는 사실을 얘기해 주고는 "도대체 우리 엄마는 왜 돌아가신 거야? 우리가 무슨 죄를 지었길래 엄마는 돌아가신 거지?"라고 질문한다. 팔코는 난감한 듯 바로 즉답하지 못했지만 가비는 카야의 질문에 매우 흥분하며 '카야의 어머니가 돌아가신 그 이유'를 솔직하게 쏟아 붓는다.
| “ | 가비: 수천 년 동안!!!!! 너희들이 전 세계의 사람들을 학살했잖아! 그 중요한 진실도 잊어 버리고 있었던 거냐고!? 엘디아 인은 수천년 동안 거인의 힘으로 세계를 독재하고 유린해 왔어. 다른 민족의 문화를 탄압하고, 죄 없는 사람들을 끌어 잡아 억지로 원하지 않는 아이를 만들게 하고, 셀 수 없을 정도로 수 없이 많은 사람들을 죽이고, 생명을 짓밟았잖아! 이 벽의 악마들이 아무리 눈을 돌려도 세계는 우리들이 지은 죄를 잊지 않아! 그러니까 이렇게 된 거지! 악마 주제에 피해자 코스플레이 하지 마! 카야:100년 전이라니..... 그럼 최근에 태어나 살아 가고 있는 우리는 무슨 죄를 지었는데? 가비: (궁지에 몰려 마땅히 대답할 말을 찾지 못하자 어느 새 이마 위로 땀이 흘리기 시작했다.)최근에... 저 놈들은 우리 고향을 유린했... | ” |

어떤 관점에서는 사실일 수 있지만 백년 전에 조상들이 저지른 죄악으로 자신의 어머니가 죽었다는 비약적인 논리를 인정할 수 없었던 카야가 이해하다 못해 "우리 엄마는 아무도 죽이지 않았어!"라고 대뜸 소리치고 가비는 할 말을 잃고 점점 눌려지기만 한다. 대체 왜 내 어머니는 죽어야 했냐고 격한 눈물을 흘리며 추궁하지만 가비는 마레군의 기밀 정보인 월 로제 거인 출몰의 진실을 말하길 꺼려한다. 결국 가비와 카야 사이의 긴장과 갈등이 정점으로 치닫자 보다 못한 팔코가 좋은 타이밍에 월 로제 습격 사건의 배후를 차근차근 설명해 준다. 점점 첨예해지고 격해져가는 대화 상황을 풀고 확실한 진실을 알고자 하는 카야의 소원을 들어 주기 위함이었지만, 가비는 팔코의 의도와 별개로 "마레군의 기밀 정보를 적국의 민간인에게 말해 버리다니, 참 잘하는 짓이다!"라고 어이 없어 하였다.
팔코의 해명으로 어머니가 살해당한 진정한 이유를 알아낸 것만으로 그동안 쌓여진 의문이 해결되고 속이 후련해진 카야는 팔코에게 고마움을 표시한다. 팔코는 한 편, 카야가 거인의 손아귀에서 어떻게 벗어났는지가 궁금해 이번엔 자신이 질문하는데, 한 여성이 카야의 마당 밖에 있던 도끼로 거인의 목을 내리쳐 자신을 구해 주려 했다고 카야는 대답한다. 근데 도끼를 몇 번이나 내리치다가 반동으로 반대편으로 날아가버린 탓에 하는 수 없이 자신만 데리고 오고 거인을 상대로 다섯 개의 화살만으로 거인을 상대했다고 대답한다.
카야는 사샤에게 큰 감사와 은혜를 품고 있고, 이번엔 자신이 사샤의 길을 따라 가비와 팔코에게 도움을 베풀려는 것이다. 사샤가 아버지 블라우스의 '타인을 돕고 함께 살아가는 사상'의 영향을 받아 자신과 일절 상관도 없었던 카야를 거인의 공격에서 구해 주었듯이 사샤의 의협심에 감명 받은 카야는 언니처럼 되고 싶다는 꿈을 갖고 마레에서 온 타인들에게 도움의 손길을 내려 주려는 것. 그렇게 자신의 고민을 해결하고 이야기를 마친 카야는 둘에게 어떤 마레인이 운영하는 레스토랑으로 초대 받았다는 사실을 알려 주며 그 마레인이 너희가 고향으로 돌아갈 방법을 가르쳐 줄지도 모른다는 희망을 준다.
가비와 팔코는 적지에서 운 좋게도 든든한 은인을 맞이한 격이지만 아이러니하게도 아저씨 경비병들의 원수인 사샤의 은혜를 카야라는 은인을 통해 베풂 받게 되는 셈이다. 아래와 같은 사건이 일어나기 1개월이 지나기 전만 해도 가비와 팔코, 카야는 친밀한 우정을 쌓아 갔고, 서로가 얼마나 복잡한 은원 관계로 엮여 있는지도 모르고 있었다.

### 블라우스 가(家)와의 한 달 공존 생활, 그리고 니콜로의 레스토랑
존경하는 언니 사샤의 의지를 이어 적극적인 선의와 도움을 베풀려는 카야의 상냥함을 보고 가비는 본인도 모르는 사이 조금씩 마레의 편견과 증오로 쌓인 내면을 허물고 닫힌 마음을 열어가기 시작한다. 가비는 팔코와 함께 한달 여의 시간 동안 이들의 임시 보호자가 되어 준 블라우스 일가의 보호를 받으며 살게 된다. 그 와중에 전직 직업이 사냥꾼이었던 사샤의 아버지와 어머니한테서 기마술을 배워 배운 지 한 달 만에 말을 능수능란하게 몰 수 있게 된다. 카야뿐만 아니라 블라우스 일가가 입양한 세 명의 고아들과도 같은 지붕 아래서 한솥밥을 먹고 지내며 한적한 시골 목장에서 더부살이를 한 듯하며, 더 이상 블라우스 가를 악마로 보지 않고 허물 없이 말 주고 받을 정도로 조금씩 생각이 변해간다.
이윽고 레벨리오 전투로부터 한 달이 흐른 후, 흰색 블라우스와 검은색 잠바스커트로 한껏 멋들어지게 차려 입은 세련된 모습을 하고 블라우스 일가와 함께 마차를 타 병단만 참석할 수 있다는 니콜로의 레스토랑을 방문하게 된다. 카야가 해 준 말대로 '니콜로'라는 마레인 포로가 파라디 섬으로 귀순한 후 레스토랑의 셰프로 일하고 있다는 사실을 알고 기회가 생기면 일행과 따로 떨어져 그에게 도움을 청하는 게 목적이다. 섬에서 병단으로부터 안전하게 몸을 숨겨야 하는 현재로선 가장 안심하고 믿을 수 있는 사람이 가비와 팔코와 같은 고향 출신이자 전직 마레군 소속이었던 니콜로 외에는 아무도 없었다.
이 때 가비는 목장에서 처음 더부살이할 때처럼 머리를 포니테일처럼 묶은 상태였으며 블라우스 일가가 새로 입혀준 붉은색 멜빵원피스와 하얀색 블라우스 셔츠로 바꿔 입었다. 파라디 섬으로 와서부터 주변을 경계하는 태도를 풀지 않고 시선을 두리번거리는데 다른 아이들은 이 모습을 보고 가비가 유난히 긴장하고 있다고 재미 있어 하는 가벼운 마음으로 놀리자 가비는 흥분해 하며 못마땅해 한다. 한 편, 가비는 보호자들인 레스토랑의 로비 안에서 사샤의 부모를 반갑게 마중 나오러 온 니콜로를 처음 만나자마자 "저 사람이 바로 네가 이전에 말한 마레군 포로야?"라고 카야에게 묻는다. 카야는 이곳 레스토랑은 병단만 쓸 수 있으니 걱정하지 말고 마음껏 행동하라고 안심시켜 주고, 팔코는 어쨌든 믿을 수 있는 마레인을 찾아서 다행이라고 안심한다. 그리고 셋이서 니콜로의 응접실로 들어가 그가 차려 놓은 고급지고 먹음직스러운 진수성찬을 한 입 먹자마자 굉장히 맛있어 해 입에 닿는 대로 음식을 먹어 치운다. 그런데 도중에 도움을 구해야 하는 대상인 니콜로가 레스토랑을 수사하러 온 조사병단의 의심을 간신히 피해 와인병을 들고 지하실 복도로 도주하는 모습을 문틈으로 지켜보고, 기회를 얻기 위해 셋이서 짠 작전 대로 팔코가 배탈에 걸려 화장실이 급한 것처럼 연기해 자신이 따라가면 오빠를 도울 수 있을지도 모른다고 속여내서 현장에서 교묘히 빠져나가는데 성공한다. 니콜로가 있는 지하의 와인 창고에 도달한 가비와 팔코는 니콜로에게 자신들이 마레에서 온 명예 마레인 전사 후보생임을 밝힌다. 마레의 어린 아이들, 그것도 전사 후보생들이 파라디에 와 있다는 사실에 놀라는 니콜로에게 레벨리오 전투로부터 한 달의 시간이 지났지만 복수의 때는 머지 않았다고 안심시킨 뒤 상황을 파악 못하며 혼란스러워 하는 그에게 자신들의 상황을 납득시키기 위해 우연히 비행선을 타고 파라디 섬까지 온 경위를 설명한다.
니콜로는 '비행선'이라는 말을 듣자마자 안색이 새파랗게 어두워진다. 사샤가 군사 훈련 받은 여자아이한테 총 맞아 죽었다는 정보를 들은 바가 있었기에 가비가 사샤를 죽인 살인자라는 것에 심증을 굳히며, 어두운 표정으로 혹시 비행선에서 한 여자 병사를 죽였냐고 묻는다. 가비는 사샤에게 푹 빠져 있었던 니콜로를 너무 믿은 나머지 의도도 모르고 질문에 그대로 "아, 네 제가 죽였어요!"라고 힘껏 대답한다. 가비가 사샤를 살해한 마레의 전사 후보생임을 알고 격노한 니콜로는 그만 이성을 잃고 와인병을 휘두르자 팔코는 얼른 가비를 밀쳐 대신 맞아 기절하고 척수액까지 들이마시게 된다. 고향에 돌아가고 조사병단에 복수하기 위해 도움을 청하려다가 갑자기 폭행당한 가비는 당연히 어이 없어 했고 영문도 모른 채 니콜로한테 코피 날 정도로 주먹을 얻어맞고 식실로 도로 내쳐지는 억울한 꼴을 당한다. 그리고 니콜로에 의해 블라우스 부부에게 정체가 발각되고, 식칼로 살해당할 위기에 처한다. 때마침, 아르민이 문틈 사이로 사건을 목격하고 104기 조사병단이 난입하면서 가비는 한달 만에 고향을 침공한 원수들과 재회하고, 104기 조사병단도 사샤를 죽인 마레의 후보생 아이들과 같은 장소에서 재회한다.
위기에 놓인 순간 속에서도 살인미수를 막으려는 조사병단을 견제하려고 팔코를 인질로 삼는 니콜로에게 자신의 친구만큼은 절대 안 된다고 손을 뻗는다. 니콜로가 이 녀석이 네 소중한 사람인 것처럼 나한테도 내가 만든 요리를 맛있게 먹은 사샤 블라우스라는 사람이 있었다고 외치자, 가비는 마레의 병사로서의 본분을 잊고 적병에게 반해버린 니콜로에게 크게 분개하며 자신도 사샤 블라우스에게 내 소중한 사람들을 잃었기에 똑같이 되갚아주었을 뿐이며 먼저 공격한 것은 파라디와 사샤 쪽이라고 반박하고 악마에게 현혹당하지 말고 마레의 병사로서 눈을 뜨라고 당당히 일갈한다. 하지만 인과 관계가 무엇이든 간에 사랑하는 사람의 원수를 갚는 것에 눈이 멀어버린 니콜로는 가비의 해명을 싹 무시하고 그의 입장을 들으려고 하지 않고 개인적인 분노를 풀기 위해 복수하려는 이기적인 태도를 보인다. 결국 첨화되어 가는 둘의 갈등에 깨달음을 얻은 사샤의 아버지는 복수를 그만 두고, "사샤는 본래 사냥꾼이었고 어릴 때 고향 숲에서 동물을 사냥했고, 커서는 더 넓은 곳으로 보냈지만 적국에서 사람을 죽여 한 아이의 원한과 증오를 되돌려맞고 죽었다."는 결론을 내리며 다 함께 숲을 나가야 한다며 복수가 아닌 사랑을 택한다. 니콜로도 자신의 실수를 인정한 듯 팔코를 풀어주고 가비는 미카사의 진찰을 받는다. 원수들이 자신을 걱정하는 모습에 당황한 가비는 당연히 너흰 내가 안 밉냐고 묻자, 카야가 울부짖으며 나이프를 들고 공격하다가 미카사에게 저지된다. 난 널 친구라고 생각했었다며 슬픔과 분노, 배신감으로 울부짖는 카야와 그를 이해하고 포옹하는 부부와 세 아이들의 모습에 가비는 혼란을 느끼면서도 동정하는 눈빛으로 이들을 바라본다. 결국 카야가 진정할 때까지 아르민과 미카사의 보호를 받으며 헌병단 전용실로 격리된다.

### 시간시나 구, 진실을 깨닫다.
《 116화: 천지 (天地) 》에서는 유일무이한 지원군이자 동료 선배인 피크의 등장으로 겨우 무거웠던 마음이 안도되었는지 마비된 몸이 풀리고 그의 신호에 맞춰 얼른 피크에게 죽은 예거파 병사의 라이플을 장전하고 에렌에게 겨눈다. 하지만 에렌은 마레의 두 전사와 전사 후보생의 위협 사격을 받아도 되려 두 사람을 경고한다. 어차피 자기는 마레군이 가장 탐을 내는 시조의 거인 소유주니까 절대로 날 쏴 죽일 수 없으며 그랬다간 묵숨은 물론이고 수용구의 가족들까지 숙청당한다고 에렌이 가비와 피크를 동시에 도발하자 피크에게 어쩌냐고 물어보는 등 굉장히 동요하고 고뇌하는 모습을 보인다. 근데 피크가 갑자기 에렌에게 항복하지를 않나, 아예 예거파의 동료가 되고 싶다고 마레를 향한 배신을 선언하자 지크의 배신을 알아냈을 때처럼 크게 충격 받는다. "피크 씨도 지크 씨와 다를 게 없는 배신자였구나!"며 그를 향해 소총을 겨누지만, 피크는 침착한 목소리로 가비에게 "넌 우리가 무엇이라고 생각하지."라고 묻는다. 이에 가비는 떨지만 그래도 큰 목소리로 "우린 명예 마레인이야!"라고 대답한다. 피크는 괴로워하는 가비에게 "아니, 틀렸어. 우린 위미르의 백성이야!"라고 일축하며, 자신에게 겨누어진 소총을 한 손으로 잡아챈다. "어차피 우리들은 아무리 선량한 엘디아인이라고 주장한다 한들 결국에는 거인으로 변할 수밖에 없는 위미르의 백성이다. 자유는 스스로의 힘으로 쟁취해야 하는 것."이라고 따끔하게 일침한다.
1). 섬의 유일한 희망인 줄 알았던 니콜로에게 되려 복수심으로 살인 미수당할 뻔한 사건.
2). 본인의 입장에선 친하게 지낸 마레병 아저씨들을 죽인 사샤에게 정당하게 복수했을 뿐인데 억울하게도 적병을 죽였다는 이유로 식칼로 살해당할 뻔하다가 악마라고 생각했던 미카사와 아르민을 비롯한 조사병단, 블라우스 부부에게 이해와 보호를 받은 것.
3). 섬에 지내는 동안 한 달 신세를 진 은인들인 블라우스 부부와 카야가 사실 자신의 소중한 아저씨들을 죽인 적병 사샤 블라우스의 가족들이고 자신은 철천지원수의 가족들에게 신세를 지고 있었다는 것.
4). 멀리서는 고향을 짓밟은 원수이고 가까이선 미카사와 아르민을 무섭게 폭행했던 에렌이 눈 앞 가까이에 있다는 것.
5). 지크에 이어 피크까지 마레를 배신했다는 것.
6). 동경하던 갑주를 이어 받아 전사 후보생이 된다 한들 이미 슬라바 전투를 계기로 거인의 힘이 가까운 미래에 뒤쳐져 도태될 것이고 레벨리오의 엘디아 인들도 필요가 사라져 몰살당할 테고, 결국에는 자신은 물론이고 레벨리오의 어느 누구도 자유롭게 수 없다는 자명한 사실.
이 같이 일반인이라면 절대 견딜 수 없는 충격적이고 생각한 것과 모순적인 일들을 연달아 겪으며 휘청이던 가비는 그 혼란 속에서도  "난 아직 마레에게 선택 받은 전사 후보생이며 선량한 명예 마레인이 되어야 한다."는 마지막 버팀목이자 보루에 간신히 매달리다가, 유일한 구원투수였던 피크의 전향과 위 같은 일침으로 보루마저 의미를 잃어 버리고 이제 진정한 아군이라고는 팔코 한 사람밖에 없는 사면초가에 놓여 아무 것도 할 수 없게 된다. 반대로 생각하면 가비가 마레의 속박에서 완전히 벗어나 자주적인 사고를 하고 깨달음을 얻으며 성장하는 결정적인 기회로도 작용하였다.
이후 시조의 거인의 힘을 빌려 레벨리오의 엘디아 인들도 해방시키는 조건으로 마레군이 있는 위치를 옥상에서 알려주는 것을 제시한 피크와 에렌이 거래를 맺는 걸 가만히 땀 흘리며 지켜 보기만 하다가, 처음부터 피크를 불신한 에렌의 조치에 따라 '피크의 거인화를 막기 위한 인질'로써 그와 손목에 같은 수갑이 채워져 병단 옥상으로 끌려간다. 각자가 아니라 나란히 수갑이 채워진 이유는 피크의 "레벨리오의 동지들을 해방하기 위해 너의 동료가 되고 싶다. 그 증거로 옥상에서 동료들이 있는 위치를 가르쳐 주겠다"는 발언이 듣고도 이미 섬 바깥의 존재를 적대와 불신으로 일관했던 에렌이 그가 만일에 배신하고 거인화할 가능성을 차단하기 위해서이다. 피크가 가비에 대한 동료애가 있다는 걸 전제에 두고 피크가 거인화하면 그 섬광에 휩싸여 가비는 죽을 터이니 일부러 둘을 같은 수갑으로 구속한 다음 무장 상태인 예거파 병사들까지 대동시켜서 최대한의 압박감이 느껴질 수밖에 없는 사면초가급 상황을 만들어 피크를 심리적으로 압박하려는 것이다. 중간에 피크가 거인화해도 가비가 죽고, 그럼 무장한 예거파 병력이 피크를 잡으면 그만이니 둘 중 한 선택지를 골라도 개인적인 사샤의 복수, 짐수레 거인 포획 두 마리 토끼를 포획하는 것이다. 그런데도 피크는 이성을 유지한 채 에렌이 취하는 구속 조치란 조치는 다 받아 두며 '세계를 선전포고했으면서 왜 지금껏 시조의 힘을 쓰지 않는지.', '지크와 에렌의 관계'에 대한 주제로 대화하려고 한다. 에렌도 만만치 않아서 피크가 허를 찌르는 추궁을 걸어와도 침묵 혹은 '모른다.'고만 일축한다.
피크와 나란히 옥상으로 올라가는 동안 섬 안에서 믿을 수 있는 유일한 친구인 팔코가 걱정되어 보기만 하면 온 몸이 마비될 정도로 무서워하는 에렌에게 팔코는 어디 있냐고 용기 내어 물어본다. 팔코를 이용하고 끌어들인 일만큼은 나름 죄책감을 느끼던 그에게서 직접 지크의 척수액을 마셨다는 걸 전해 듣는다. 니콜로의 와인병에 부딪힌 일을 그제야 떠올려 또 자기 때문에 팔코가 위기에 처했다고 죄책감의 눈물을 흘린다. 결국 옥상에 다다라 에렌에게 적이 어디 있냐는 추궁과 옐레나를 위시로 한 예거파가 사방에서 사격 준비를 하는 사면초가에 피크를 옆에 둔 채 죽음을 앞두고 체념하며 힘 없이 울고만 있다가 절망이 희망으로 바뀌게 된다.
자신을 향해 희망의 미소를 피우는 피크를 보고 가비는 당황할 수밖에 없었다.  에렌이 "적은 어디 있지?"라고 추궁하자, 피크는 곧바로 에렌을 가리키며 "거기야!"라고 외치고 가비를 데리고 피하자마자 그 순간, 턱 거인으로 변한 포르코 갤리어드가 옥상 바닥을 뚫고 에렌을 습격한다. 바닥을 깨물어 부숴 습격하는 포르코로부터 간신히 피한 에렌은 결국 다리를 잘려 거인화하면서 주변에 엄청난 열폭풍이 불어오자 포르코는 피크와 포르코를 지키기 위해 얼른 손으로 이들을 방어한다.
배신에 이은 배신에 이은 또 다른 반전에 가비는 어이 없어 했고, 당황하는 얼굴로 피크에게 마레를 배신한 게 아니었냐고 물어본다. 이에 피크는 가비에게 내가 소중한 동료를 쉽게 적들에게 팔아넘길 것 같냐고 반문하고는 피어오르는 거인화 연기를 보고 상공에 도착한 비행선 다섯 대를 가리킨다.
사실 피크는 처음부터 끝까지 에렌의 동료가 될 생각 따윈 없었으며, 이미 시간시나 구 상공에 도착해 신호를 기다리던 마레군이 에렌을 알아볼 수 있는 곳인 옥상으로 데려가서 턱 거인으로 변신한 포르코가 에렌을 덮쳐 죽이거나 실패해도 거인화하여 적군에게 위치를 노출시키는 작전을 실행한 것이다. 피크는 적이 어디 있냐는 에렌의 추궁에 "진짜 적은 에렌 예거, 바로 너다.", 그리고 "진짜 적(예거파 조사병으로 위장한 포르코 갤리어드)은 바로 네 밑에 있고 널 덮칠 것이다."라고 한 치의 거짓말 없이 사실만을 답해 주었을 뿐. 에렌과 예거파는 처음부터 끝까지 강경한 적대와 불신으로 피크를 몰아세웠으나, 오히려 이것은 피크가 계획한 더 큰 반전을 위한 빌드업이었으며 똑같이 이들을 처음부터 끝까지 강경한 적대를 거두지 않은 피크가 인내심을 발휘한 노력이 결실을 맺었고, 이들을 몰아세운 데에 성공한다.
상황이 역전되고 아군들이 도착하면서 여유가 생긴 피크는 그제서야 가비에게 본심을 털어놓으며 엘디아 해방의 희망을 되새긴다. 자신은 마레 정부는 불신하지만 누구보다 엘디아의 해방을 위해 싸우고 싶다는 순수한 진의를 드러낸다. 이 말을 듣고 가비는 피크와 함께 희망으로 가득 찬 환한 미소로 기뻐하며 하강하는 마레군을 맞이한다.

### 제2차 시간시나 구 전투
《 117화: 단죄 (断罪) 》에서 에렌이 포르코의 기습 공격을 맞고도 거인화해서 살아남자 가비는 날아오는 중기관총탑을 보느라 정신이 팔린 피크를 얼른 빠져나와야 한다고 재촉한다. 그제야 자기가 할 일을 자각한 피크는 얼른 포르코에게 손목을 절단하게 해서 --거대한 비명과 함께-- 거인화, 가비는 차력 거인의 입에 물려져 진격의 거인의 공격 범위에서 탈출한다. 그리고 주변의 민가
《 118화: 뒤통수 치기 (騙し討ち) 》에서 콜트가 시간시나 구 병단 지부에 갇혀 있는 동생 팔코를 구출하기 위해 잠입하려 하자 "난 최고의 전사 후보생인데도 아무것도 못하고 팔코에게 도움 받기만 했다. 팔코를 위험에 끌어들인 책임도 져야 한다."며 기꺼이 구출에 동행한다. 근데 예거파와 병단의 일시 연합 덕분에 팔코는 나일 도크 헌병단장의 도움으로 무사히 콜트와 가비가 있는 시간시나 구의 길거리까지 도착해 있었다. 하지만 나일을 적대하고 경계하는 콜트가 결국 전투를 각오하고 저격총을 정비하자 본인은 무엇이 이상하다는 걸 직감했는지 굳이 잠깐만 기다리라고 콜트를 만류하고 나일을 믿어보려는 시도를 한다.
결과적으로 나일이 헌병들의 의심을 뒤로 한 채 팔코를 무사히 형과 친구가 기다리는 곳으로 데려갈 수 있도록 시간을 벌어주었다. 이건 굉장히 중요하고 의미심장한 장면으로, 가비가 파라디 섬의 사람들을 향한 기존의 굳어진 증오와 편견에서 완전히 벗어났으며 무조건 적대하거나 죽이려 들지 않고 적대하는 자들이라도 융통성 있게 상황에 따라 신뢰하고 시간을 벌어줄 정도로 크게 성장했음을 보여 준다.
그렇게 잠시의 짧은 시간 동안 헤어졌었던 팔코와 재회하는 데 성공하고 니콜로가 사샤네 가족들을 데리고 피난길에 오르는 소리를 듣자마자 얼른 주변의 한 빈집으로 숨어들어가 피신한다. 몸을 지키는 와중에 사샤의 아버지와 사샤의 어머니 리사가 아직까지도 자신과 팔코가 과연 무사할지 진심으로 깊게 걱정하고 있음을 깨닫고 크게 감명을 받는다. 하지만 카야는 여전히 자신을 죽이고 싶다는 말을 듣고 크나큰 상처와 고통을 받은 가비는 눈물을 쓸어내리며 오열한다. 그리고 이 섬 안에는 악마 같은 건 없었고 모두 똑같은 사람들뿐이었다는 걸 깨닫고 자신은 그들의 진정한 본모습을 직접 보려고도 하지 않은 채 비행선에 올라탄 순간부터 지금까지 계속 어리석은 과오만 반복해 왔음을 고백하고 팔코에게 끌어들여서 미안하다고 사과함으로써 개심을 이룬다. 이에 팔코는 오히려 슬퍼하는 가비를 따뜻하게 위로하며 자기가 병원에 잠입해 있던 에렌의 편지를 전달했기 때문에 이런 참극이 일어났다고 스스로를 탓하며 가비에게 널 좋아한다고 정식으로 프러포즈한다. 팔코가 말하기를, 자신은 어려서부터 가비와 결혼하고 싶었으며 가비가 전사가 되어 요절하는 걸 막고 싶어 전사에 지원했다고 고백한다. 그제서야 팔코의 사랑과 우정을 깨달은 가비는 하지만 이미 지크의 척수액을 마셔버렸으니 자기는 얼마 못 살 것 같다며 체념하는 팔코의 검은색 완장을 떼어버리고 어서 가자고 거의 포기하고 있었던 그를 일으켜세워 희망을 다진다. 그리고 지크가 포효를 써서 사방팔방에 가득한 척수액 복용자들을 거인화시키기 전에 그를 설득하러 두 형제와 함께 전장으로 나아간다. 맨 마지막 장면에 홍조로 얼굴을 붉히며 팔코와 서로를 바라본다.
《 119화: 형과 동생(兄と弟) 》에서 지크가 포효를 쓰는 걸 막기 위해 달려나가는 팔코와 콜트를 쫓아 말 한 마리를 능숙하게 몰아 지크가 있는 시간시나 구 월 마리아 후문까지 찾아온다. 도착할 즈음 지크는 차력 거인의 연이은 포격 공세로 당장에라도 절망적으로 몰린 수세를 역전시키기 위해 포효를 지르려던 참이었다. 가비는 말을 몰아 팔코와 콜트와의 거리를 최대한 좁히면서도 얼른 타라고 팔코에게 다급하게 외치지만, 팔코는 가비가 거인화에 휩쓸릴까 봐 오지 말라고 만류한다. 동생이라도 꼭 지키고 싶었던 콜트는 지크가 언제 콜트는 이곳에 있는 엘디아인이든 마레인이든 전부 살해해도 상관 없지만 죄 없는 아이들인 가비와 팔코가 말을 타고 시간시나 구에서 멀리 사라질 때까지 제발 포효를 멈춰달라고 필사적으로 애원하지만, 길고 긴 고뇌와 망설임 끝에 지크는 결국 콜트의 최후의 애원까지 거부하고 포효를 발동한다. 결국 콜트는 마지막 순간까지 동생을 안아가며 거인화하는 화염 속에 사라지는 팔코와 함께 한다. 가비는 슬픈 표정으로 이별을 고하는 팔코에게 절규하다시피하며 손을 뻗어 보다가 자신도 주변으로 몰아치는 폭풍에 휘말려 꽁지머리가 풀려지고 다시 에렌처럼 풀린 머리가 된다. 모든 것이 사라지고 콜트가 화염을 맨몸으로 받다 죽은 자리에는 대 거인용 저격총 한 정만 남아 있었고 가비는 무지성 거인이 된 팔코를 보고 큰 비탄에 빠진다.
그렇게 지크의 명령을 받은 팔코가 사촌 형제인 라이너를 몰라 보고 잡아먹으려고 달려드는 걸 눈물 다 흘리며 무력하게만 지켜보던 끝에 이번엔 빈사 상태에 빠진 포르코 갤리어드가 찾아와 스스로 팔코에게 먹혀 죽는 것까지 보게 된다. 하물며 에렌과 지크는 주변의 방해꾼들을 모두 처리하고 서로에게 코앞까지 닿은 상황. 지크와 에렌 형제를 시작으로 자신의 소중한 사람들이 죽어가는 비극을 처량하게 지켜만 봐야 했던 가비는 결심을 굳히고 이 모든 비극의 원흉이 된 에렌의 머리에 저격총을 정확히 쏴 머리와 육체를 두동강내 버린다.

### 땅 고르기의 시작 ~ 반 예거파 마레 - 엘디아 동맹 결성
126화에서 팔코에게 소리치면서 팔코가 턱거인을 물려받았음을 알리고 뒤늦게 도착한 아르민덕에 먹히지 않게됨과 동시에 뒤늦게 형의 죽음을 알게되어 슬퍼하는 팔코를 달랜다. 이후 코니와 아르민을 따라 식사를 하는도중에 애니를 만나면서 놀라는 반응을 보인다. 이때 코니가 애니를 놀리는 분위기 깨는 짓때문에 가비도 당황하는 모습이 압권이다. 이후 아르민을 따라 가고 라이너를 만난다. 의식을 잃고 쓰러진 라이너에게 담요와 사과, 빵을 남기고 가고, 떠날 채비를 갖출 때 "내가 반드시 모두를 데려올게."라고 말한 약속을, 과거 라이너와 동료였던 104기 조사병단 동료들을 데려옴으로써 약속을 지킨 것이다.
127화에서 마레와 파라디섬 양측 인물들이 모여 식사를 하게 되는데, 이 과정에서 마르코 보트의 죽음의 진실이 밝혀져 빡 돌아간 장이 라이너를 구타하는 것을 막다가 그만 옆구리를 강하게 차이고 만다. 가비의 입장에선 억울하게 맞았음에도 불구하고 장에게 자신들은 모두 파라디섬의 사람들이 세상에서 사라져 버리길 바래 왔고, 그 결과 부모님과 가족들, 다른 모두가 살고 있는 고향 레벨리오 수용구가 사라질 운명에 처해 있으며 누구보다 먼저 잘못을 인정하고 용서를 구하는 동시에 무릎을 꿇고 부탁한다. 모두 서로가 서로의 진영에 저지른 악행과 죄로 인해 갈등의 골이 깊어질 대로 깊어져 있어 완전히 신뢰하지 못하고 암암리에 거리를 두는 동맹의 모임에서 양쪽 진영을 통틀어 유일하게 무릎을 꿇고 반성하고 사과하면서도 적극적으로 동맹을 화해시키려는 모습을 보인다. 가비가 홀로 고통을 짊어진 모습을 그저 방관할 수 없었던 팔코는 본인도 나서서 조사병단을 향해 "부탁드립니다! 여러분 부디 저희에게 힘을 빌려주세요!"라고 도움을 요청한다. 이러한 가비의 성숙한 모습을 보고 파라디 섬을 여전히 불신하던 마가트 대장은 할 말을 잃으며 가비를 세뇌시킨 과거의 자신을 조금씩 반성하고, 장 역시 분노와 복수심에 휩싸여 라이너를 구타하다가 그만 죄 없는 어린 아이를 때린 자신에게 큰 충격을 받고 혼자서 숲으로 달려가 슬픔을 삼킨다.
다음 날 아침 어느 정도 진정한 장이 그에게 차서 미안하다고 용서를 빈다. 가비도 장을 용서하면서 화해를 맺는다. 가비의 노력을 계기로 마가트는 변함 없이 악마 취급하던 파라디와의 동맹을 거부하지 않고 조금씩 받아들이고, 장도 죽는 순간까지 라이너 일행과의 대화와 화해를 원했던 마르코의 의지를 헛되게 하지 않고자 동맹에 집중하게 된다. 과거의 증오와 원한의 골로 긴장 관계에 놓인 마레와 파라디 섬 동맹을 화해시키기 위해 가장 먼저 잘못을 인정하고 사과한 것은 현명한 선택이었고 그 빛을 발하게 되었다. 항구에 도착하지만 항구는 이미 연합의 존재를 파악하고 기관차를 타고 빠르게 도착한 예거파에 의해 장악당한 상태였다.

### vs 예거파 시간시나 항구 전투 ~ 오디하로의 출항
마레와 파라디 연합이 예거파로부터 속임수 작전으로 비행선과 시설을 탈취하려는 동안 비전투원들인 차력 거인, 옐레나, 오니안코폰, 리바이, 팔코와 함께 후방에서 대기한다. 그러나 유혈충돌 없이 에렌이 있는 곳으로 접근하기 위한 아즈마비토 가문의 수륙장정비행기와 기술자들을 탈취하려고 했던 아르민의 작전이 플록의 떠보기로 실패하고 두 진영들 간의 혈투가 벌어지는 걸 멀리서 지켜보게 된다. 거기에 더해 비행정 보수 작업이 최소 12시간이 걸리는 엄청난 부담 요소와 계속해서 몰려드는 예거파 지원군들 때문에 작전이 항구에서의 비행정 정비에서 마레의 남쪽 해양 도시 오디하에서 수리하는 것으로 바뀌었다는 사실을 장 키르슈타인에게 전달 받고 일행과 함께 피크를 타고 항구 가까이까지 간다. 피크의 도움으로 항구에 도착한 뒤에는 후방의 나룻배로 기습하려던 예거파 병사들을 총으로 저격하는 역할을 맡아 일행이 타고 갈 수송선을 지킨다. 그리고 연합의 작전이 변경했음을 알고 수송선을 뇌창으로 침몰시키려고 공중에 날아드는 플록을 한 번에 저격해 뇌창을 빗나가게 하고 바다 아래로 추락시키는 활약을 세운다. 이전에 비행선에 침입하자마자 사샤를 쏜 후 플록과 예거파 병사들에게 얼굴을 심하게 구타당했는데, 그 때의 일에 대한 복수를 한 셈이다.
팔코가 전투에 참전해 처음으로 턱 거인화를 시도하다 폭주를 일으키자 놀라지만 피크와 마가트의 저지로 무사히 데려오고 마가트를 제외한 일행과 함께 수송선에 탑승해 바닥에 눕힌다. 그리고 마가트만 수송선에 없음을 알고 피크에게 "대장님은 어디 계셔?"라고 묻자 "원수님이야."라고 정정받는다. 하지만 얼마 안 가 마가트가 연합의 출항을 돕기 위해 항구에 남았다는 사실을 알고 곧장 갑판 위로 올라간다. 출항 연합이 남은 추적자들을 따돌리고 출항할 수 있도록 따라가지 않고 섬에 남기로 한 마가트가 연합을 도우러 온 키스 샤디스와 함께 마레의 노획한 순양선을 자폭하여 최후를 맞자 똑같이 슬퍼하는 피크에게 껴안기며 눈물을 흘리고 슬퍼한다. 일행은 이렇게 목숨을 건 혈투와 희생을 치른 끝에 고향 마레의 남쪽 도시 오디하로 향한다.

### 결말
하늘과 땅의 전투로부터 3년 후 열다섯 살로 성장한 모습으로 등장한다. 연합국에 가서도 평화롭게 잘 살고 있으며 팔코와는 결국 연인이 되어 정식으로 교제 중인 것으로 보인다. 둘이서 왼쪽 눈을 잃고 반신불수가 된 리바이를 보살피고 있으며 천지전 때 새 거인 팔코의 등을 타며 리바이가 가비가 아르민을 구할 수 있도록 몸을 바짝 엎드려 가비를 지탱해주면서 조금의 인연과 접점을 맺었는데, 3년 동안 함께 연합국 국민으로서 살면서 두터운 교류와 친분을 쌓은 모양이다. 진격의 거인에서 마지막까지 살아남아 훈훈하게 맺어진 몇 안 되는 커플인 셈. 하늘을 나는 비행정을 신기한 듯 바라보며 누구보다 행복한 미소를 지었다. 해맑게 웃으며 모자와 원피스를 쓰고 장발 헤어를 기른 모습이 마치 프리다 레이스를 닮았다. 전투 때 저격총으로 플록을 쏴서 비행선과 순양선을 지켜내고, 또 오카피 거인에게 총을 쏴서 아르민을 구해 초대형 폭발로 에렌을 무찌를 수 있게 한 공적을 세웠기에 인류 역사에 길이 남을 불멸의 영웅으로서 이름을 떨치면서 살았을 것으로 보인다. 어려서부터 본인이 그토록 이루고 싶어했던 영웅의 꿈을 보다 넓고 새로운 세상을 바라보는 바람직한 성장의 방향으로 이루게 되면서 서사에 종착점을 찍은 셈이다.

## 에렌 예거와의 비교 및 대조

### 공통점
에렌 예거하고는 서로를 굉장히 닮았으며 공통점이 매우 많다. 과거 행적, 성격, 사상, 외형 등 다양한 측면을 공유한다. 이사야마 하지메가 후일 블로그에서 설명한 대로

### 차이점
에렌과 수없이 비교ㆍ대조를 이루는 캐릭터답게 인간관계도 대조점을 보인다. 둘의 행동 원리와 부모의 사상, 태어난 고향의 환경에서 좌표가 갈라지는 셈. 최종적인 진로와 목적에서 정반대의 길로 갈라지고 다른 면들에서 갈라지는 부분들도 드러남에 따라 차이점이 더 두드러진다.
- 태어난 고향 및 성장 환경

마레 제국의 레벨리오 수용구: 가비의 고향이자 마레 제국의 식민지인으로 살아가는 유미르의 백성이 살아가는 수용구는 마레군의 세뇌와 보안, 경비, 감시가 매우 삼엄하다. 조금이라도 반역하는 엘디아인들을 파라디 섬으로 추방해 그 나라 동포를 잡아먹는 식인 거인으로 만들어 버리고, 외출할 때 국가에서 지급하는 완장을 끼고 나가지 않으면 남여노소 가리지 않고 낙원행 선고를 한다. 심지어 겉으로는 충성을 맹세한 거인 전사들에게조차 비밀리에 사상 검증 테스트를 시킬 정도로 마레군의 의심과 불신이 심하다. 이렇게 백년의 기나긴 시간 동안 반복된 삼엄하고 강도 높은 감시와 숨 막히는 세뇌 교육으로 인해 엘디아 인들 중 어른들과 노인들도 마레에게 지배당하는 자신들의 현실을 당연시할 정도로 세뇌에 걸려 있고, 가비는 자유로운 가치관을 확립할 기회도 못 누려 보고, 부모의 강도 높은 세뇌 교육까지 끼얹져 파라디 섬에 모험하기 전까지는 마레의 사상을 옳다고 믿었었다.
파라디 방벽의 최남단 미끼 구역 시간시나 구: 에렌의 고향인 월 마리아의 가장 최남쪽에 있는 시간시나 구는 주로 남쪽에서 몰려오는 거인들을 끌어들이기 위해 세워둔 남쪽 외곽의 미끼 도시이고, 가장 안쪽에 있는 월 시나에 집중되어 있는 프리츠 왕가와 헌병단의 삼엄한 경비와 감시에서 가장 자유롭다. 월 시나, 월 로제와는 상대적으로 자유로운 최외곽 도시에서 태어나 자랐고, 카를라와 엘디아 복권파 행동대장이었던 그리샤의 자유로운 교육관 속에서 자유롭게 자라났기 때문에 본인은 일찍부터 막연하게나마 자유를 추구할 수 있었다.
- 각자의 행동 기반 및 원리

둘 다 어떤 방식으로든 크게는 각자 민족, 나라의 자유를 좇지만, 근본적인 행동 원리는 다르다. 에렌은 철저히 본인과 파라디 섬의 자유에 의거하며 행동하지만, 가비는 영웅이 되고 싶은 사랑과 인정을 향한 갈망과 모든 세계를 구원한다는 이타적이고 영웅적인 대의를 기반으로 행동한다.
- 최종적인 목적

가비는 파라디를 비롯한 모든 유미르의 백성의 자유, 전 세계를 구하는 것을 추구하게 된다.
에렌은 세계를 제외한 파라디 섬의 자유와 전 세계를 짓밟는 것을 추구하게 된다. 한쪽의 희생을 강요하는 자유를 추구하는 에렌과 다르게 아군과 적군을 떠나 가능하다면 누구를 더 이상 해치지 않고 모두를 살릴 수 있는 길을 추구하게 된다. 첫 등장 당시엔 진영만 다를 뿐 성격에서 누구보다 가장 똑같았지만 후반으로 치달을수록 정 반대의 길에 귀결하게 된다. 후반부에 달할수록 극명한 차이를 보이는 두 사람이기에 인간 관계에서도 더욱 뚜렷한 대비를 보이게 되는 부분.
- 조사병단과의 인간관계

'친구들과 동포들을 마구 죽이고 고향을 침공한 악마들'인 조사병단을 적대했던 가비는 성장을 이루고 이젠 누군가에게 복수하지 않고 곁에 있는 소중한 사람들, 나아가 전 세계를 구하기 위해 처음엔 적이었던 조사병단에게 먼저 나가서 조심스레 교류하고 끝내 우호 관계로 나아갔다.
조사병단의 일각이었던 에렌은 '땅 고르기'를 밀고 나가는 과정에서 사샤에게 간접적인 죽음으로 몰아넣고, 세계 멸망에 반대하는 한지 조에와 리바이 아커만, 형제나 마찬가지였던 조사병단의 네 동료들과 사이도 거리도 멀어지게 된다.
- 자신을 사모하던 사람과의 관계

가비와 팔코: 팔코는 "왜 자신을 그렇게 따라다니는 거냐?"는 가비의 질문에 처음엔 대답을 못하다가, 험난한 긴 여정 끝에 거인이 될지 모르는 순간에 와서야 가비에게 널 좋아하며 어려서부터 너와 결혼하고 싶었다며 진심 어린 고백을 한다. 험난한 여로를 걸으며 파라디 인들이 악마가 아니라 평범한 사람들임을 깨닫고 카야의 말로 큰 상처를 입었던 가비가 마음을 굳히고 팔코를 지키기로 결심한 계기가 되었고 두 사람은 서로를 향한 마음이 가까워지게 된다. 가비와 팔코는 '엘디아 인의 미래'를 상징하는 중요한 위치에 선 만큼 최종적으로 잘만 된다면 서로를 사랑하며 함께 살아가는 결말로 마무리할 가능성이 높다.
에렌과 미카사: 미카사는 "왜 자신을 그렇게 따라다니냐."는 에렌의 갑작스런 질문에 너무 긴장한 나머지 똑바로 대답도 못하고 "넌 내 가족이야."고만 말했다. 레벨리오 전투로 국면이 흘러가면서 에렌과 세계인들과의 싸움에서 과격파와 온건파로 나뉘면서 치열한 대립 갈등을 띠게 되었고, 에렌은 미카사에게 아커만 일족의 충성 본능에 자아를 빼앗겼다고 그를 '노예'라고 폭언한다. 미카사는 그 말로 인해 에렌에게 눈물을 흘릴 정도로 말할 수 없는 엄청난 상처를 입고 예전처럼 에렌을 좋아하지 않게 되며 거리를 두게 된다. 지금은 에렌이 한 말이 완벽히 진심이 아님을 알면서도 결과적으로는 서로 멀어지게 되고, 세계의 존속을 건 입장에서 대립하게 되어 서로가 서로를 막아야 하는 입장이 되었다.
- 적국에서 만난 우호적인 조력자와의 관계

가비와 카야: 가비는 홀로 섬으로 온 상황에서 자신을 순수한 마음으로 도우려는 카야와 만나 처음엔 적대적인 반응을 보였지만 그의 계속되는 친절과 배려에 마음을 열어 친해지기 시작한다. 사샤의 죽음을 알고 우정이 파탄 직전까지 갔지만, 끝내 목숨을 걸어서까지 카야를 지켜주었고 이 덕분에 두 사람은 처음부터 끝까지 우정을 유지할 수 있었다.
에렌과 팔코: 팔코는 정체를 숨기고 레벨리오에 잠입한 에렌을 순수한 마음으로 도왔고 에렌도 마음을 열면서 이 때만큼은 서로 허물 없이 대화하는 우호 관계를 다졌다. 허나 에렌은 팔코의 상냥함을 이용했고, 결국에는 팔코의 고향까지 짓밟고 형까지 죽게 만들면서 두 사람의 관계는 멀어질 대로 멀어지고 만다. 팔코는 상황을 이 지경으로 만든 에렌을 증오하지 않고 이해하고 있지만, 이미 에렌은 땅 고르기로 세계를 멸망시키기 시작하면서 이마저도 멀어지게 된다.
- 적을 대하는 태도와 사상

파라디 섬을 체험한 직후 가비에게 있어 파라디 섬의 사람들은 우리와 다를 것 없는 인간이자 똑같이 지켜야 할, 더불어 살아갈 공생의 대상으로 본다.
마레를 직접 체험한 에렌에게 있어 파라디 섬 너머의 사람들은 우리와 다를 것 없는 인간이지만 결국 없애야 할 적이자 구축의 대상이다.
- 자신의 죄를 대하는 태도

가비는 누구의 잘못인지를 떠나 본인이 먼저 죄를 인정하고 조사병단에게 진심으로 깔끔히 사죄하는 태도를 보여 어떻게든 분쟁을 종식시키려고 노력한다.
에렌은 자신이 지은 죄를 자각하나 끝내 자신 때문에 상처 입은 동료들에게도 사죄도 사과도 없이 합리화의 극한을 걷는다.

## 대인 관계
정신적 성장 후에는 파라디 섬 104기 조사병단과의 인간 관계에서 변화를 보인다. 초반만 해도 레벨리오 수용구 주민들과 부모와 고모인 카리나, 사촌인 라이너, 마레군 소속 엘디아 부대 육군 보병들과는 무한한 애정과 신뢰를 주는 우호 관계였지만 파라디 섬의 주민들을 마레와 마가트, 부모님이 가르친 대로 악마 취급하고 사무치게 증오했다.  마레 제국의 주민들과 세계 연합군은 무조건 아군, 파라디 섬은 무조건 적이라는 이분법적인 관계 구도가 성립했었다. 조사병단이 에렌의 독단적인 선제공격에 뒤따라 고향을 습격해 쑥대밭으로 만들고 사샤 블라우스가 자신과 친한 유대를 자랑하던 마레군 병사들을 쏴 죽이는 모습을 눈 앞에서 목격하고는 당연히 이러한 증오와 적개심이 더욱 강해졌다. 하지만 적을 죽이기 위해서 비행선에 오르고 파라디 섬까지 오게 되고 카야와 블라우스 일가 등 선량한 엘디아 인들과의 교류하면서 정신적으로 성숙해진 현재는 옛말이 되었다. 상황과 경우에 따라 엘디아국의 병사들과 융통성 있게 협력하는 것도 마다치 않는다. 제2차 시간시나 전투가 발발하고 나일 도크가 팔코를 데려올 수 있도록 바로 쏴 죽이지 않고 접근 기회를 준 것이 성장의 증거이다. 조사병단의 미카사와 아르민에게 같이 에렌을 막아 줄 것에 협력해 달라고 부탁하고 참모인 아르민 아를레르트와 코니에게 납치된 팔코를 구출하기 위해 손 잡은 것과 조사병단의 고참 4인방에게 진심 어린 사죄를 표한 것을 시작으로 현재는 조사병단과 동맹을 맺었고 끝내 든든한 아군이 되었다. 세뇌에 못 빠져나오던 시절에도 말을 조금이라도 주고 받았고 민간인들(특히 노인과 아이)은 적대하지 않는 미카사 아커만, 아르민 아를레르트, 장 키르슈타인, 코니 슈프링어 등의 평화적이고 온건한 성향의 병사들과는 든든한 아군이 되었다.
처음부터 끝까지 인간 관계가 달라지지 않고 적대 관계로 일관되는 자는 자신과 정반대 위치인 플록 포르스터와 예거파, 그리고 에렌 예거뿐이다. 가비는 더 이상 섬의 엘디아 인들을 적으로 보지 않고 가능하다면 대화 같은 온건한 방법을 추구하지만, 이들은 전 세계 자체를 적대하고 살인과 복수만을 추구한다. 적으로 지정한 대상을 수단 방법 가리지 않고 죽일 만큼 완고하고 강경하기 때문에 원래부터 적대할 수밖에 없는 사이다.

### 마레의 동료들

#### 팔코 그라이스
하나밖에 없는 소중한 친구이자 서로 의지할 수 있는 든든하고 믿음직한 존재, 유일무이하게 살아 있는 동기 후보생. 두 사람의 관계는 마치 마레판 에렌 예거와 미카사 아커만+아르민 아를레르트의 관계와 똑같다. 무모한 단독 행동도 서슴지 않는 다혈질적인 아이와 그 아이를 연모하고 죽는 걸 막기 위해 손수 따라다니며 묵묵히 내조하는 융통성이 깊고 부드러운 아이의 구도가 딱 비슷하다. 성격이나 성향도 정반대라 서로의 단점을 보완해 주는 필연 관계이기도 하다. 이건 두 사람이 비행선을 거쳐 파라디 섬으로 넘어와서는 더욱 두드러진다. 적지인 섬에서 고립될 수밖에 없는 환경을 견디지 못하던 가비가 특정 상황에서 융통성도 없이 고집을 부려 행동을 강경해ㅔ 밀고 갈 때마다 팔코가 나서서 부드럽게 타이르고 설득하는 것이 대부분. 팔코는 가비를 쭉 짝사랑했지만 여리고 내향적인 성격 때문에 한동안 마음을 고백하지 못했고 그저 도와 주는 것으로 마음을 표현할 수밖에 없었다. 91화에는 갑주의 거인의 계승권을 두고 치열하게 경쟁하던 라이벌, 소꿉친구였지만 118화에 팔코가 마침내 용기 내어 프러포즈를 하고 가비도 호의를 보이기에 이르면서 점점 연인의 관계에 오를 조짐을 보이기 시작했다.
팔코는 어려서부터 후보생 교육을 받으며 자랐기에 옛날부터 서로 익히 알고 친하게 지내 온 소꿉친구이자 갑주의 거인을 걸고 열심히 경쟁을 뛰는 라이벌이었다. 팔코는 가비를 어린 시절부터 "어른이 되면 가비와 결혼하고 싶다"는 생각을 했을 정도로 한결같이 가비를 사랑한다. 그 때문에 팔코는 언제나 그만을 위하고 위기의 순간에는 가비를 도와 주려고 했다. 가비가 중동 연합군의 기관총 사격에 맞기 직전에 맨 먼저 달려와 구해 준 사람도 팔코였고, 빌리 튀부어가 개최한 축젯날에는 가비가 먹을 몫의 아이스크림까지 샀다. 언제부터 무슨 이유로 짝사랑하는지는 정확히 밝혀진 바가 없다. 팔코가 전사 후보생에 지원한 이유는 작은아버지인 그라이스 씨의 반역죄를 갚기 위해서만이 아니라 가비가 갑주의 거인을 물려 받고 13년 뒤(향년 25세)에 죽는 걸 막기 위해서였다.
반대로 가비는 에렌에 필적하는 둔감이라서 팔코가 자신을 좋아한다는 것조차 모르며, 언제는 팔코에게 한 번 졌을 때 "왜 그렇게까지 날 이기려고 하냐?"고 추궁하자 "널 위해서야!"라는 대답을 들었을 때도 "날 방해하려고 "날 위해서다!"라는 말로 포장하고 싶은 거냐!"고 오해했다. 팔코와는 평상시에는 평범한 소꿉친구에 머무르지만, 본인의 소원인 갑주의 거인 계승권에 관한 거라면 한 치도 안 봐 주고 이기려고 하며 팔코가 건방지게 자신이 후보생이 되는 걸 막으려고 '쓸 데 없는 방해'를 한다고 생각한다. 그리고 라이벌로서 팔코가 자신보다 한참 낮다고 생각해 만만한 애송이 정도로 취급했었다. 가비가 무시를 하든, 자신의 애정을 몰라 주든 팔코는 항상 가비를 지극정성으로 챙겨 주려고 노력하며, "가비를 우리의 암울한 미래로부터 지켜 달라."고 부탁한 라이너와의 약속으로 이러한 정성은 커져 갔다. 가비는 자신을 챙겨 주는 팔코의 진심을 몰랐지만 그래도 소꿉친구에다가 동기생이라는 것도 한 몫해서 "너는 정말 좋은 녀석이었어."라고 말했다.
레벨리오 전투에서 마레군이 엘디아군에게 대패한 이후, 이 과정에서 조피아와 우도, 레벨리오의 민간인들이 에렌에 의해 직간접적으로 살해당한 비극이 일어나자 절망과 굴욕감, 슬픔에 휩싸인 가비가 에렌 예거를 죽이기 위해 혼자의 힘만으로 비행선에 올라타고 위와 같은 작별 인사를 고한다. 허나, 팔코만이라도 살아 있기를 바랐던 가비의 소원과 달리, 라이너의 부탁과 가비의 안위를 위해 팔코는 기꺼이 목숨도 포기하고 비행선에 동행한다. 이 때 가비가 사샤 블라우스를 죽이고 장 키르슈타인에게 사살당할 위기에 놓이자 적당한 타이밍에 밀친 덕분에 가비를 구해 낼 수 있었다. 이처럼 팔코의 역할은 가비가 불씨를 피우면 불씨가 커지는 걸 막는 일종의 소화기나 제동을 거는 브레이크 역할을 한다고 해도 무방하다.
파라디 섬으로 오자마자 헌병단의 조치에 의해 월 로제의 감옥에 감금당하지만 가비의 기지로 무사히 탈출해서 방황하다가 카야라는 소녀의 도움을 받아 더부살이하게 된다.가비가 가까이서 마주치는 엘디아인들을 보자마자 혼란을 겪고 숟가락을 냅다 저리치우거나 자신들의 정체를 알아낸 카야를 쇠스랑으로 해코지하려고 하자 맨몸으로 달려가 막아내려고 했다. 그리고 카야와 가비가 카야의 어머니가 무지성 거인에게 잡아먹힌 걸 두고 설전을 벌이다 갈등이 비화되자 중재해서 월 로제의 습격은 마레군이 엘디아국의 군사력을 확인하려고 개시한 실험성 공격이라고 해명해 카야의 오해를 풀어주고, 두 사람을 마레로 돌려보내려는 카야의 도움을 받아 한 달 뒤에 마레인 니콜로의 레스토랑으로 가서 도움을 얻어 보려고 했지만 되려 가비가 사샤를 죽였다는 걸 깨달은 니콜로가 가비를 와인병으로 공격하려 들자 몸을 던져서 대신 맞지만 와인병에 든 지크의 척수액을 들이마시는 바람에 언제든지 거인으로 변할 수 있는 체질이 되어 버렸고 예거파에 의해 척수액을 마신 다른 병단과 함께 구금되는 처지에 놓인다. 그러다가 119화에 시간시나 구 전투가 발발하자 이 혼란을 뚫고 가비와 재회해 진실을 깨닫고 자신들을 증오하게 된 카야의 원망하는 말을 듣고 슬퍼하는 가비를 위로해 주었고 자신의 연심을 고백한다.
레벨리오에서나 파라디 섬에서나 꾸준히 가비를 따라다니며 옆에서 몸 사리지 않고 도와 주는 든든한 조력자이자 가비에게 가장 의지가 되는 친구이자 버팀목이라 할 수 있다. 특히 가비가 고향을 떠나 적지인 파라디 섬에 고립된 지금 가장 의지할 수 있는 존재. 이는 팔코도 마찬가지다. 하지만 119화에 결국 지크의 외침으로 팔코가 거인화하는 참극을 눈앞에서 목도하다가 포르코가 희생해서 팔코가 되살아났지만 유미르의 저주로 팔코가 13년의 시한부가 되었다. 이 장애가 두 사람의 관계에 크나큰 걸림돌로 작용할지 지켜 봐야 할 문제.

#### 조피아
레벨리오 전투 직전까지만 해도 친밀한 우정과 유대를 나눈 동기동료이자 또래 친구. 명예 마레인 영웅라는 마레에게 받을 수 있는 최고의 명예를 쟁취하기 위해 한 치 봐 줄 것 없는 치열한 경쟁을 하면서도 가까운 동기애를 쌓아 왔다. 타이부어 가문의 연설 전야제 파티에 웨이터로 차출되면 '특유의 과장된 연기와 포장하는 걸' 그만둘 것을 조언하기도 했다.
조피아는 "4인방 중 누가 갑주의 거인을 이어 받을 것인가?"를 두고 성적으로 따지면 뛰어난 우도와 내가 계승자가 될지도 모른다고 자신하는 모습을 보였는데, 가비가 내가 너희들과 다른 건 각오라고 말했을 때는 반박을 못했다. 개인적으론 진취심이 강한 다혈질이고 능력도 뛰어나지만 자의식이 강하고 약간 거만한 가비보다 능력은 부족하고 소심하지만 마음씨가 따스하고 이타심이 강한 팔코에게 친근감을 느끼는 듯. 그 예시로 팔코 처음으로 달리기 종목에서 자신을 이기는 데 성공하자 크게 환호하며 마치 자기 일인 것처럼 기뻐하기도 했고, 가비가 타이부어 가문 전야제 파티에서 거물들을 미인계로 꾀어내 정보를 얻을 것이라고 미소 지으며 말했을 태 악마 같다고 말해서 가비가 화가 나서 또 팔코를 응원할 거면 가만 안 놔 두겠다고 목을 졸랐다. 그것만 빼면 전반적스로는 친한 우정을 유지하던 관계였다.

#### 우도
레벨리오 전투 직전만 해도 살아 있었던 가비의 소중한 친구이자 동료였다. 레벨리오의 엘디아 인이 이룰 수 있는 최고의 영광이자 꿈에 그리던 '아홉 거인의 전사' , '명예 마레인'이 되기 위해 치열히 경쟁하던 경쟁자이기도 했으나, '경쟁'을 뺀 일상 생활과 순수한 인간 관계에서는 가비, 팔코, 조피아 넷이서 4인방을 꾸리며 후보생끼리 어울려 다니던 최고의 친구였다. 친하기는 했지만 우도는 열정과 행동력이 특출나지만 그 이면에 자의식이 강하고 우쭐대는 면이 있는 가비보다는 소심하고 연약해도 마음씨가 곱고 상냥한 팔코에게 더 끌림을 느끼는지 팔코가 장거리 달리기에서 처음으로 가비를 이겼을 때 자기가 이긴 것처럼 기뻐하기도 했다. 그래서 이를 못마땅하게 여긴 가비는 조피아와 함께 우도의 목을 조르는 폼새를 취하며 "늬들, 다음에 또 팔코를 응원하면 가만 안 둔다?"라고 반농반진담으로 협박한 적도 있기는 하다. 그런데 그것조차 작은 요소에 지나지 않으며, 레벨리오 연설 전야제의 급사로 차출될 때에는 항상 사람을 노려보는 심리를 거두고 표정부터 관리하라는 진심 어린 조언도 해 줄 정도로 신경을 써 줬다. 에렌의 습격과 함께 날아든 건물 파편에 깔린 조피아를 구하려다 도망치는 군중에게 짓밟혀 처참한 죽음을 맞이한 우도를 본 가비는 그 때만큼 얼굴이 사색으로 멎었을 정도로 충격에 빠졌고, 누구보다 진심으로 조피아와 우도의 죽음을 슬퍼했다. 가비가 팔코에게 엘디아 인으로 살아온 자신의 고된 삶을 말하며 그 과정에서 죽어나간 소중한 이들을 말할 때 이 둘도 포함되어 있었다. 가비에게 소중한 우정을 함께 한 친구들이었던 만큼 더더욱 친구들을 죽게 만드는 데 일조한 에렌 예거와 조사병단에게 복수심을 높이는 계기였었다.

#### 라이너 브라운
우애와 신뢰가 깊은 고종 사촌 오빠와 이종 사촌 동생 지간. 부모님과 더불어 누구보다 아낌 없이 사랑하고 걱정하는 소중한 가족, 그리고 거인 전사로서 되고 싶은 롤 모델. 라이너의 어머니와 가비의 아버지는 친남매인 사촌 지간이기 때문에 어려서부터 서로 알고 친하게 지내 왔을 것으로 보인다.
가비는 라이너를 영웅으로서 동경하고 항상 그처럼 되고 싶어 하는 게 소망. 라이너가 수명이 다하면 갑주의 거인을 물려 받게 되는 날을 소망하고 있지만, 그 날은 곧 자신이 거인이 되어 라이너를 잡아 먹는 날임을 의미하다는 걸 알기에 이를 두고 진지한 표정으로 "내가 갑옷 거인을 계승 받으면 라이너는 내 안에서 계속 살아갈 테지. 괜찮아, 우리가 하나가 되면 모두의 미래에 빛을 킬 수 있을 거야."라고 격려하기도 했다. 사촌을 아끼고 사랑하는 마음은 라이너도 다르지 않다. 라이너는 수명이 2년이라 인생이 말년을 맞이하고 있어 자신의 후계자들인 네 명의 후보생들을 소중한 존재로 여기고 이들을 지키는 것을 자신의 목표라고 생각하는데, 그 중에서 가비는 같은 피를 나누는 가족이니 가장 소중히 여기는 것은 말할 것도 없다. 가비가 갑주의 거인을 이을 만큼 능력과 성과 모두 최우수하다는 건 인정하나 거인의 힘을 이어 받는 것을 탐탁치 않게 생각한다. 거기에 슬라바 요새 전쟁의 결과를 계기로 이제 거인의 힘은 얼마 안 가 시대에 뒤쳐질 걸 알았기 때문이다. 가비가 전사로서 가혹한 생애를 살다 요절하느니, 차라리 가비를 믿고 맡길 수 있는 친구 팔코가 이어 받기를 원하고 있으며 은밀한 곳에서 "가비를 기필코 이겨 달라."는 부탁까지 했다.

#### 포르코 갤리어드
가비에게 있어 절친한 동료이자 선배이다. 중동 연합ㆍ마레 제국의 마지막 전투에서 가비가 중동 연합 폭파시킨 후 '턱의 거인'으로서 연합병의 총격으로부터 지켜 주었고 가비도 갈리아르트를 친애하는 선배이자 형오빠, 동료, 롤 모델로서 대단히 좋게 생각하고 있다.
가비에게 단순한 의미의 동료만이 아니라 그 이상을 뛰어넘는 소중한 전우였다. 그것을 증명하듯 포르코가 에렌에 의해 거대한 치명상을 입고 두부 절반이 날아간 상태에서도 무구한 거인이 된 팔코 그라이스를 위해 기꺼이 '턱의 거인'을 내어 주자 팔코와 콜트를 잃어버렸던 상실과 다를 게 없는 가슴 아픈 절규와 오열을 내비쳤고, 이는 라이너와 가비 종남매가 결국 마음을 다잡고 에렌에 대한 살의를 굳히는 결정적인 계기가 되었다.

#### 피크 핑어
단순한 전우나 선배를 넘어 가비의 각성에 가장 큰 영향을 끼친 인물. 전사대 중에서도 가비가 오랜 시간 가깝게 교류한 여성 전사라 언니처럼 잘 따른다.  니콜로와의 일을 겪고 자신이 믿었던 신념에 대해 의문을 품기 시작한 가비에게 자유는 누군가의 인정이 아닌 스스로의 힘과 노력으로 징취해야 한다는 일침과 나는 마레를 안 믿지만 진심으로 엘디아의 해방을 바란다며 그 고뇌에 대해 결론적인 성장을 내어 주었기 때문이다. 《 116화: 천지(天地) 》에 피크가 구출하러 왔을 때 사이에서 흔들리던 가비가 그간의 고민거리를 극복하고 완전히 각성할 수 있게 한 멘토의 역할을 수행한다.

#### 테오 마가트
현직 마레 제국군 원수 겸 전사대 총사령관과 제국군 소속 전사 후보생으로서 직속 상관과 직속 부하 관계이다. 인종차별과 세뇌의 영향으로 마레의 인정에 목이 말라 영웅으로 출세하고 싶어하는 강한 소망을 품은 가비에게 있어 마가트는 충성해야 할 상관인 동시에 능력을 인정 받고 영웅으로 영달하기 위한 인정의 수단이고, 세뇌가 풀리지 않던 시절에는 마가트의 명령이라면 열심히 따르면서도 자신이 가진 능력을 어필하기 위해 노력했을 것으로 보인다. 마가트는 상당 규모의 국가 예산과 피땀을 흘려 훈련시킨 전사 후보생들의 안전에 세심히 신경 쓴다. 가비는 그 후보생들 중에서도 최고의 재능을 가진 인재인 만큼 가비를 특히 주목하고 있으며 그가 제안한 800여 명의 희생을 막고 혼자서 장갑열차를 공략하려는 단독 작전에 투입시킬 정도로 능력을 높이 신뢰하고 있는 듯하다. 겉으로는 가비를 비롯한 엘디아 부대 병사들을 악마의 후예라고 냉대를 서슴지 않지만 진심으로는 레벨리오-엘디아 인들을 생각하고 있다. 필요할 경우 인간 대 인간으로 소통하고 배려하는 융통성 있고 다정다감한 모습을 보여 주는데, 특히 가비는 후보생이라고는 해도 나이가 어린 아이라서인지 다른 후보생 아이들과 비슷하게 걱정과 동시에 매우 아끼고 있다. 《 103화: 강습 (強襲) 》에서는 아르민의 초대형 거인 폭발로 항구와 도시 주변이 날아가자 가비와 팔코를 감싸 내어 보호하였다. 《 117화: 단죄 (断罪) 》 에피소드에서 피크의 도움으로 예거파의 수중에서 탈출한 가비와 감격의 재회를 이루자마자 깊이 포옹하면서도 멋대로 고국을 이탈하고 적지로 침입한 가비를 야단치는 등 가비를 지키려는 책임감 있는 어른의 모습을 보여 준다.
파라디 섬에서 모험하며 성장을 이루면서 가비는 마가트의 심성에 큰 변화를 준 인물이 된다. 조사병단과 전사대의 동맹을 다루고 서로의 죄를 낱낱이 까발리는 에피소드인 < 127화: 종말의 밤 >에서 임시 방편뿐인 어거지 동맹을 맺은 이후에도 마레가 최근 100년 간 엘디아에게 저지른 그간의 만행에 대한 속죄 없이 조사병단을 포함한 파라디 섬 전 주민들을 '악마'로 취급했고, 아무리 도와 준다 한들 "에렌 예거를 도와 세계를 멸망시키려 들다가 이제 와서 자신들과 함께 세계를 구하려 들자고 접근해 오는 변덕쟁이 악마 놈들"로밖에 보지 않았다. 파라디-엘디아인들에 한해선 닫힌 편견으로 대했던 그도 성장하며 먼저 사죄하려는 가비를 보면서 자신 스스로를 반성하며 고집을 멈추고 엘디아와의 동맹을 조금씩 받아들이기 시작한다. 가비가 라이너에게 분노한 장에게 발차기로 부당하게 폭행당한 상황에서도 자신들은 너희들의 진실된 면을 보려 하지 않았고 증오하기만 했는데 그 증오의 결과가 바로 세계의 종말이고 이제 와서 이러는 건 뻔뻔하지만 에렌을 막는 일에 힘을 빌려 달라고 눈물까지 흘리며 사죄, 애걸하는 모습을 보고, 어른인 자신이 어린 아이인 가비를 세뇌시키고 지금의 상태로 만들었다는 책임감과 죄책감을 느꼈기 때문. 레벨리오의 엘디아 인들한텐 자비와 우호를 베풀었지만, 파라디 섬의 엘디아 인에겐 변함 없는 불신과 적대를 고집했던 그가 가비가 먼저 진심 어린 사죄를 하지 않았으면 이 정도로 의미 있는 작은 변화를 보일 수 없었을 것이다. 가비 한 사람이 자진해서 한 사죄가 닫힌 편견에 갇혀 있었던 마가트의 성장이라는 더 밝은 성장을 이끌어 준 셈이다. 에렌이 벌써 마레 대륙에 상륙하여 남동쪽 도시가 파괴된다는 사실을 알고 이성을 잃었을 때 에렌을 도운 옐레나를 고문하다 위로 대피하는 가비의 얼굴을 보고 그만 두고 비로소 104기 조사병단에게 사죄를 하는 등 본인이 앞장서서 동맹을 주도하고, 본인은 "구세대"로서 미래를 이끌어나갈 아이들을 따라가지 않고 그 아이들이 앞으로 나아갈 수 있도록 키스 샤디스와 함께 항구에서 순양선을 자폭시켜 활로를 열어주는 것으로 스스로를 희생한다. 피크와 다른 이들과 함께 멀리서 마가트의 최후를 바라본 가비는 진심으로 슬퍼했다. 가비와 피크가 슬퍼할 만큼 마레군의 장성이란 지위 때문에 솔직하게 드러내지 못했던 '아이들을 향한 순수한 애정'이 누구보다 강한 인물이었다.

#### 콜트 그라이스
전사 후보생들 중 가장 나이 많은 연장자라서 친밀한 전우 관계, 선후배의 관계를 유지했다. 콜트는 전사장 지크의 후계자라서 전사 후보생들의 리더와도 같기 때문에 친동생인 팔코와 더불어 가비, 조피아, 우도 한 명 한 명을 동생들처럼 굉장히 아끼고 있으며, 그들의 안전을 세심하게 신경 쓰고 보호한다. 후배이자 전우, 동료로서 아끼기는 하지만, 개인적으로는 하나뿐인 소중한 가족 중 한 명이자 친동생인 팔코의 목숨을 더 우선시하고 있다. 똑같이 하나뿐인 소중한 사촌 동생에 대한 혈육애 때문에 가비를 깊이 짝사랑하는 팔코가 가비 대신 후계자로 선별되길 바라는 라이너 브라운과 달리, 팔코가 13년의 시한부를 살다 죽지 않고 후보생 중에서 압도적인 능력치를 가진 가비가 갑주의 거인의 후계자로 최종 선별되기를 바라고 있다. 레벨리오 귀향 열차에선 슬라바 요새 전투 승리 기념 술파티를 개최했을 때는 피크가 따라준 술을 마시고 취기에 크게 흥분했던 탓에 가비를 800여 명의 엘디아 병사들을 위해 스스로 희생하고 모두를 구해 낸 영웅이자 엘디아의 신이라고 치켜 세워줬다.
결국 가비가 에렌과 조사병단을 죽이기 위해 비행선에 올라타는 무모한 강습을 감행하고, 팔코도 형에게 돌아가기보다 사랑하는 사람인 가비를 지키는 것을 택하자 두 사람을 구하는 일에 집중하게 된다. 이후 한 달 간 헤어졌다가 제2차 시간시나 전투에서 피크의 구출을 받고 무사히 재회하고, 팔코하고도 재회했지만, 콜트는 무구의 거인이 될 위기에 처한 동생을 구하고자 지크에게 외침을 멈춰 달라고 애원하지만, 그마저도 실패하고 동생을 껴안다 거인화 섬광에 휩쓸려 비참한 죽음을 맞는다. 가비는 자신에게 프로포즈했던 둘도 없는 친구 팔코가 지성이 없는 거인이 되어 버리고, 친한 전우애를 쌓았던 콜트의 죽음에 절규했고 가슴 깊이 슬퍼했다. 그리고 콜트가 들고 있었던 대 거인용 저격총을 유품처럼 대신 쓰게 되며 에렌 예거의 머리통을 날려 버리고, 카야를 나일 도크로부터 구할 때 쓰게 된다.

#### 아니 레온하트
9년 전, 3살 시절 자신보다 먼저 여성형 거인의 전사가 되어 파라디 섬으로 먼저 시조 탈환 원정을 떠난 선배이자 동료. 4년 전 기준으로 아니가 스스로 봉인되었기 때문에 9년 간 단 한 번도 서로의 얼굴을 마주치지 못했지만 엄연히 선배인 만큼 베르톨트 후버와 더불어 잘 알고 있을 것이 분명하다. 땅 고르기 발동 직후 시점에아르민과 팔코, 코니 넷이서 시간시나 구 기념 축제에 4년분 파이를 먹을 때 첫 대면식을 치르게 된다. 그리고 아니가 에렌을 저지하기 위해 엘디아ㆍ마레 동맹에 자연히 합류하면서 같이 행동하게 된다.

#### 레벨리오 수용구의 출입통제소 검문병들 1, 2
가비의 세대에서 마레의 엘디아 인들이 모여 사는 게토인 레벨리오 수용구의 정문을 지키는 병사 두 명으로(한 명은 통통하고 키 작은 남자 병사로 다른 한 명은 케니 아커만과 닮은 꼴 얼굴과 훌쭉 마른 체구를 한 장신의 남자 병사이다.), 이들 또한 지나가는 단역이지만 가비에게 있어 '소중한 사람들 중 두 명'이다. 이 둘은 가비가 유미르의 백성 계열 엘디아 인임에도 그런 건 전혀 아랑곳하지 않고 한 명의 인간이자 어린 아이로 보고 있으며 가비와 다른 아이들이 군부로 갈 때마다 친하게 말을 주고 받았다. 스스럼 없이 후보생들에게 안부를 물어보거나 백주대낮에 함께 친근한 농담도 잡담도 나눌 정도로 친화력이 좋고 선량한 아저씨들이다. 거리에서 지나가던 마레인들에게 인종차별당한 불우한 과거를 겪은 가비에게 희망과 위로, 위안을 주었다. 가비뿐만 아니라 작품 외적인 시점의 독자들에게 의용병들과 더불어 모든 사람들이 엘디아 인을 차별하지 않으며 다른 시각에서 바라보는 이들도 있다는 것을 그대로 실천한 인물들. 전사라는 상대적으로 높은 지위에 있다 한들 결국 엘디아 인에 지나지 않는데도 출근한 라이너에게 안부를 물어볼 때 고위 장성들처럼 반말로 하대하지 않고 예의 바른 태도와 존댓말을 써서 물었다.
본인들도 출입통제소를 지키면서 때때로 외출하는 엘디아 인들을 검사하다 중간에 얘기도 나누고, 매일 전사대와 엘디아 병사들이 출근하고 가비와 다른 후보생들이 등하교(?)하는 모습, 수용구에서 살아가는 이들을 가까이서 관찰하다 보니 어느 새 엘디아 인들에게 애정과 관심이 커져간 것으로 보인다. 특히 가비를 비롯한 후보생 아이들에게 매우 보호적이다. 이들의 행동과 태도를 관찰해와 항상 의기양양했던 가비가 95화에 라이너의 일로 평소와는 달리 유난히 쳐져 있다는 걸 눈치 채기도 한다. 출입증을 장신의 훌쭉하 병사는 레벨리오 전투가 발발하고 산내 훈련을 마치고 전쟁에 나가는 병사들의 차량을 검문할 때 싸우러 나가려는 가비를 "바보 자식! 여긴 위험해! 어린 애가 이러면 못 써!"라고 진심으로 걱정하며 막으려고 했고, 다른 통통한 병사도 가비를 사샤의 총격으로부터 지켜 보다가 총에 맞아 죽고, 그 장신의 병사도 이마에 총을 맞아 즉사하고 만다. 이 때 아저씨 중 한 명이 가지고 있던 소총을 가비가 갖게 되고, 두 아저씨들을 죽인 사샤 블라우스에게 원한의 방아쇠를 당겨 복수를 이룬다.
죽은 후에도 가비는 수문병들과의 추억을 잊지 않으며 계속해서 아저씨들을 소중히 여기는 모습을 보여 준다. 니콜로가 사랑하는 사샤를 죽였다는 이유로 자신에게 복수하겠다고 길길 날뛰자, 적병인 사샤에게 반해버린 그에게 어이 없어 하며 "사샤가 먼저 내 소중한 사람들을 죽였기 때문에 나도 거기에 반격해서 사샤를 쏴 죽였을 뿐이다."고 강하게 반박했다.

#### 800여 명의 엘디아 육군 부대 병사들
최전선에서 함께 싸우는 전우들인 만큼 굳건한 전우애를 보인다. 800여 명의 엘디아 부대가 자살돌격으로 희생될 일을 막기 위해 스스로 자진해서 항복한 소년병처럼 위장해 수류탄을 대 거인 장갑열차에 던지는 무모한 작전까지 펼쳤으며, 병사들도 그런 가비를 '엘디아의 신'이라고 칭송하며 엄청 기뻐하는 모습을 보인다.

### 엘디아국

#### 사샤 블라우스
처음 접점이 생겼을 당시에는 적과 적, 원수와 복수자의 악연으로 만났다. 레벨리오 전투부터 사샤는 후방의 지원군들을 모두 처리하기 위해 가비의 눈앞에서 소중한 경비병 아저씨들을 총으로 쏴 죽였고 옆에 있었던 가비는 민간인 어린 아이라고 생각해 죽이지 않았다. 하지만 어찌 되었든 가비에게 있어 원수로 찍히게 되고 죽은 이들의 복수를 위해 비행선 안까지 침입하는 작전까지 감행한 가비는 그 자리에서 사샤를 똑같이 소총으로 쏴 죽였다.
가비를 사샤를 증오하게 된 이유에는 세뇌의 영향에 벗어나지 못한 가비의 근본적인 증오와 한층 깊어질 대로 깊어진 마레 제국과 엘디아국 간의 관계와 증오의 연쇄 때문이다.  원한과 증오의 연쇄는 진격의 거인에서 말하고자 하는 중요한 교훈이고 모두가 공존한 궁극적인 미래를 위해서는 반드시 끊어 내야 하는 장애이자 보이지 않는 거대한 벽이다. 그 돌고 도는 가해자와 피해자의 관계에서 가비는 파라디 섬에서 온 엘디아 인이되 자신이 엘디아 인임에도 평범한 인간으로 대우해 준 경비병들을 살해한 사샤를 도저히 용서할 수 없었고 강렬한 복수심이 원동력이 되어 가비로 하여금 사샤를 죽이게 하는 원인이 되었다. 이렇기 때문에 가비는 '복수당해야 마땅한 원수인 사샤를 죽인 것을 몹시 자랑스럽게 여겼었고 한 치의 후회나 죄책감도 느끼지 않았다.

#### 니콜로
하지만 끝나지 않은 미움의 고리는 반대로 사샤를 사랑했던 마레인 포로 니콜로에게 돌아간다. 가비는 카야를 통해 사샤와 인연이 깊었던 "니콜로"라는 마레인 포로가 병단의 노동 허가를 받고 월 로제 시내에서 레스토랑을 운영하고 있다는 걸 알고 도움을 청하기 위해 식당을 방문했다. 니콜로는 미카사가 설명한 '사샤를 죽인 여성 전사 후보생의 정체'가 가비라는 걸 깨닫자마자 증오가 일어나 가비에게 와인병을 휘두르고 식칼로 찔러 죽이려 들었다. 이번에는 가해자와 피해자의 관계가 뒤집혀 가비가 니콜로에 의해 보복당할 위기에 처한다.
가비는 자신의 관점과 기억에서는 레벨리오 구를 침공하고 이웃사촌 같았던 아저씨들을 먼저 총살한 사샤를 죽인 것을 당연한 응보라고 생각해 니콜로를 전혀 이해하지 못했다. "사샤가 먼저 내 소중한 아저씨들을 죽였기 때문에 난 정당하게 앙갚음했을 뿐이다."고 강하게 반박해 나서고 니콜로는 "누가 먼저 죽인 게 중요하냐?"고 사실을 회피하려 들었다. 사샤가 가비에게 있어 소중한 사람들을 살해했으니 복수했다는 사실조차 회피하고 복수를 고집했으나, 가비의 입장을 이해하고 용서를 선택한 블라우스 부부의 조치로 자신의 어리석음을 깨닫고, 복수를 그만둔다. 하지만 니콜로로 인해 사샤를 죽인 것이 자신임이 드러나자 그 증오의 연쇄는 카야에게 이어졌고, 팔코가 증오의 연쇄로부터 가비를 지켜 주다 척수액이 주입되고 거인화하는 결과를 낳아, 셋으로 이어지는 연쇄의 갈등은 완전히 해소되지 않았음을 보여 준다.
니콜로는 복수를 모두 그만두고 반성한다는 묘사가 나왔지만 가비에게 완전히 증오심을 풀었는지는 확실하지 않다. 가비도 니콜로와 카야와 빚은 일련의 갈등을 통해 내적으로 변화를 일으키기 시작했다. 자기가 본 사샤는 자신의 소중한 아저씨들을 저승길로 보내 버린 원수였지만 파라디 섬으로 넘어온 이후 처음으로 사귄 친구 카야와 블라우스 부부에게 있어 소중한 딸이자 존경하는 언니였음을 점차 깨달아 나갔고, "우리가 스스로를 어떤 엘디아 인이라 주장한들, 결국 우린 거인화할 수 있는 '유미르의 백성'이란 본질은 바뀌지 않는다."는 피크의 말을 계기로 완전히 개심하게 된다. 사샤에 대한 첫 인상과 입장의 반대로 증오와 원한 어린 마찰을 빚은 두 사람이었지만 이 마찰은 가비가 변화하는 결정적이 계기였다는 것은 변하지 않는다.

#### 에렌 예거
조피아와 우도, 레벨리오의 민간인들 등 자신의 소중한 사람들을 죽게 만든 원수이자 죽여야 할 주적이자 반드시 죽이기 위해 파라디 섬으로 넘어오게 만든 원인 제공자이다. 인격적으로 크게 성장한 지금은 적이건 무엇이건 세계를 구하기 위해 반드시 막아야 하는 상대이다.
에렌은 증오의 대상으로 그를 죽이기 위해 파라디 섬으로 넘어 오는 계기를 마련한 인물이다. 가비가 에렌에 대해 처음으로 알게 된 것은 빌리 타이부어의 연설 당시 카를 프리츠의 사상에 반기를 들고 세계를 멸망시키려 하는 시조의 거인의 주인으로 들은 것이다. 가비는 마레의 실질적인 국가 원수 빌리 튀부어가 선동하고 설명한 내용 대로 에렌의 인상에 전해 들었을 테니 당연히 첫 인상이 좋지 못했다. 결국 선전포고가 끝나자마자 에렌이 베일을 벗고 광장을 습격해 수많은 민간인 사상자들이 속출하고 이 과정에서 소꿉친구들인 조피아와 우도가 처참하게 사망하고 친했던 수문병 아저씨들마저 사샤에게 죽자 완벽한 원수이자 숙적으로 자리잡는다.
가비가 에렌이란 인물을 알아가는 과정을 면밀히 살피면 이는 당연한 것이다. 가비는 에렌을 빌리 타이부어 같은 제3자의 선동으로 '세계를 멸망시킬 절대악'으로만 들어봤다. 인간적인 교류 없이 적일 때만 마주쳤고 에렌과 단 한 번도 제대로 된 대화나 의사소통을 나눠 본 적 없다. 멀리서나 가까이서나 그의 어둡고 폭력적인 면들만 봐 왔기에 시종일관 죽여야 하는 위험한 존재로 바라봤다. 레벨리오 전투 때의 학살하는 모습을 봤고 니콜로와의 충돌로 파라디 인들이 정말로 악마인지 의문을 품던 혼란의 상황에 그가 갑자기 난입해 보호자 역할을 해준 미카사와 아르민을 정신적, 물리적 폭행하는 무서운 장면을 봤으며 나중에는 팔코를 구하기 위해 무선 통신기로 마레군을 모으라고 협박을 당하고, 구출 직전까지 피크 핑어를 제압하기 위한 인질로 이용당하는 굴욕적인 취급까지 겪었다. 이 때문에 세뇌와 별개로 에렌이라는 인간 자체를 두려워하고, 적대적으로 볼 수밖에 없다. 거기다 미카사와 아르민을 잔인할 정도로 폭행하는 모습을 본 후엔 두려움까지 더해져서 눈빛이 마주치면 온 몸이 위축되고 손발이 얼어붙었으며 피크의 따끔한 일침과 조언으로 희망을 조금씩 되찾을 때까지 아무 것도 못하는 무력한 처지였다. 파라디 인들은 사실 평화를 바랐던 똑같은 사람들임을 깨닫고 난 후에도 이미 자신의 소중한 사람들(조피아, 우도, 수문병 아저씨들, 레벨리오 민간인들, 콜트, 거인화한 팔코(나중에 돌아옴), 포르코)을 죽게 만들고 땅 고르기로 세계를 멸망시키려는 에렌만큼은 절대로 용서할 수 없었던 가비는 결국 콜트의 총으로 머리를 날려 땅 고르기를 막으려 한다. 최후의 노력에도 불구하고 눈앞에서 땅 고르기가 발동되는 악몽 같은 절망을 보지만 저항을 포기하지 않고, 그의 친구들인 미카사와 아르민에게 접촉해 에렌이 전 세계를 멸망시키지 않고 세계 모든 나라의 군사 기지만 파괴하는 걸 부탁할 수 없냐는 것에서 가비가 더 이상 원한과 두려움만으로 에렌을 죽이려 하지 않고 대화를 시도하려고 한다. 본인 스스로의 노력으로 아르민을 아군으로 끌어들인 것부터 시작해서 104기 조사병단과의 동맹에 안착한 후엔 에렌을 죽이는 것보다 땅 고르기로 전 세계 모든 나라, 모든 인류가 멸망당하는 상상조차 할 수 없는 최악의 대재앙을 막기 위해 동맹 연합과 힘을 합쳐 바다 너머까지 간 에렌을 쫓아간다.
반대로 에렌이 가비를 어떻게 생각하고 있는지는 밝혀지지 않았다. 가비가 에렌을 일방적으로 적으로 여기고 그를 죽이려 하는 것만 빼고는 접점이 부족하고 에렌이 가비에 대해 말하거나 생각하는 장면은 나오지 않는다. 에렌이 가비에 대해 처음으로 알게 된 것은 잠입한 레벨리오 병원에서 팔코와 재회해 얘기를 나누던 도중 슬라바 전투에서 크게 활약한, 팔코가 짝사랑하는 우수한 전사 후보생에 관한 이야기였다.  레벨리오 전투를 일으키고 둘 사이의 본격적인 원수 관계가 확립된 이후부터도 소통의 접점이 그다지 없다. 레스토랑에서 다시 만나 아르민과 크게 충돌한 뒤 미카사와 아르민을 끌고 가면서 가비도 데려가는데 가비를 이름이 아니라 "사샤를 죽인 꼬맹이"라고 부르고, 별도로 가비가 갇혀 있는 방으로 가서 팔코의 목숨을 담보로 내게 협력하라고 협박하고, 가비가 팔코의 행방을 묻자 그 순간만큼은 죄책감 있는 얼굴로 지크의 척수액을 마셨다고 알려 준 게 전부다. "사샤를 죽인 꼬맹이"라고 불렀다는 건 가비를 "소중한 친구를 죽인 적"으로 인식한다는 말과 똑같다. 에렌은 마레에서 열린 세계 국제 포럼으로 확실해진 엘디아 인을 향한 전 세계의 원망과 증오, 빌리 타이부어의 선전포고로 인해 땅 고르기를 확고하게 결심한 상태였기에 가비 또한 외세에서 온 적에 지나지 않는 것이다. 그리고 복수를 시행한 가비에게 대가리를 날려졌을 때 같이 깨져버린 기억의 파편 조각들, 그것도 그의 인생에서 가장 중요한 부분을 차지하는 조각들 중 구석에 라이너 브라운과 아니 레온하트, 팔코 그라이스의 조각이 자리를 차지하고 있었다. 허나 가비는 눈 씻고 찾아볼 수 없다. 이걸 보면 가비에 대해  "자의든 타의든 적대해야 할 인물 중 하나"라는 인식과는 별개로 그 어떤 감정도 생각도 관심도 없는 듯하다.
무엇보다 앞서 강조한 대로 둘은 성별과 진영만 다를 뿐 성격과 외형에서 서로를 많이 닮았다. 어두운 머리색과 굵은 눈썹, 강한 인상을 풍기는 눈빛, 적에게 지지 않고 몇 번이고 달려나가 반드시 쓰러뜨리는 불굴의 각오와 의지, 목표를 위해 수단 방법 가리지 않는 비장한 결단력과 행동력, 옆에서 자신을 지켜봐주고 진심으로 사랑하는 사람(에렌-미카사, 가비-팔코)이 있다는 것, 정작 자신은 그 사람의 마음에는 둔감하다는 것을 꼽을 수 있다. 그렇게 굉장히 비슷한 둘의 행보와 사상은 달라지게 된다. 에렌은 섬 바깥을 직접 모험하고 마레의 병사들과 같이 먹고 잤는데도 결국 진격의 거인이 보여준 '그 광경' 대로 세계를 멸망시키는 길을 택한다. 그러는 반면, 가비는 선량한 마음을 가진 블라우스 일가와 카야와 같이 교류하며 자신의 잘못된 사상을 고쳐 나가고 세계가 멸망된 상황 속에서도 카야를 지키기 위해 기꺼이 온 몸을 바쳐 거인에게 저격총을 쏠 정도로 파라디 인들마저 '같은 인간들'이라며 지키려는 모습을 보인다. 에렌은 자신이 지은 죄를 자각하나 끝내 자신 때문에 상처 입은 동료들에게도 사죄도 사과도 없이 합리화의 극한을 걷지만, 가비는 누구의 잘못인지를 떠나 본인이 먼저 죄를 인정하고 조사병단에게 진심으로 깔끔히 사죄하는 태도를 보여 어떻게든 분쟁을 종식시키려고 노력한다. 이제 가비가 에렌을 막기 위해 동맹단과 함께 벌써 마레 남동쪽까지 간 에렌에게 가까이 가려는데, 이 과정에서 비로소 에렌과 '거인의 기원'인 시조 유미르와 만나 두 사람의 본격적인 인간관계가 자세히 다루어질 것으로 추측된다. 가비가 에렌이 본 '미래의 광경'에서 중요한 역할을 할지도 모른다는 떡밥도 나오고 있다.

#### 미카사 아커만
파라디 섬의 관계자들 중에서는 가비와 가장 접점이 많다. 가비에게 있어 미카사는 포르코의 두 다리들을 절단하고 전퇴의 거인까지 빼앗기게 만든 가증스러운 '파라디 섬의 악마'이자 테러리스트 중 한 명이었다. 그 후 사샤의 살인자와 그 살인자에게 사샤를 잃은 피해자, 그 침공으로 인한 피해자와 침공자라는 복잡한 인간관계로 묶이게 되었다.
미카사는 가비를 '한 명의 평범한 어린 아이'로 여기고  '명확한 이유는 없지만' 주변의 위협으로부터 지키려는 보호적인 모습을 보인다. 《 111화: 숲의 아이들 (森の子ら) 》에선 살인 미수가 종료된 후 바로 가비에게 찾아와 괜찮냐고 걱정 어린 말을 하며 상태를 진찰한 사람이 미카사였다. 모든 진실을 알고 분노한 카야에게 죽을 뻔하자 얼른 식칼을 든 카야의 손목을 근력으로 제압한 뒤 가비를 품 안으로 끌어당겨 지켜 냈다. 그토록 증오하고, 자신의 고향을 쑥대밭으로 만들어놓은 섬의 악마들이 자신을 지켜 주려는 아이러니한 상황에 납득할 수 없었던 가비가 내가 너희 친구 사샤를 죽였는데도 왜 날 구해 주었냐고 묻자 미카사는 "딱히 이유는 없어."라고 대답한다.
니콜로의 레스토랑에서 짧은 순간 동안 격리 조치 보호를 받고 몇마디 소통한 경험 덕에 가비는 미카사를 어렵지 않게 대하며 스스럼 없이 말을 거는 편이다. 127화 시점에선 가비의 자진 사죄로 과거의 한이나 갈등의 골은 뒤로 하고 에렌을 막기 위한 동맹을 맺었고 서로의 든든한 지원군이 되었다.

#### 아르민 아를레르트
파라디 섬 - 엘디아국 관계자들 중 가비와 가장 접점이 많고 그만큼 도움을 많이 주고 받는다. 사샤를 잃은 피해자와 사샤를 죽인 살인자, 침공자와 그 침공으로 인한 피해자라는 복잡한 인간관계로 묶여 있는 사이로 가비의 입장에선 아르민은 마레 해군의 절반과 군항을 순식간에 초토화시키고 수많은 민간인들의 목숨을 빼앗은 초대형 거인의 계승자이자 가증스러운 테러리스트, 증오하는 파라디의 악마들 중 하나이다. 아르민 본인은 가비에 대한 원한이 없으며 오히려 복수를 반대하고 엘디아국과 바깥 세계의 공존을 지지하는 쪽으로서 가비를 이해한다. 가비는 미카사와 아르민이 자신을 살려준 이유를 이해 못하고 내가 너희들 친구를 죽였으면서 왜 자신을 죽이지 않냐고 묻자 "죽이지 않아."라는 한 마디로 적개심이나 살의가 없음을 확실히 한다. 똑같이 적을 향해 살의로 가득 차 있었던 에렌 예거를 겹쳐 보고 "넌 언제나 죽인다고 말하는구나. 누구와 똑같아."라고 말한다.
가비와 에렌은 성격과 행동에서 유사한데, 아르민은 이것을 직접 꿰뚫고 언급한다. 가비와 에렌이 유사한 사이임을 안 후에는 복잡한 감정을 느꼈는지 104기 조사병단 일행 중에서 유난히 가비를 신경 쓴다. 가비도 짧은 순간이나마 레스토랑에서 미카사와 아르민에게 보호 받고 말 몇마디 나눈 경험 덕에 파라디 섬의 병사들 중에서 어렵지 않게 말을 건다. 일련의 사건 이후 그간의 고민거리를 완전히 극복하고 각성한 뒤에는 더 이상의 적대감 없는 이성적인 대화를 하려고 한다. 가비가 코니에게서 납치당한 팔코를 구하는 걸 도와 달라고 스스로 낮추면서까지 간곡히 부탁하자 그를 신뢰하기로 결심하고 코니에게서 납치된 팔코를 구하는 데 협력까지 해 주었다. 땅 고르기 발동 직후 에렌에 대한 오만 가지 감정과 혼란 때문에 지금 당장이라도 모든 걸 때려치우고 이틀 간 자고 싶다고 호소할 정도로 괴로워 했지만, 세계 멸망이 결정된 그 순간 속에서도 에렌과 많이 닮았지만 에렌과는 정 반대의 길인 화해를 밀고 나가며 적군과 아군 상관 없이 모두를 구하려고 종횡무진하는 가비에게서 작지만 큰 희망과 가능성을 느끼고 돕기로 한 것으로 보인다. 127화 시점에는 서로에게 있어 든든한 지원군이 되었으며 에렌의 독주를 막기 위한 동맹을 결성했다.

#### 장 키르슈타인
미카사와 아르민 다음 혹은 그 이상으로 접점이 많다. 가비가 처음 만난 장은 레벨리오를 침공해 테러를 일으킨 가증스러운 숙적이자 '파라디 섬의 악마들' 중 한 명. 거기다가 절친한 동료 언니이자 전우인 피크 핑어에게 혹독한 뇌창 연타를 퍼부어 거의 사지까지 몰아넣은 철천지원수였다. 니콜로의 레스토랑의 살인 미수 사건부터 제2차 시간시나 전투, 땅 고르기 발동까지 일련의 모험을 거치고 정신적 성장을 이룬 현재는 확고한 동맹으로 나아갔다.
가비가 처음으로 가장 가까운 거리에서 접촉하고 1대1로 얘기를 나눈 파라디 섬의 병사이다. 동시에 다른 면에서는 가비를 지켜준 은인이기도 하다. 레벨리오 전투 후 비행선 안에서 처음 거리를 좁혔을 때에는 가비가 사샤를 총으로 저격한 상황이라 진심으로 서로를 죽이려 들었다. 그러다 곧 가비가 어린 아이라는 걸 알고는 곧바로 죽이는 걸 그만 두고 물리적으로 제압하지 않고 줄에 묶어 보호하였다. 레벨리오의 동포들이 복수할 것이라고 수모자에게 전하라고 저주를 퍼붓는데도 장은 차분하게 그 사람과 만나게까지 해 준다. 가비는 장을 초면부터 저주할 정도로 몹시 증오하였지만 장은 그 돌발 상황에서도 이성을 발휘해 가비의 입장을 이해하고 9년 지기 친구를 죽인 가비에게 "아이들을 죽인다고 해서 이 살인극이 끝날 것 같아?"라며 복수를 택하지 않고 엄중히 보호하였다. 장은 왕정 쿠데타 때 중앙 제1헌병단과의 접전을 계기로 적병이라면 가차 없이 죽일 수 있게 되었지만 어린 아이에 한해서는 차마 무기를 겨누지 못하기 때문이다. 이후로도 주변 흐름에 휩쓸리지 않고 꿋꿋이 이성을 지켜 나가며 어린 아이인 가비를 챙겨 주는 차분하고 보호적인 모습을 보여 준다. 127화에 친구 마르코 보트의 죽음의 진실을 알고 격노해 라이너를 죽일 듯이 패고 발차기를 날리다 가비가 달려들어 대신 맞자 아무 것도 못하다가 끝내 혼자서만 슬픔과 분노를 삼키며 숲으로 들어가 버렸다. 다음 날 아침 장은 가비에게 어제 때려서 미안하다고 진심 어린 사과를 빌었고 가비는 이를 받아 주면서 우호 관계를 회복했다.

#### 코니 슈프링어
104기 조사병단 중에서 직접적인 접점이 가장 적다. 레벨리오 전투에 접점이 처음 생겼을 때는 가비에게 있어 코니는 마레군 보충 병력을 몰살한 적이자 두 소중한 아저씨들을 사살한 사샤의 친구이고, 코니에게 있어 가비는 코니의 최고의 막역지우인 사샤 블라우스를 쏴 죽였기 때문에 가장 직접적인 원한 관계로 묶여 있다. 둘의 관계를 가깝게 다루었다간 메인 스토리 진행에 차질이 생기기 때문인지 그 점을 감안해서 제대로 말을 주고 받은 모습이 작중에서 단 한 번도 없으며 니콜로의 레스토랑까지 다시 만날 일도 없었다. 코니는 가비를 원망하는 모습을 전혀 보여주지 않고 오히려 레벨리오 전투를 독단으로 일으켜 사샤를 죽게 만든 에렌에게 책임이 있다고 생각했고 여타 멤버들처럼 사샤가 에렌의 독단에 휘말려죽고도 아무렇지도 않은 듯한 모습에 몹시 원망하고 분노하며 "만일 에렌이 정말 지크의 편이라면 죽일 필요가 있다."고 경고하기까지 한다.. 《 126화: 긍지 (誇り) 》에 따르면 코니는 가비를 증오하지 않는다. 턱 거인을 먹고 부분적 기억을 잃은 팔코가 코니를 알아보고 사샤를 죽인 일 때문에 자신에게 복수하려는 거냐고 물어보자, 자기는 누구도 미워하지 않으며 그 사건은 "전쟁의 일부"였을 뿐이라며 악감정이 없음을 확실히 했다. 결국 아르민의 자진 희생으로 거인이 된 어머니를 인간으로 돌아오게 하기 위해 팔코를 '제물'로 삼는 걸 포기한다. 갈등을 극복하고 가비와 함께 에렌을 막는 여정에 함께 하기로 한 뒤인 127화 시점부터는 든든한 동맹 사이가 되었다.

#### 예거파 및플록 포르스터
플록은 비행선에 침입하고 동료를 바로 사살한 적국의 아이들인 가비와 팔코를 망설임 1도 없이 비행선 밖으로 던져 죽이려 들었다. 세뇌를 풀고 성장한 지금은 어느 정도 적개심을 해소하고 플록과 예거파와의 피해와 분쟁을 최소화하는 평화적인 방향으로 나아가려 한다. 하지만 본인의 의지가 어떻든 간에 레벨리오의 민간인들을 학살한 원수들인 데다가 자국만의 자유와 세계 멸망을 위해 아군 측 반대자들까지 망설임 없이 처단해 온 이상 화해할 여지가 없다. 앞서 말했듯 플록은 말하기도 버겁고, 제2차 시간시나 전투가 종결되고 예거파의 한 병사도 어린 애라 봐줄 것 없이 적국에서 온 전사 후보생일 수 있다는 이유로 총을 쏘려 했다. 그렇기 때문에 예거파와 가까이 지내는 장면은 없고, 나올 리도 없으며, 같이 있는 모습은 본인이 예거파에 의해 납치나 감금, 위협을 당하거나 전장에서 교전할 때 빼고는 절대 안 나온다. 129화에 플록이 마레-엘디아국 연합의 출항을 저지하기 위해 히즈루 순양선을 없애려 하자 가비도 플록을 저지하고 에렌을 막아 모든 세계를 구하기 위해 총으로 옆구리를 쏴 맞혀 뇌창을 튕기고 바다로 추락시킨다.(플록은 거동도 불편할 정도로 움직이지 못하게 되었고 살아 있는 채로 바닷속 뱃바닥에 앵커를 박아 오디하까지 쫓아왔고, 결국 132화에 미카사가 플록의 목에 앵커를 박아 사살한다.) 가비의 반격 한 방으로 플록이 이탈되자 중핵을 잃은 예거파도 한층 독해진 연합의 맹공격 속에 힘 없이 궤멸당하면서 긴 악연을 끝맺는다.

#### 카야
자신이 죽인 원수인 사샤 블라우스로부터 은혜를 입은 의붓여동생이지만 그걸 알기 전에는 엘디아국으로 넘어 오고 처음으로 사귄 또 한 명의 친구였다. 사샤의 죽음을 둘러싼 진실을 알고서 우정은 파탄날 뻔하지만, 서로에게 얽힌 증오와 원한의 고리를 극복하며 끝내 우애와 화해를 이룬 친구. 이들의 관계는 진격의 거인의 2부 주제인 '증오의 연쇄의 종식'을 상징한다.
가비에게 있어 카야는 "파라디 섬의 엘디아인들은 모두 나쁜 악마들이다."라는 편견을 허물게 하고 숙식까지 제공해 준 유의미한 은인이다. 카야는 가비와 팔코가 마레국 출신의 아이들임을 알고서도 친절한 은혜를 베풀어 고향으로 돌려 보내고자 적극적으로 도왔다. 벽 외부의 적국이라면 무조건 증오하는 다른 군중과 달리 외부인에 대한 이해도는 카야가 더 성숙했다. 한 편으론 4년 전에 돌아가신 자신의 어머니가 마레군이 만든 거인에 의해 살해당한 과거가 있어서 침공한 이유가 궁금한 나머지 왜 마레군은 4년 전(850년)에 월 로제를 침공했고 내 어머니는 거인들의 공습을 받아 돌아가셔야 했으며 우리는 대체 무슨 죄를 지었냐고 묻는다. 홧김에 열 받은 가비가 "너네들이 100여 년 넘게 과거에 조상들이 지은 죄를 망각한 대가를 치르는 거고 너네 돌아가신 어머니도 다르지 않다."는 식으로 대답해 버리는 탓에 사실상 자신의 어머니를 죄인이자 악마로 모는 말을 했는데도 나중에 팔코의 해명을 듣고 가비를 이해하려고 했다.
그렇게 비난했는데도 성심껏 도와 주려는 카야의 자비에 가비는 "왜 그렇게까지 우릴 도우려 하냐"고 의문을 품고 서서히 감화되어 갔고, 이러한 평화적인 교류 덕에 한 달 후에 이르러선 허물 없는 대화가 가능한 친구로 거의 나아갈 수 있었다. 그러나 니콜로 때문에 가비가 사실 사랑하는 의붓언니 사샤를 총살했다는 진실을 알고 가비를 칼로 찔러 죽이려 했을 정도로 증오하게 된다. 카야의 반응은 라이너를 롤 모델이자 형 같은 존재로 바라보며 존경했지만 갑주의 거인임을 알고서 크게 충격 받고 증오하게 된 에렌과 별반 다르지 않다. 이후에도 카야는 언니를 죽인 가비와 팔코를 용서할 수 없다고 죽이고 싶다며 원한을 버리지 못했고, 그 말을 몰래 들은 가비는 그동안의 감정을 담은 눈물을 흘리며 파라디 섬 사람들은 결국 바깥 세계의 사람과 다를 게 없는 평범한 사람들이라는 걸 이해하게 된다.
처음 만났을 때는 가비가 카야를 적대하고 카야가 가비를 이해하고 도와 주려고 했던 것과 달리 가비가 카야를 이해하고, 카야가 가비를 적대하게 되면서 입장이 반전된다. 그리고 가비는 카야를 끝까지 이해하며 도와 주려고 하고, 증오를 받고 용서 받지 못하더라도 그를 지켜야 할 소중한 사람으로 여겼다. 거인이 된 나일 도크를 쏴서 온 몸으로 구해 냈고, 카야는 자신을 구하기 위해 목숨까지 걸고 뛰어든 가비의 용맹한 모습에 예전에 엄마를 죽인 거인에게 먹힐 뻔한 자신을 구한 언니 사샤 블라우스를 겹쳐본다. '우린 모두 숲 밖에서 나가 함께 살아가야 하는 사람들이다.'는 사상을 적에게도 실천한 블라우스 부부의 영향을 받은 사샤가 카야에게 베푼 선행으로 오고, 사샤에게 원한을 가진 가비가 죽였지만, 끝내 깨달음을 얻고 과오를 반성한 가비가 베푼 선행으로 돌아와 좋은 흐름으로 업보가 돌아온 것이다. 그렇게 증오하는데도 자신을 구해 주고 지키려는 가비의 행동에 감명을 받은 카야는 자신도 모르게 예거파 병사에게 우리와 같은 가족이라고 지켜 줌으로써 절대 화해할 수 없을 것 같은 두 사람은 화해하고 진정한 우애의 친구로 거듭난다. 가비가 코니로부터 팔코를 되찾기 위해 아르민의 호위를 받으며 떠나면서 이제는 이름 가지고 농담까지 할 정도로 허물 없는 친구가 되었고 서로가 가야 할 길을 배웅한다.

#### 블라우스 부부
철천지원수 사샤 블라우스의 친부모이면서도 아군이 없다시피한 파라디 섬으로 홀로 넘어와 방황하던 자신을 거두어들이고 정성껏 키워 주신 따뜻하고 상냥한 은인들이다. 시대의 변화에 따라 가문의 오랜 가업이자 전통인 사냥과 폐쇄주의를 과감히 버리고 바깥 세상의 사람들과 교류하고 공존하는 새로운 삶을 꾸렸으며, 월 로제 습격으로 피해 입은 고아들을 지원하는 삶을 살았다. 블라우스 부부는 1개월 양딸 양아들처럼 여기며 키워온 두 남매 '미아'와 '벤'카야와 더불어 가비가 파라디 섬 주민들을 향한 원한과 편견을 벗고 개심할 수 있게 해 주었으며, 긍정적인 영향에 있어서 가비의 인생에 있어 중요한 인물들이다.
작품의 궁극적인 주제 의식이자 문제의 근원인 '엘디아와 세계 사이에 놓여진 증오의 연쇄'를 허물고 서로 이해하고 포옹할 것을 강조해 스토리적으로도 중요한 역할을 지닌 사람들이다. 처음엔 가비가 실은 자신들의 소중한 딸 사샤를 죽인 원수임을 들었을 때는 충격으로 눈이 뒤집혔지만, 가비가 사샤를 죽일 수밖에 없었던 입장과 사연을 이해하고 "이것은 누구의 잘못이라 할 수 없고, 인과로 인해 빚어진 비극이다. 지금이라도 복수의 고리를 끊어야 한다. 그렇지 않으면 똑같은 비극만 반복될 뿐."이라고 니콜로가 권유한 복수의 칼도 내려 놓았다. 2,000년 간 끝나지 않은 전쟁과 참화로 인한 갈등으로 오랜 증오와 원한에 뒤얽힌 마레와 엘디아, 세계의 관계를 제대로 이해하고 증오가 아닌 용서와 이해를 실천하려는 모습을 보였다. 오랜 세월 파라디를 짓밟은 마레를 향한 당장의 증오에 뒤집혀 전쟁을 주장하는 시위대의 엘디아 인들과도 차원이 다르게 미래 지향적인 움직임을 보이고
딸의 살인자를 복수하지 않고 용서한다는 쉽지 않은 선택을 한 블라우스 부부의 현명함은 가비에게 지대한 영향을 미쳤고, 가비가 그동안 고착된 '파라디 인들=악마'의 마레의 가르침을 되돌아보는 계기를 마련했다. 레스토랑 이후 언니의 복수를 하려는 카야를 막고 슬픔을 나누는 블라우스 일가를 떠올리다가 피크의 일침을 마지막으로 "파라디 섬에는 악마 같은 건 없었다. 모두 평범한 사람들뿐이다."라는 깨달음을 얻으며 한 걸음 성장한다. 이후로도 가비는 자신을 용서하고 변화시킨 블라우스 부부를 잊지 못하는 모습을 보이며 애정을 표시한다. 전쟁 와중에도 부부가 자신과 팔코의 안위를 걱정하면서도 신뢰한다는 걸 알고 크게 감동 받기도 했다.

## 죽인 사람들
지금까지 죽인 사람들은 엄연한 마레 제국의 병사라는 신분상 전쟁 및 전투 당시에 만났던 진영상 확실하게 적대하는 적국의 병사들뿐이다. 플록과 에렌, 라이너, 베르톨트, 아니, 지크, 예거파와 다르게 민간인은 단 한 명도 해치지 않았다. 민간인 살해를 자제하고 적병들만 노려서 죽이는 건 미카사와 아르민, 장, 코니, 사샤도 그랬다. 세뇌당한 한 어린 소년병이 자신들의 고향을 침공하고 위협하는 적국의 병사를 자국의 병사로서 살해한 것은 그저 복수심와 증오, 살의에 들려서 애먼 죄 없는 적국의 민간인들을 한 번의 방화 테러로 학살해 놓고 영광이라고 미화하는 악행과 비교할 바가 못 된다. 전부 참작의 여지가 있고 인과적으로도 이해할 수 있는 범위 내에서만 살인을 했다. 스스로의 고뇌와 노력으로 자아 성장의 장애물이었던 세뇌의 속박을 극복하고 '모두의 입장을 생각하고 배려하는 병사'로서 각성한 이후에는 적을 보기만 하면 무작정 죽이고 보는 일방적인 증오를 버리고 가능하다면 본인이 먼저 대화와 사죄로 해결해 나가려고 노력하는 성숙하고 이성적인 모습을 보이기 시작한다. 가비가 처해 있는 상황과 관점을 제대로 이해하고 공감을 표하는 성숙한 팬들과 독자들은 어린아이다운 귀여움과 더불어 성숙하게 성장해 나가는 가비의 이야기와 긍정적인 변화를 적극적으로 응원하며 자신의 소중한 아저씨들을 살해한 사샤를 증오에 걸려 죽인 한 소년병이 적들의 섬으로 직접 넘어오는 모험을 하고 그곳에 살던 원수의 동생과 우정과 충돌을 이어가다 끝내 서로를 향한 증오를 끊어내고 화해한다는 완성도가 훌륭한 그의 구원 및 성장 서사를 이해하거나 대단히 호평한다. 그런데도 국내외 안티들(특히 파라디 섬의 입장으로만 스토리를 분석하는 편파적인 독자들, 전체적인 스토리 흐름이 아니라 캐릭터성에 집중하는 사샤 블라우스의 극성 팬덤)은 이런 사실을 모른 체하거나 에렌 예거나 지크 예거, 초대 프리츠 왕, 예거파처럼 죄질과 인격으로 따지자면 가비보다 훨씬 크거나 악질인 죄인들이 많이 포진돼 있음에도 가비가 유일한 절대악인 양 무작정 도 넘은 부당한 비난과 모욕을 퍼부어서 이들의 편파적이고 비이성적인 태도가 굉장히 비판 받는다. 애당초 진격의 거인이란 만화는 선악의 경계가 흐리며 한쪽을 편드는 것이 아니라 역사적으로 기나긴 원한과 증오로 싸워온 엘디아와 마레, 전 세계 등 다양하고 복잡한 세력 군상들이 얽히고설켜 각자의 상황에서 위기를 극복해 나가고 저마다의 이야기와 서사를 이어가다 끝내 하나의 흐름으로 귀결하는 입체적인 군상극 체제의 피카레스크물이다. 반대로 입장을 뒤바꾸면 만일 스토리가 시작부터 파라디 섬이 아니라 마레 제국의 시점에서 진행해 나갔다면 가비는 독자들의 옹호와 지지, 동정을 많이 받았을 것이라 더더욱 무의미해지는 논란이다. 지금은 가비의 서사를 제대로 정주행하거나 재해석하는 독자들이 많아지고 있어 생각을 바꾸는 이들도 늘고 있다.
파라디 섬으로 넘어온 후 카야가 자신과 팔코의 정체를 알고 있었다고 밝히자 일부러 착한 척하고 교활하게 속였다는 믿음, 병단에 고발할 걸 두려워 해 신변을 보호하기 위한 차원으로 죽여야 한다고 판단해서 쇠스랑까지 들었지만 팔코의 필사적인 방지와 카야의 배려 깊은 임기응변으로 마음을 바꿔 그만 뒀다. 가비가 직접 죽인 자들은 중동 연합과의 최종 전투 당시 요새를 수비하던 방어선의 두 병사들, 조사병단으로 전직한 前 주둔병단 사단장이자 신병 로보프, 자신과 친한 유대를 가졌던 레벨리오 입구 수문병 아저씨들을 죽여 신분상으로만 아니라 인과적으로도 직접적인 원한 관계로 맺혀 있었던 사샤 블라우스, 카야를 잡아먹으려 했던 무구의 거인화한 나일 도크 총 4명뿐이다. 섬으로 오자마자 낡아빠진 감옥에 구금 조치된 자신과 팔코를 감시하던 한 주둔병을 벽돌로 머리 쳐서 의식 불명으로 만들었고 오디하에 가서 수리할 비공정을 실을 수송선을 노리던 플록을 쏴서 바닷속으로 빠뜨렸지만, 둘 다 확실하게 죽었는지는 모르기 때문에 예외로 친다.
- 중동 연합의 슬라바 요새 수비군 병사 여러 명이나 전쟁 중에 만난 병사틀
- 로보프 (진격의 거인)
- 사샤 블라우스
- 나일 도크 (무구의 거인 상태)

## 죽이는 데 실패한 사람들
- 장 키르슈타인: 105화에 비행선에 구르기로 들어오자마자 랜덤으로 쏜 총알에 착탄 지점에 있던 사샤 블라우스가 맞아 쓰러진 후 곧바로 소총을 장을 향해 조준해 쏜다. 장은 옆에 있던 막역한 전우가 쓰러지자 홧김에 대응 사격하려고 자동권총을 가비에게 조준한다. 서로의 총이 맞닿는 순간 팔코가 좋은 타이밍에 난입해 밀쳐낸 덕분에 탄환이 날아간 궤도가 자연히 어긋나게 되고 가비와 장 둘 다 무사할 수 있었다. 만일 팔코가 빨리 뛰어들어와 가비를 밀치지 못했더라면 가비는 장이 쏜 탄환에 맞아 죽고 장도 가비가 쏜 탄환에 머리를 맞아 즉사할 가능성이 컸다.
- 에렌 예거: 레벨리오 전투부터 시작해서 가비의 숙적이자 파라디 섬으로 온 주된 이유로 찍혀진 만큼 반드시 죽여야 할 적. 에렌으로 인해 포르코, 팔코, 콜트에 이르기까지 소중한 사람들이 하나 둘씩 죽어가고 마레 제국의 패색이 짙어지는 절망적인 상황 속에 에렌이 지크 예거에게 달려가서 접촉을 시도해 '땅 고르기'를 일으켜 세계를 멸망시키려고 달려들자 세계를 구하기 위해 콜트 그라이스가 남긴 대 거인용 저격총으로 머리를 쏘아 날리는 데 성공한다.

## 관련된 틀
틀:진격의 거인의 등장인물

## 같이 보기
- 진격의 거인의 등장인물 목록
- 유미르의 백성
- 마레 제국
- 라이너 브라운
- 에렌 예거
- 콜트 그라이스
- 피크 핑거
- 포르코 갤리어드
- 테오 마가트
- 팔코 그라이스
- 소년병